# Santuário de Fátima
O Santuário de Fátima, formalmente intitulado pela Igreja Católica como Santuário de Nossa Senhora do Rosário de Fátima, é um santuário mariano dedicado a Nossa Senhora de Fátima, localizado no lugar da Cova da Iria, na cidade de Fátima, município de Ourém, em Portugal.
O Santuário de Fátima é, por excelência, um local de peregrinação cristã e devoção católica, preservando a memória dos acontecimentos que levaram à sua fundação, nomeadamente as aparições de Nossa Senhora aos três pastorinhos – Lúcia dos Santos, Francisco e Jacinta Marto – em 1917. A sua magnitude e relevância do ponto de vista religioso é consensualmente reconhecida, nacional e internacionalmente. Por vontade expressa da Santa Sé Apostólica, este é um Santuário Nacional. É também um dos mais importantes santuários marianos do mundo pertencentes à Igreja Católica e de maior destino internacional de turismo religioso, recebendo cerca de seis milhões de visitantes por ano. Foi distinguido com três rosas de ouro papais e visitado pelos Papas Paulo VI (1967), João Paulo II (1982, 1991 e 2000), Bento XVI (2010) e Francisco (2017).
A sua edificação iniciou-se em 1919 com a construção da Capelinha das Aparições; ao longo dos anos o santuário foi sendo expandido, contando hoje com duas basílicas, o que representou um aumento significativo da capacidade de acolhimento de peregrinos em recinto coberto. Contudo, os diversos planos urbanísticos criados para ordenar seu crescimento tiveram pouco efeito prático, e o complexo que se vê atualmente é fruto mais de intervenções pontuais que atendiam a necessidades do momento do que de um planeamento unificado e de longo prazo. Por outro lado, o poderoso impulso gerado pelo Santuário de Fátima foi responsável pelo crescimento exponencial de uma zona do país até aí muito pouco desenvolvida.
Estilisticamente diversificado, integrando construções de caráter revivalista a par de outras de cariz mais atual, o Santuário de Fátima é composto principalmente pela Capelinha das Aparições, o Recinto de Oração (exterior), a Basílica de Nossa Senhora do Rosário e a respetiva Colunata, a vasta Basílica da Santíssima Trindade, as casas de retiros de Nossa Senhora do Carmo e de Nossa Senhora das Dores, uma Via Sacra nos Valinhos e o Centro Pastoral Paulo VI. Conta também com espaços culturais e diversas outras edificações para os setores administrativos, acolhimento de peregrinos, atendimento médico, comércio, encontros e congressos, e outras atividades. O santuário teve ainda o contributo de artistas de várias gerações, nacionais e internacionais, que para aí realizaram um numeroso e diversificado conjunto de obras.
O Santuário é administrativamente regido por um reitor — até 1937, por um capelão. O titular do primeiro mandato foi o Cónego Amílcar Martins Fontes, natural da freguesia de Minde, que lá terá mandado instalar telefone, correio, telégrafo e até luz elétrica

## História

### Das aparições à emergência de um polo de devoção na Cova da Iria

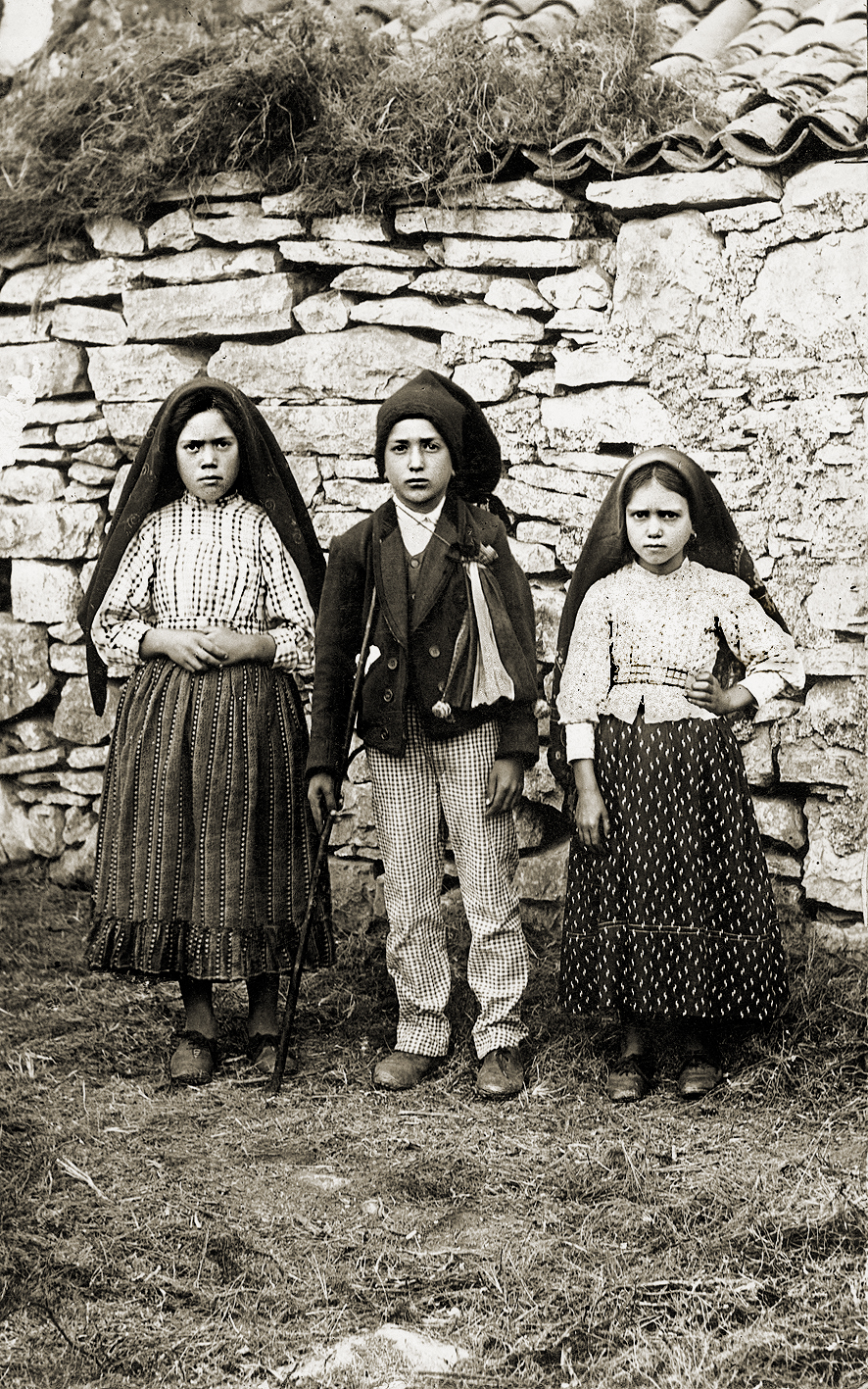
Os três pastorinhos de Fátima: Lúcia, Francisco e Jacinta.

Segundo a Igreja Católica, datam de março e julho de 1916 duas aparições de uma figura resplandecente, que viria a ser denominada como o "Anjo da Paz" ou "Anjo de Portugal", a Lúcia dos Santos e aos seus primos maternos Francisco e Jacinta Marto, popularmente chamados "Os Três Pastorinhos". Segundo estas crianças, a primeira aparição teria acontecido no sítio da "Loca do Cabeço", no lugar dos Valinhos, situado nas imediações da aldeia de Aljustrel da freguesia de Fátima, onde elas viviam. A segunda aparição teria ocorrido sobre o "Poço do Arneiro", situado no quintal da casa de Lúcia. Em setembro/outubro do mesmo ano teria se dado a terceira e última aparição do anjo, novamente na "Loca do Cabeço".
Em 1917 os três pastorinhos afirmaram ter presenciado seis aparições de Nossa Senhora nos dias 13 de maio, 13 de junho, 13 de julho, 13 de setembro e 13 de outubro no lugar da Cova da Iria, tendo, em agosto, a aparição mariana ocorrido no dia 19 (em vez de 13 como nos outros meses) e no lugar dos Valinhos. No essencial da mensagem apresentada, a aparição da Virgem Maria ter-lhes-á pedido que se rezasse o terço todos os dias, pela conversão dos pecadores, e que fosse feita penitência. Pediu ainda para se construir uma capela em sua honra.
As supostas aparições de Fátima desencadearam uma grande repercussão na época e, antes mesmo de ocorrer a última, o local já se havia tornado num centro de peregrinações. Inicialmente, no entanto, o patriarcado de Lisboa mostrou-se cauteloso na apreciação dos eventos, e não autorizou de imediato a organização de um centro de culto. Apesar disso, cumprindo-se o pedido da aparição, entre 28 de abril e 15 de junho de 1919 foi construída a Capelinha das Aparições, que desde então constitui parte essencial do santuário.

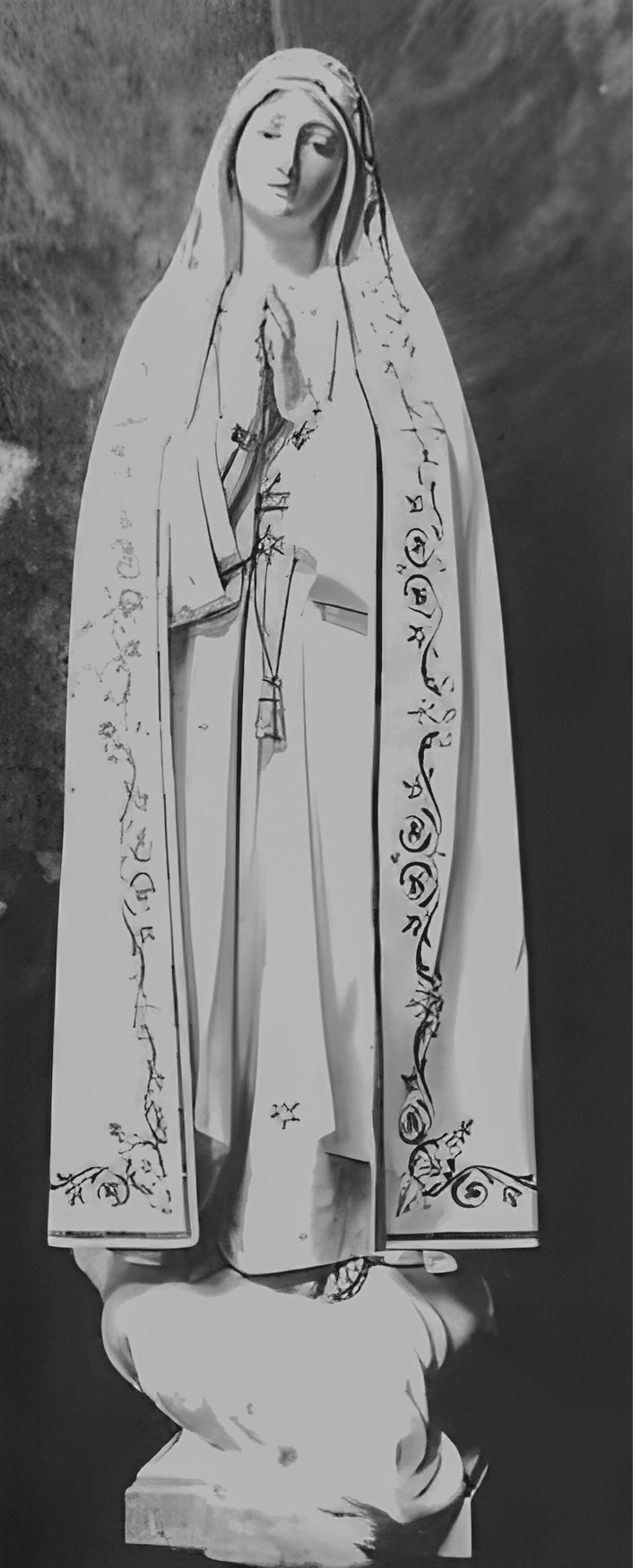
A escultura original de Nossa Senhora do Rosário de Fátima

Uma escultura de Nossa Senhora de Fátima foi feita no início de 1920 por José Ferreira Thedim, e oferecida por Gilberto Fernandes dos Santos. Foi benzida em 13 de maio de 1920 na Igreja Paroquial de Fátima, tendo sido entronizada na Capelinha das Aparições a 13 de junho do mesmo ano. O dia 13 de maio seria escolhido para eventos marcantes ao longo dos anos subsequentes. Devido ao incessante afluxo de peregrinos ao local, ficou evidente para a Igreja que ali se formaria um forte polo de devoção. Em vista disso, em outubro de 1920, D. José Alves Correia da Silva, bispo de Leiria, autorizou a compra de todos os terrenos da Cova da Iria junto ao oratório, pois pretendia fazer da Cova da Iria "um grande centro de piedade". Na análise de André Melícias, o bispo pretendia disciplinar o culto popular, muitas vezes de índole supersticiosa e heterodoxa, enquadrando-o nos cânones da Igreja Católica. Os terrenos foram adquiridos em setembro deste ano, delimitando uma considerável extensão destinada à organização do futuro Santuário. Após visita do bispo à Cova da Iria, onde rezou o terço, foi autorizada a realização de culto público a Nossa Senhora.

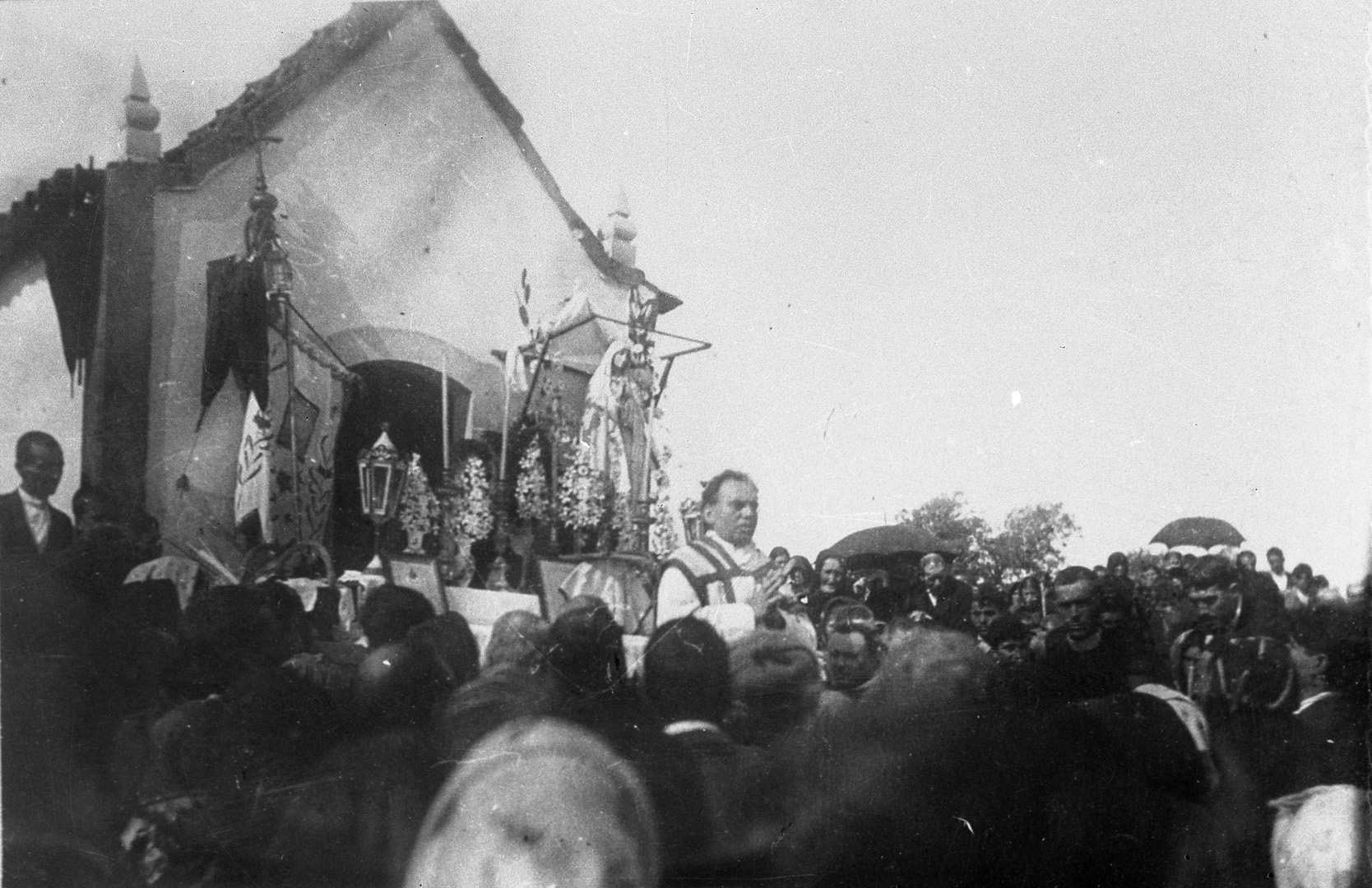
A primeira missa campal diante da Capelinha das Aparições celebrada a 13 de outubro de 1921

No dia 13 de outubro foi celebrada a primeira missa diante da Capelinha das Aparições pelo padre Afonso Jacinto Soares Ferreira. O culto autorizado não se destinava à Virgem de Fátima especificamente, visto que as aparições marianas ainda estavam a ser analisadas pela Igreja Católica e não haviam sido ratificadas formalmente.

### Primeiros planos de ordenamento e edificação da Basílica do Rosário

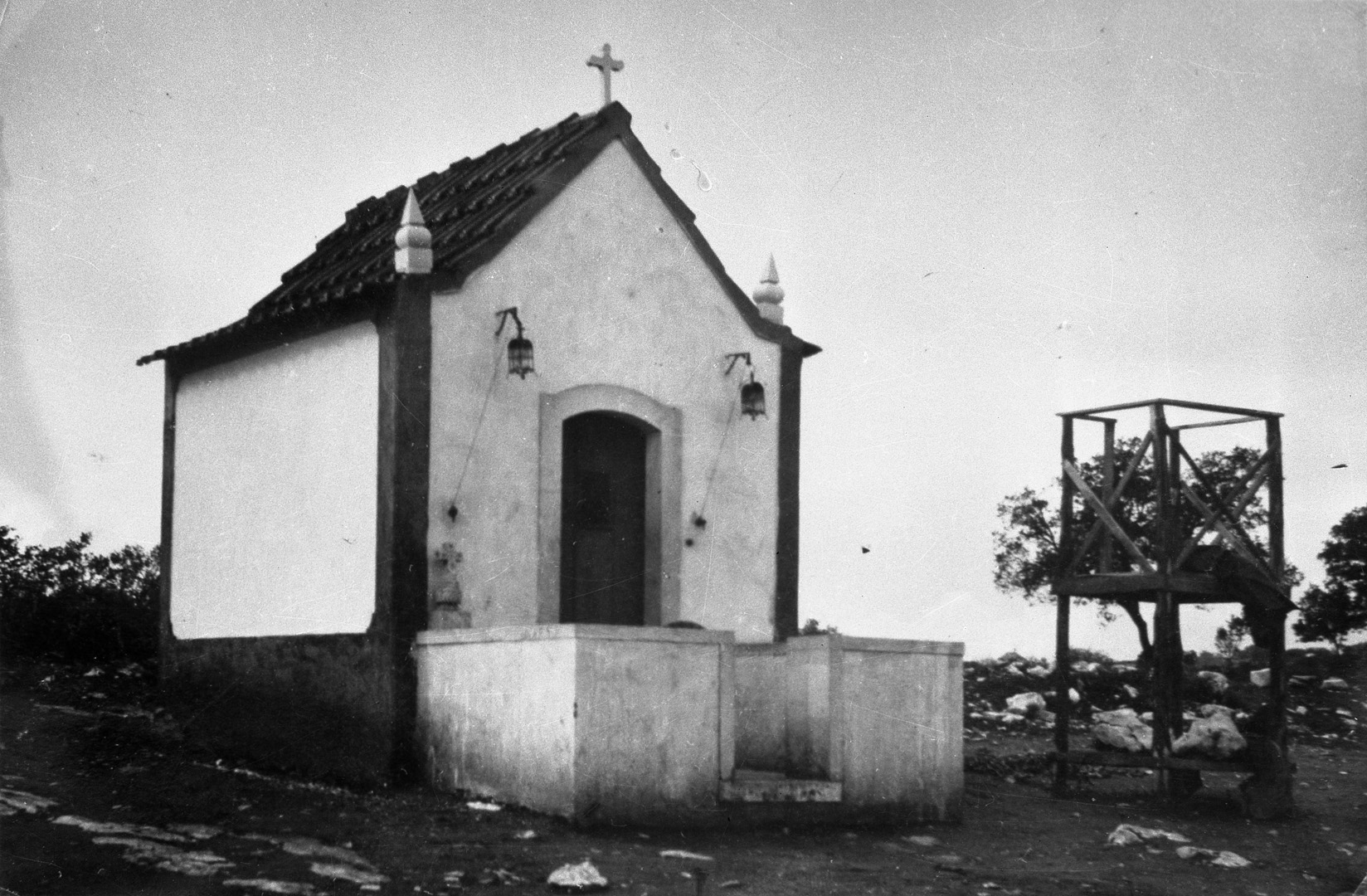
A Capelinha das Aparições em 1922

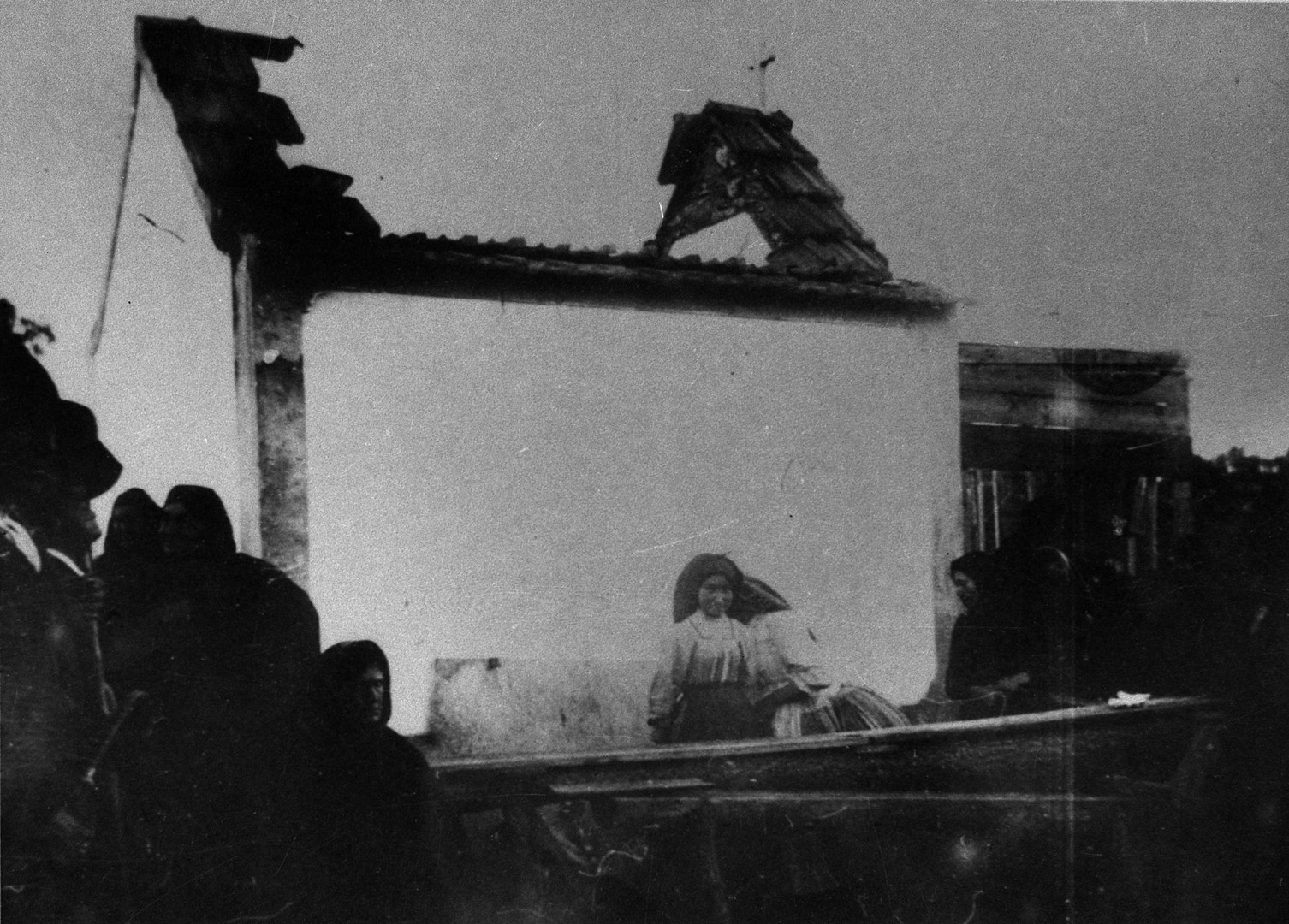
A Capelinha das Aparições quando dinamitada em 1922.

Peregrinação de mais de 50 mil crentes na Cova da Iria, 13 de outubro de 1926; ao fundo, vista do alpendre construído para proteger a Capelinha

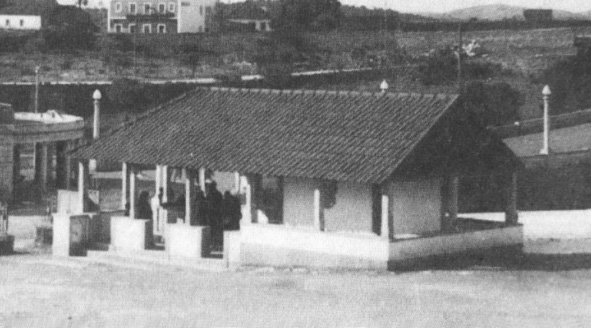
A Capelinha das Aparições já coberta pelo seu primeiro alpendre e com a sua envolvência toda pavimentada. À esquerda percebe-se parte da rotunda com colunata que cercava e cobria a fonte, 1937.

Em 6 de março de 1922, a Capelinha das Aparições da Cova da Iria foi dinamitada por desconhecidos e parcialmente destruída. Embora tenham sido colocados explosivos em cada canto da pequena ermida, nem todas as cargas detonaram, contribuindo para a ideia popular de que o local estaria protegido por alguém ou algo sobrenatural. A capela foi reconstruída ainda durante esse ano, e protegida por um muro em torno do recinto. Para André Melícias, o atentado "parece ter funcionado como ponto de viragem. (...) Cerca de dois meses depois, o bispo de Leiria nomeou uma comissão composta por sete sacerdotes para estudar este caso e organizar o processo segundo as leis canónicas, pois considerava que, a serem verdadeiros os factos passados 'na Fátima', era dever dos crentes agradecer 'a Nosso Senhor que se dignou mandar-nos visitar por Sua Santíssima Mãe para aumentar a nossa fé e corrigir os nossos costumes' e, a serem falsos, seria conveniente que fosse apurada essa falsidade já que, 'nos tempos de dúvida e desorganização que atravessamos, é de tal importância julgarmo-nos e estar na posse da verdade que esta consciência basta para resistir a todas as contrariedades e vencer todos os obstáculos'." O local originalmente era bastante ermo e doravante a autoridade eclesiástica iniciou a construção de benfeitorias na área destinadas a facilitar o acesso e promover o conforto dos peregrinos, como tendas para a venda de água e alimentos e alguns artigos religiosos. Foram feitos planos para a urbanização da zona envolvente da capela, incluindo a construção de um albergue para peregrinos doentes, uma fonte coberta por uma abóbada e uma avenida desde a entrada do recinto, ladeada por uma Via Sacra. Ao mesmo tempo, iniciou a organização das romarias, surgindo as procissões das velas e do adeus.
O primeiro projeto urbanístico foi executado apenas parcialmente, sendo as primeiras edificações mais tarde alteradas ou substituídas, e a expansão do local desenvolvia-se de maneira muito desorganizada. Nesses primeiros anos de atividade o santuário tampouco existia como um organismo definido e autónomo, e toda a sua administração era conduzida pelo bispo de Leiria, José Alves Correia da Silva, que desempenhou papel decisivo na estruturação do local. O primeiro passo para sua institucionalização foi a criação em 13 de julho de 1927 de uma capelania permanente, nomeando-se Manuel de Sousa como primeiro capelão, responsável pela celebração diária da eucaristia, oração pelas intenções confiadas ao santuário, administração das finanças, esmolas e ex-votos, organização de romarias, acolhimento e atendimento dos peregrinos, registo de curas e graças, gestão agrícola das terras do entorno, fiscalização e organização de obras de construção e infraestrutura, e controle do comércio de artigos sacros.
Em 13 de maio de 1928 é lançada a primeira pedra para a construção da Basílica de Nossa Senhora do Rosário, seguindo um projeto de Gerardus Samuel van Krieken. Em 26 de junho o bispo de Leiria preside pela primeira vez a uma cerimónia oficial na Cova da Iria. Por esta altura, prevendo-se a futura ampliação do complexo, iniciam-se esboços mais consistentes de um ordenamento urbanístico e arquitetónico da área, elaborados por Luís Cristino da Silva e Ernesto Korrodi, que criaram uma planta urbanística geral baseada na forma da cruz. Para a Cova da Iria, António de Aguiar e José de Lima Franco criaram outro projeto, mas também esses planos não foram implementados na sua totalidade, continuando o santuário a crescer desorganizadamente. Surge uma capela para missas e equipamentos de assistência hospitalar e apoio a retiros, e delimitam-se os locais do pórtico de entrada, de outras ruas, da fonte e outras edificações.

### Oficialização do Santuário
A 13 de outubro de 1930, o Bispo de Leiria, José Alves Correia da Silva, após o encerramento do processo canónico iniciado em 1922, declarou as aparições da Virgem Maria em Fátima como dignas de crédito e aprovou o culto mariano sob a invocação de "Nossa Senhora do Rosário de Fátima". A primeira fase da vida do santuário, quando as iniciativas ainda careciam de um norte definido, encerrou em 1940 com a ereção canónica da Fábrica do Santuário de Nossa Senhora do Rosário de Fátima, entidade jurídico-administrativa autónoma, marcando a oficialização do local como um santuário de facto e de jure. A partir de então a Fábrica seria responsabilizada por toda a administração e pelas novas construções, e representaria os interesses da Igreja junto à sociedade civil no tocante ao santuário. Isso foi possível graças à regularização das relações entre a Igreja e o Estado Português ocorrida no mesmo ano através da Concordata de 1940, com a qual a Igreja se libertava da ingerência das autoridades civis nos seus assuntos e era reconhecida como instituição possuidora de personalidade jurídica, habilitada para a posse e gestão do seu próprio património. O primeiro reflexo desta nova situação foi a transferência para a Fábrica, no ano seguinte, de todos os bens e terras do santuário, que até então estavam em nome dos padres Agostinho Marques Ferreira, Manuel Nunes Formigão e Manuel Marques dos Santos, e de outros particulares. Ainda em 1941, o santuário adquiriu autonomia em relação à paróquia de Fátima e o capelão passou a assumir a função oficial de reitor.
Em 1942, o 25.º aniversário das aparições é celebrado com uma grande peregrinação. Em 1945, na tentativa de se corrigir erros e ordenar a constante ampliação do complexo, o Conselho das Obras Públicas aprovou um Anteplano de Urbanização de Fátima. Assim como os outros projetos anteriores, também este não foi implementado completamente, permanecendo o problema básico de desorganização urbanística, que persistiria ainda por muitos anos. Enquanto o santuário crescia, formava-se uma vila nas redondezas, atraindo pessoas que de alguma forma estavam envolvidas com suas atividades ou se ocupavam num comércio de bens e artigos voltados principalmente para os peregrinos. Segundo Patrick da Silva, "um facto é que Fátima cresceu, mas não conseguiu acompanhar o seu crescimento ao longo dos anos, continuando-se a verificar a inexistência de saneamento básico, equipamentos e vias. Ao mesmo lado de uma população da qual as condições de vida não melhoraram".

### Expansão e reconhecimento

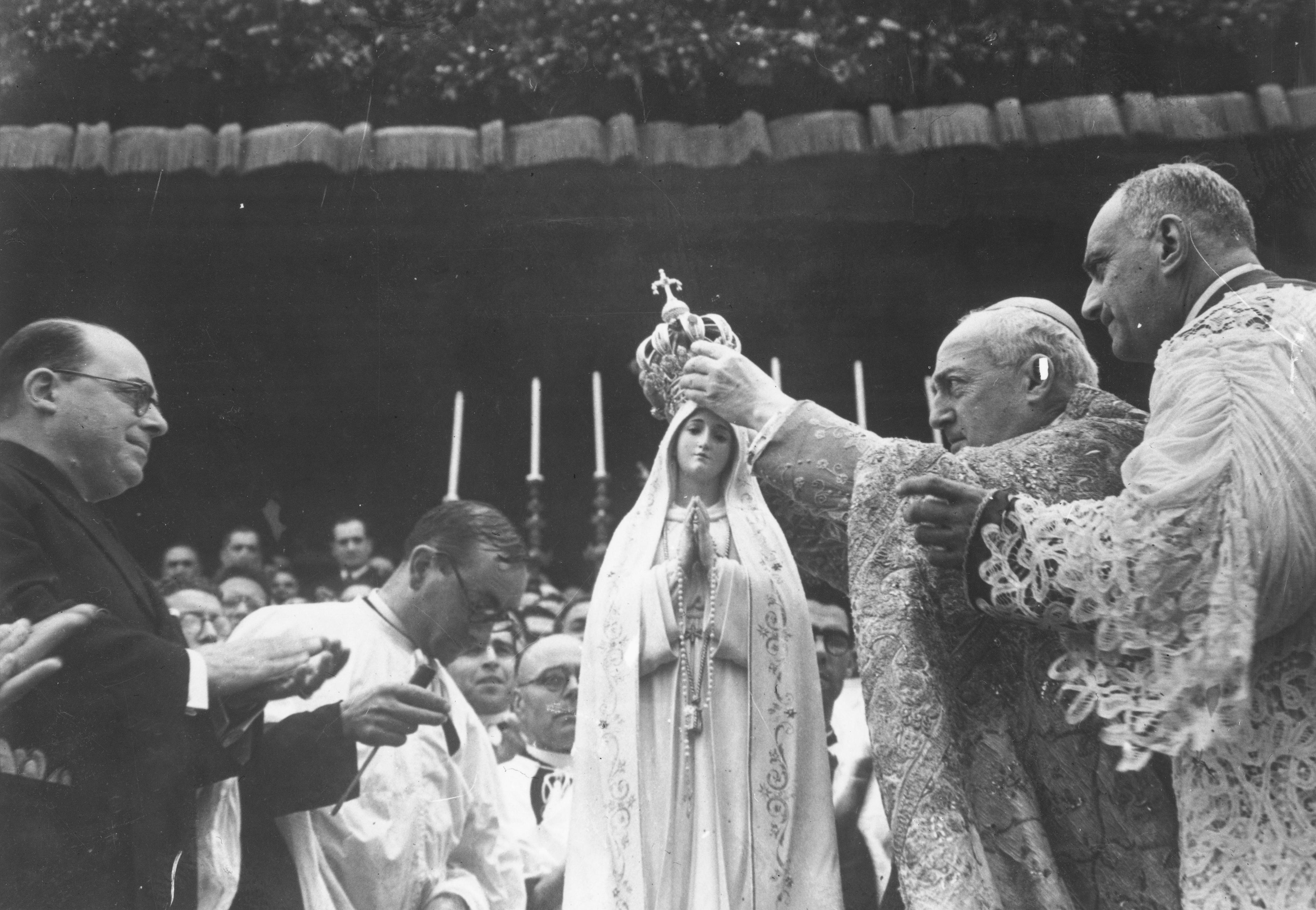
Coroação solene da imagem de Nossa Senhora de Fátima a 13 de maio de 1946 pelo legado papal, cardeal Benedetto Aloisi Masella

A 13 de maio de 1946, o cardeal Benedetto Aloisi Masella, na qualidade de legado pontifício, coroa solenemente a imagem de Nossa Senhora de Fátima. A a 22 de maio 1946, ainda enquanto religiosa doroteia, a Irmã Lúcia – na data, como Irmã Maria das Dores – visita a Capelinha das Aparições e os lugares dos Valinhos e de Aljustrel.

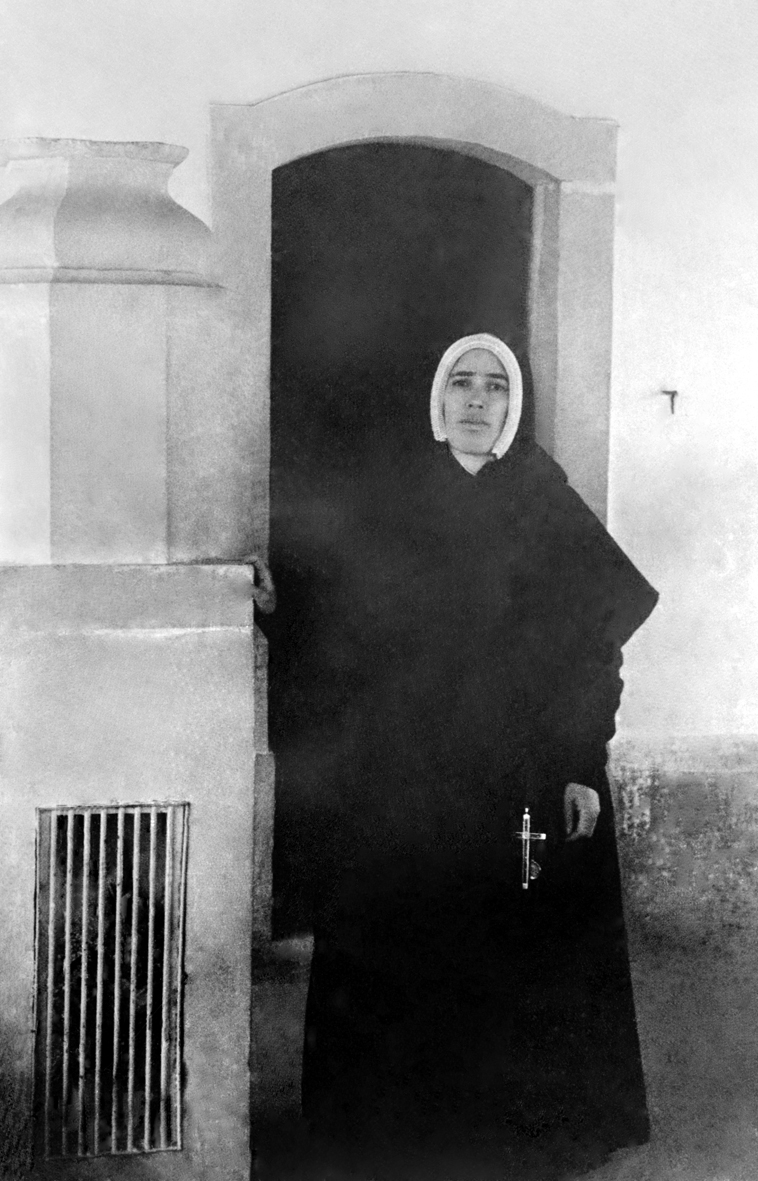
A Irmã Lúcia junto à peanha da Capelinha das Aparições que marca o local exato onde ocorreram as aparições de Nossa Senhora de Fátima.

Em 1950, por ocasião da celebração do Ano Santo, o santuário passou por uma importante remodelação. Foram adquiridas grandes áreas de terreno para a sua expansão, o pórtico com colunata original desapareceu, os terrenos do recinto foram nivelados, foram abertas novas ruas, algumas construções foram demolidas e foi prevista a construção de novos alojamentos e estruturas de apoio para os peregrinos e de uma outra colunata nas zonas laterais da Basílica. Nas décadas seguintes foram elaborados diversos planos urbanísticos para a área do santuário. No entanto, nenhum chegaria a ser integralmente aplicado e alguns nem sequer foram usados, o que foi um factor principal para a ausência de disciplina e rigor no crescimento do complexo ao longo do século XX.

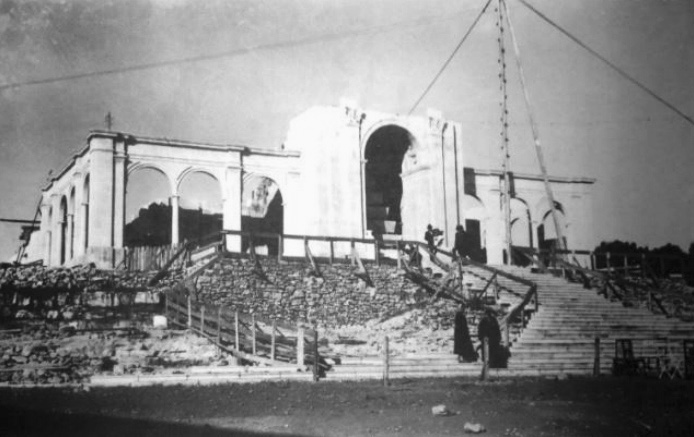
Construção da Basílica de Nossa Senhora do Rosário

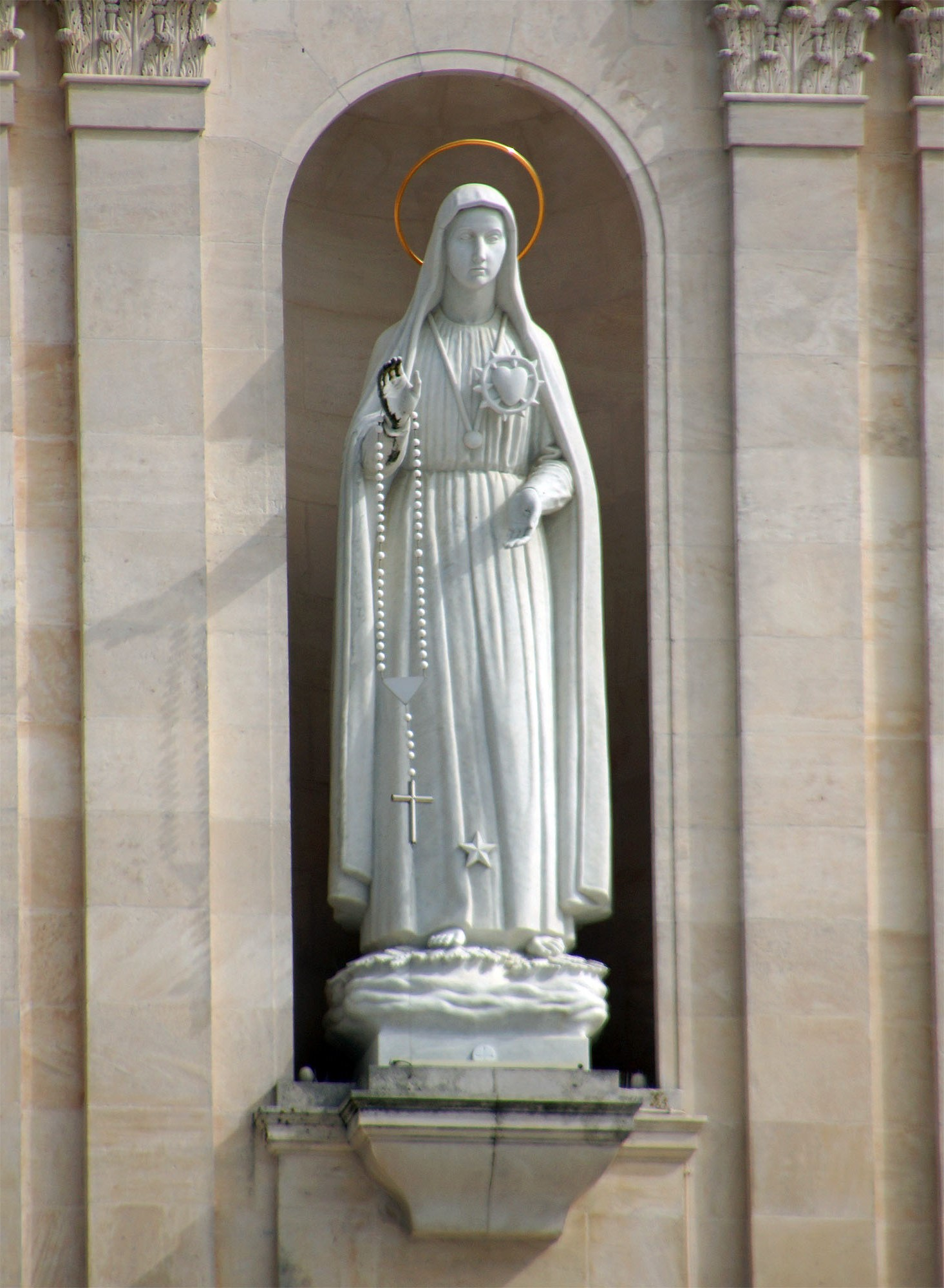
A grande estátua do Imaculado Coração de Maria na torre da Basílica

Em 13 de março de 1951 os restos mortais de Jacinta Marto são trasladados do cemitério de Fátima para a Basílica de Nossa Senhora do Rosário e, a 13 de março do ano seguinte, são trasladados para esse mesmo local os restos mortais do seu irmão, Francisco Marto. A sagração desse templo tem lugar em 7 de outubro de 1953, tendo-lhe o papa Pio XII concedido o título de basílica em novembro do ano seguinte. Construído com contribuições de católicos húngaros, em 12 de agosto de 1956 é inaugurado nos Valinhos o monumento comemorativo da quarta aparição, que se afirma ter ocorrido em 19 de agosto de 1917 naquele lugar. Em 13 de junho de 1956 é colocada no nicho da fachada da basílica a grande estátua do Imaculado Coração de Maria, oferta de católicos norte-americanos.
Em 21 de julho de 1958 inicia-se uma nova fase na vida do santuário com a criação, por decreto do papa Pio XII, do Conselho Nacional do Santuário de Fátima, composto pelos metropolita portugueses e pelo bispo de Leiria, tendo o patriarca de Lisboa como presidente nato. Se por um lado este ato reconheceu a importância do santuário no contexto português, por outro ele acarretou uma certa perda de autonomia administrativa, pois o corpo consultivo agora passava a ter ingerência na condução dos assuntos pastorais, na fiscalização financeira e nos programas construtivos. No entanto, após alguns anos o Conselho deixou de atuar. A importância do santuário foi enfatizada pela Santa Sé em 21 de novembro de 1964, quando o Papa Paulo VI, no encerramento da terceira sessão do Concílio Ecuménico Vaticano II, anunciou a concessão da Rosa de Ouro ao Santuário de Fátima. A Rosa de Ouro foi entregue pelo legado pontifício cardeal Fernando Cento a 13 de maio de 1965. Em 13 de maio de 1967 Paulo VI visitou o Santuário de Fátima, no cinquentenário da primeira aparição, para pedir a paz no mundo e a unidade da Igreja.

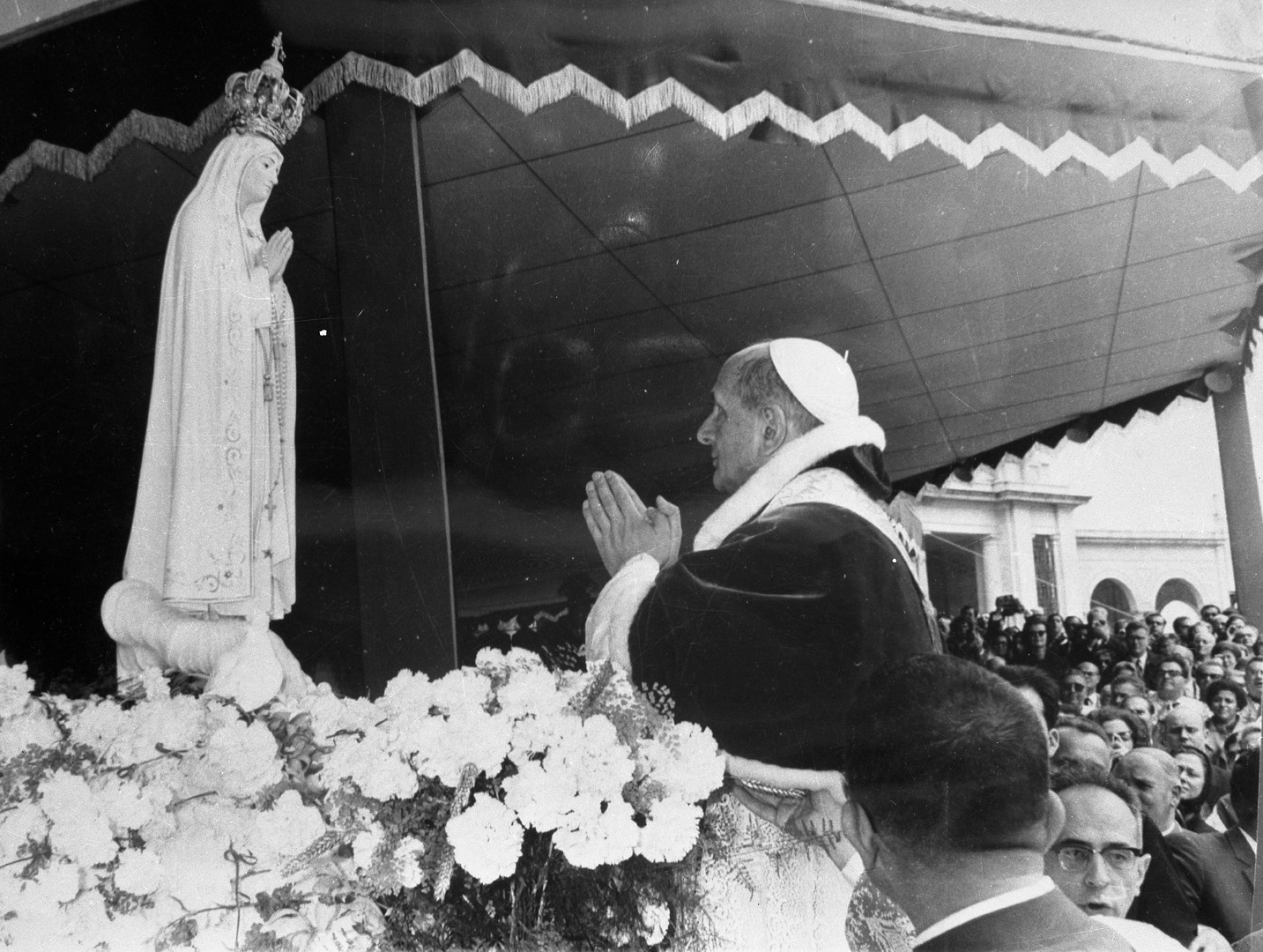
Visita do Papa Paulo VI (em 1967) por ocasião do 50.º aniversário das aparições da Virgem de Fátima

A fama do local como centro de devoção mariana trazia um crescente número de peregrinos, exigindo a adaptação das instalações, ocorrendo a partir da década de 1960 o alargamento e regularização do recinto, a construção da colunata, de arruamentos e da praceta de Santo António, a remodelação do hospital, a ligação às redes de distribuição de água e eletricidade, entre outras obras. Foi também criada uma secretaria permanente, uma assessoria de imprensa, um serviço de atendimento a turistas e estrangeiros e iniciou-se a formação de coleções arquivísticas, bibliográficas e museológicas.
A Voz da Fátima é o jornal oficial do Santuário com carácter formativo e informativo. A sua génese remonta a 13 de outubro de 1922 publicado pela Diocese de Leiria. Em 13 de março de 1974 passou a ser propriedade do próprio Santuário, onde ficariam a funcionar, daí por diante, os serviços de redação e administração. Atualmente, com uma tiragem média de 60 000 exemplares e uma periodicidade mensal a cada dia 13, é editado em português e tem distribuição gratuita. O formato da publicação sofreu algumas alterações gráficas desde o primeiro número e atualmente tem 12 páginas.

### Da década de 1970 até à atualidade

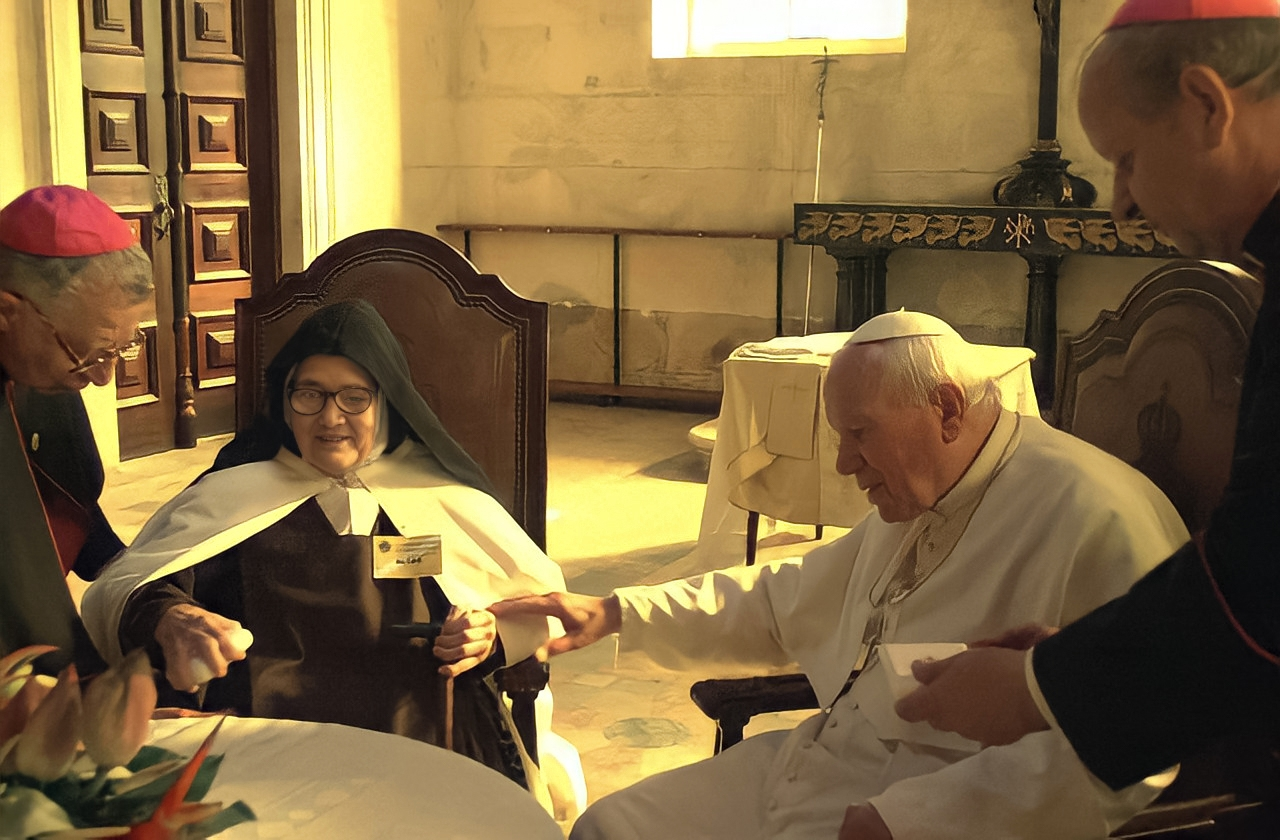
Encontro da Irmã Lúcia com o Papa João Paulo II a 13 de maio de 2000 na sacristia da Basílica de Nossa Senhora do Rosário.

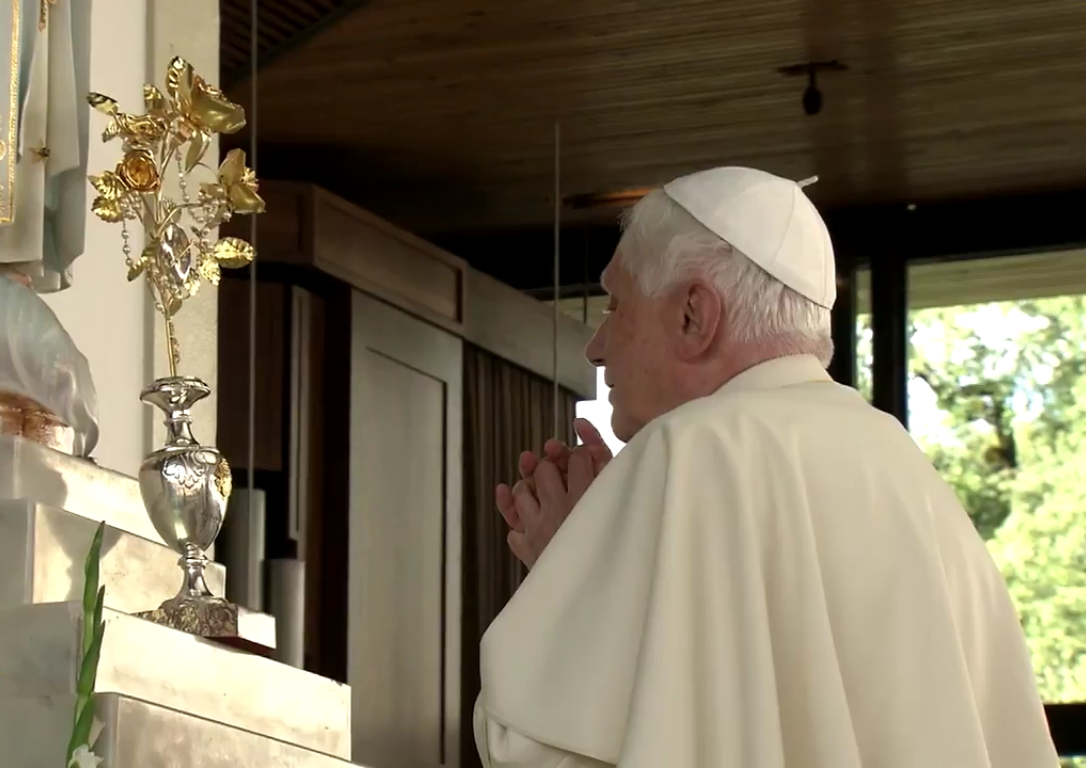
O Papa Bento XVI entrega a segunda Rosa de Ouro a Nossa Senhora de Fátima no dia 12 de maio de 2010, na Capelinha das Aparições da Cova da Iria.

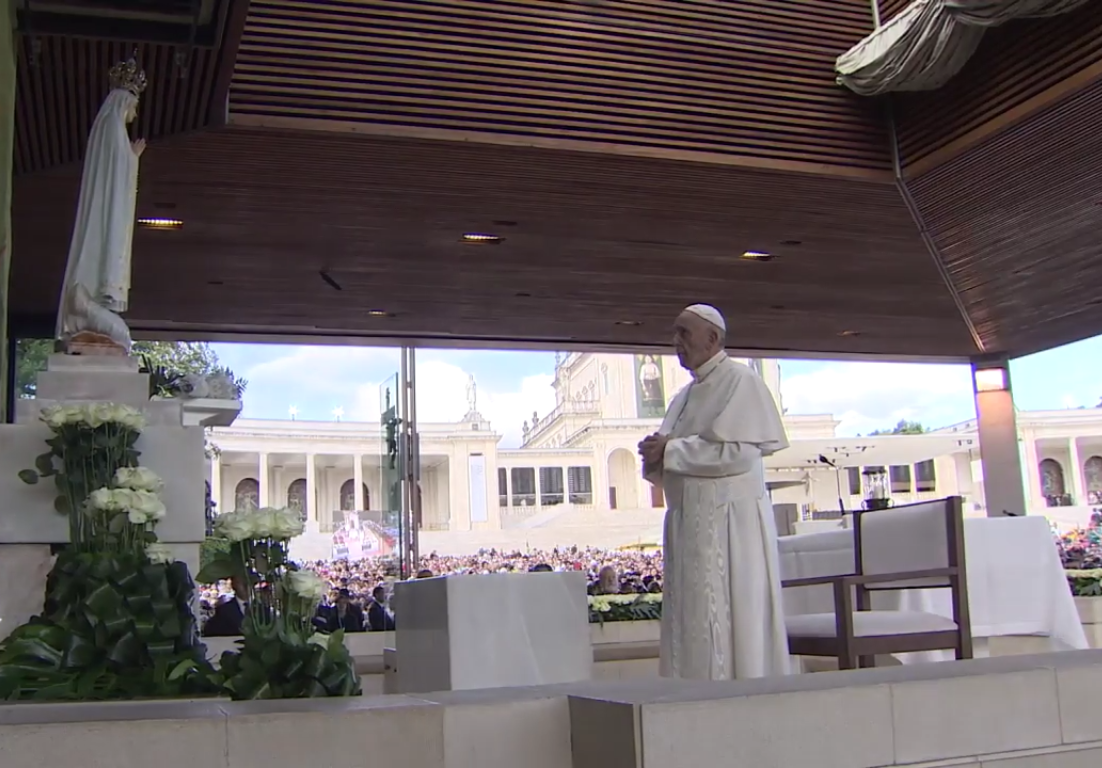
O Papa Francisco em oração, na tarde de 12 de maio de 2017, na Capelinha das Aparições do Santuário de Fátima.

Em 13 de fevereiro de 1973, foi nomeado reitor do Santuário de Fátima o Monsenhor Luciano Guerra. O seu reitorado estender-se-ia até 2008, o mais longo na história do Santuário, tendo sido marcado por uma série de inovações e intervenções significativas no espaço e na gestão do Santuário. O crescimento do complexo e das suas atividades nas décadas anteriores ultrapassava já as capacidades de uma administração fortemente centralizada, como até então vigorava. Foi reorganizada toda a estrutura administrativa, tendo sido criados conselhos e secretarias setoriais especializados. A Capelinha das Aparições e o Presbitério do recinto de oração foram renovados, os hospitais e casas de retiros de Nossa Senhora do Carmo e Nossa Senhora das Dores foram remodelados ou receberam novos usos e deu-se início à construção do Centro Pastoral Paulo VI. Foram construídos a Igreja da Santíssima Trindade (entretanto renomeada como Basílica da Santíssima Trindade), o alpendre que protege a Capelinha das Aparições e o monumento que hoje integra um módulo do Muro de Berlim. Os edifícios e espaços foram enriquecidos por grande quantidade de obras de arte contemporânea de artistas consagrados. Nos anos finais de sua gestão Luciano Guerra aprovou novos estatutos para o Santuário, que oficializaram a grande reestruturação organizacional que ele promoveu e definiram as relações com as instâncias eclesiásticas superiores, e em 2008 foi sucedido na reitoria por D. Virgílio Antunes, posteriormente nomeado bispo da Diocese de Coimbra. Complementando o trabalho de seu antecessor, Virgílio Antunes dotou a instituição de um regulamento interno e expandiu a estrutura administrativa.
Neste intervalo, diversos eventos importantes tiveram lugar no Santuário. No dia 13 de maio de 1982, o Papa João Paulo II faz a primeira visita ao santuário para agradecer à Virgem Maria o facto de ter sobrevivido à tentativa de assassinato a 13 de maio de 1981. Em 28 de março de 1984, o Papa João Paulo II, em união com os bispos do mundo inteiro, faz na Praça de São Pedro, no Vaticano, uma nova consagração do mundo ao Imaculado Coração de Maria (originalmente já tinha sido realizado um ato consecratório feito pelo Papa Pio XII a 31 de outubro de 1942, no seguimento dos pedidos que lhe foram endereçados, também a partir de Portugal, pela Beata Alexandrina de Balazar). A consagração é feita perante a estátua da Virgem de Fátima, que é transportada do Santuário de Fátima para Roma especificamente para esse acto consagratório. O Papa João Paulo II entregou ao então Bispo de Leiria-Fátima, D. Alberto Cosme do Amaral, a bala que o tinha atingido no atentado. Esta bala foi posteriormente encastoada na coroa da estátua de Nossa Senhora, onde permanece até hoje. Em 13 de maio de 1991, João Paulo II visita Fátima pela segunda vez no 10.º aniversário do atentado.
Em 12 e 13 de outubro de 1996, o Cardeal Joseph Ratzinger, prefeito da Congregação para a Doutrina da Fé e futuro Papa Bento XVI, visita o Santuário de Fátima, onde preside à Peregrinação Internacional Aniversária de Outubro. Em 13 de maio de 2000, o papa João Paulo II visita Fátima pela última vez para a cerimónia de beatificação dos pastorinhos Francisco e Jacinta Marto. Aí se encontra pela última vez com a Irmã Lúcia. O cardeal Ângelo Sodano, no final da solene concelebração eucarística presidida por João Paulo II, expõe uma súmula do Terceiro segredo de Fátima. Lúcia dos Santos morre em Coimbra, no Carmelo de Santa Teresa, em 13 de fevereiro de 2005. Em 19 de fevereiro do ano seguinte os seus restos mortais são trasladados para a Basílica de Nossa Senhora do Rosário, em Fátima, onde é sepultada junto dos seus primos, Francisco e Jacinta Marto.
Por ocasião do 90.º aniversário das aparições, em 12 de outubro de 2007, é inaugurada a Basílica da Santíssima Trindade pelo Secretário de Estado do Vaticano, cardeal Tarcisio Bertone. Em 12 e 13 de maio de 2010, o papa Bento XVI visita o Santuário de Fátima por ocasião do 10.º aniversário da beatificação dos pastorinhos Jacinta e Francisco. O papa concede também a segunda Rosa de Ouro ao Santuário.
Em 2014 o Vaticano autorizou o Santuário de Fátima a expor ao público pela primeira vez a carta manuscrita da Irmã Lúcia em que ela revela a terceira parte do Segredo de Fátima. O documento foi apresentado na área subterrânea da Basílica da Santíssima Trindade como a peça principal da exposição intitulada Segredo e Revelação, que propôs uma reflexão sobre a terceira parte do Segredo versando sobre a sua interpretação teológica feita pelo então cardeal Ratzinger.
O Papa Francisco desloca-se como peregrino ao Santuário de Fátima a 12 e 13 de maio de 2017, com o propósito da celebração do centenário das aparições da Virgem Maria. No dia 12 concede a 3.ª Rosa de Ouro ao Santuário, colocando-a aos pés da imagem de Nossa Senhora de Fátima na Capelinha das Aparições. No dia 13 preside à celebração eucarística e canoniza os pastorinhos Francisco e Jacinta Marto. Os dois irmãos são os mais jovens santos não mártires na história da Igreja Católica.

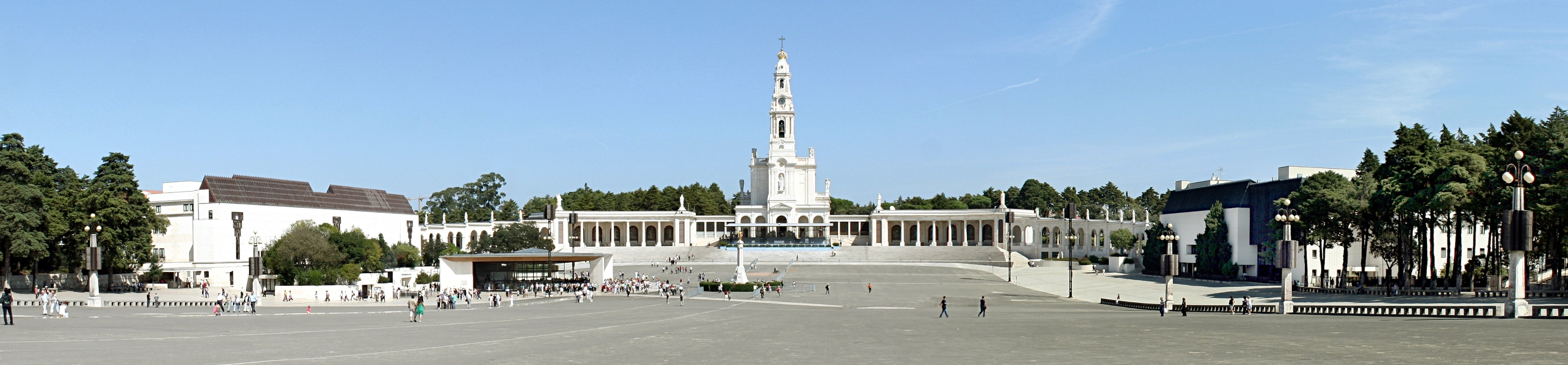
Vista panorâmica parcial do recinto em direção a nascente, podendo-se observar a Capelinha das Aparições, a Basílica de Nossa Senhora do Rosário, a Colunata, o monumento ao Coração de Jesus e as casas de retiros de Nossa Senhora das Dores (à esquerda) e de Nossa Senhora do Carmo (à direita)

## Lugares de culto
Os lugares de culto constituem a essência do santuário; neles se concentram os milhares de peregrinos que regularmente afluem a Fátima. De entre todos, a Capelinha das Aparições é considerada o "coração" do santuário e situa-se no lado norte do vasto Recinto de Oração. Pontuado pelo Monumento ao Sagrado Coração de Jesus, este recinto ao ar livre prolonga-se a poente pela Praça de João Paulo II e ocupa a posição central de todo o complexo, unindo os principais locais de culto e acolhendo a multidão de peregrinos presentes nos dias de grande celebração. Os topos oriental e ocidental deste espaço são ocupados pelos dois grandes templos do santuário: a Basílica de Nossa Senhora do Rosário (ladeada pela Colunata), e a Basílica da Santíssima Trindade (que integra o edifício principal e os espaços subterrâneos da Galilé dos Apóstolos S. Pedro e S. Paulo e capelas anexas).

### Capelinha das Aparições

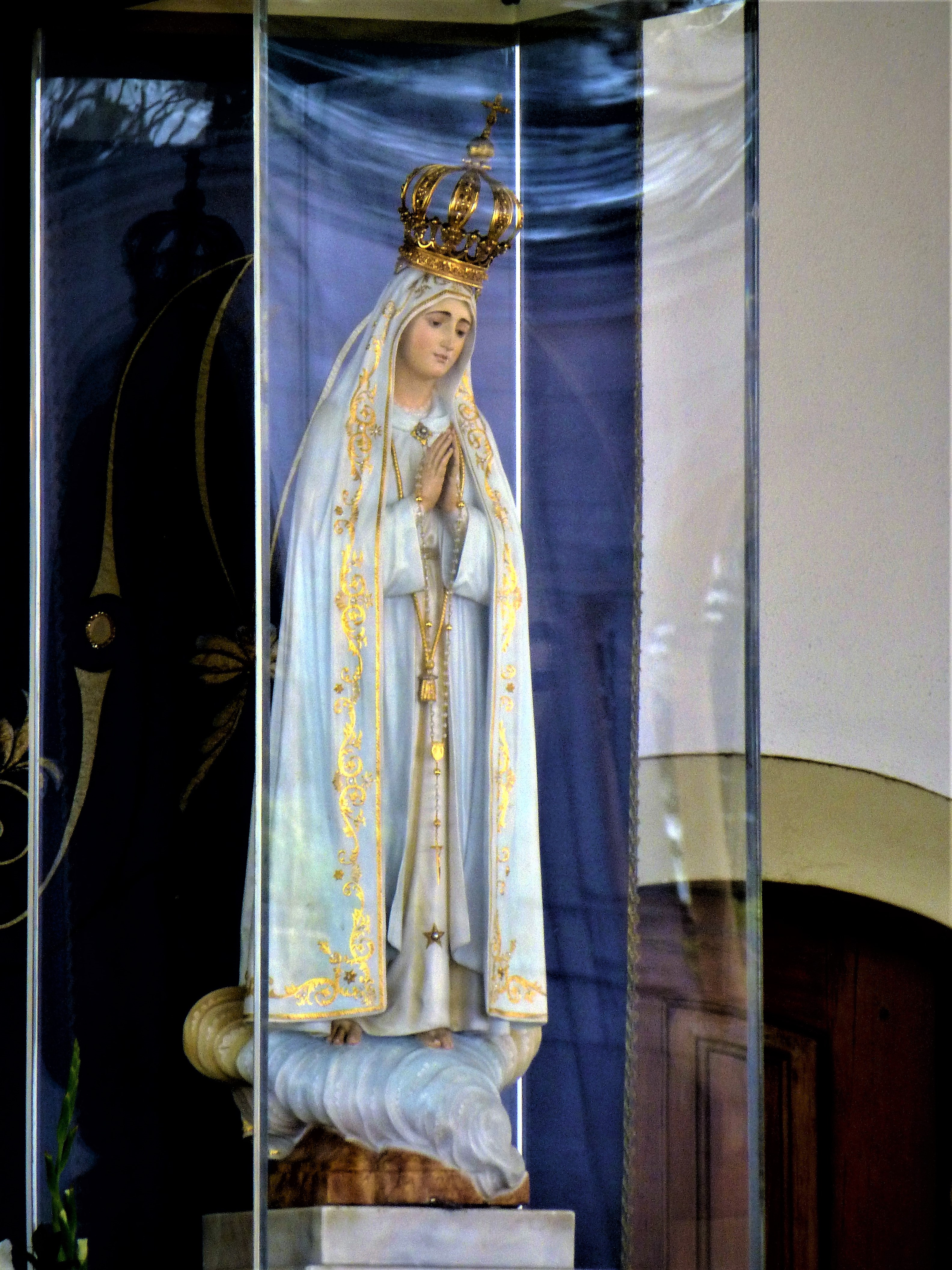
Escultura (imagem) original de Nossa Senhora de Fátima.

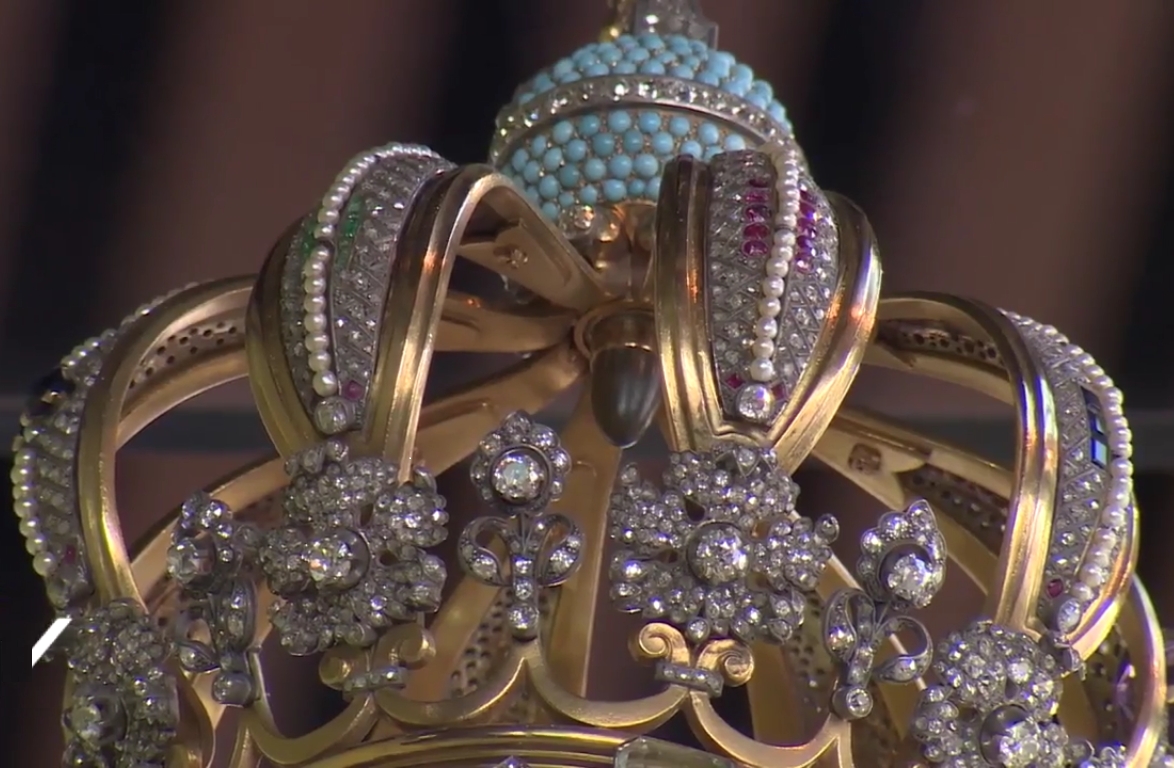
Vista da coroa da escultura de Nossa Senhora de Fátima na qual se pode ver uma das balas que atingiu o Papa João Paulo II no atentado de 13 maio de 1981.

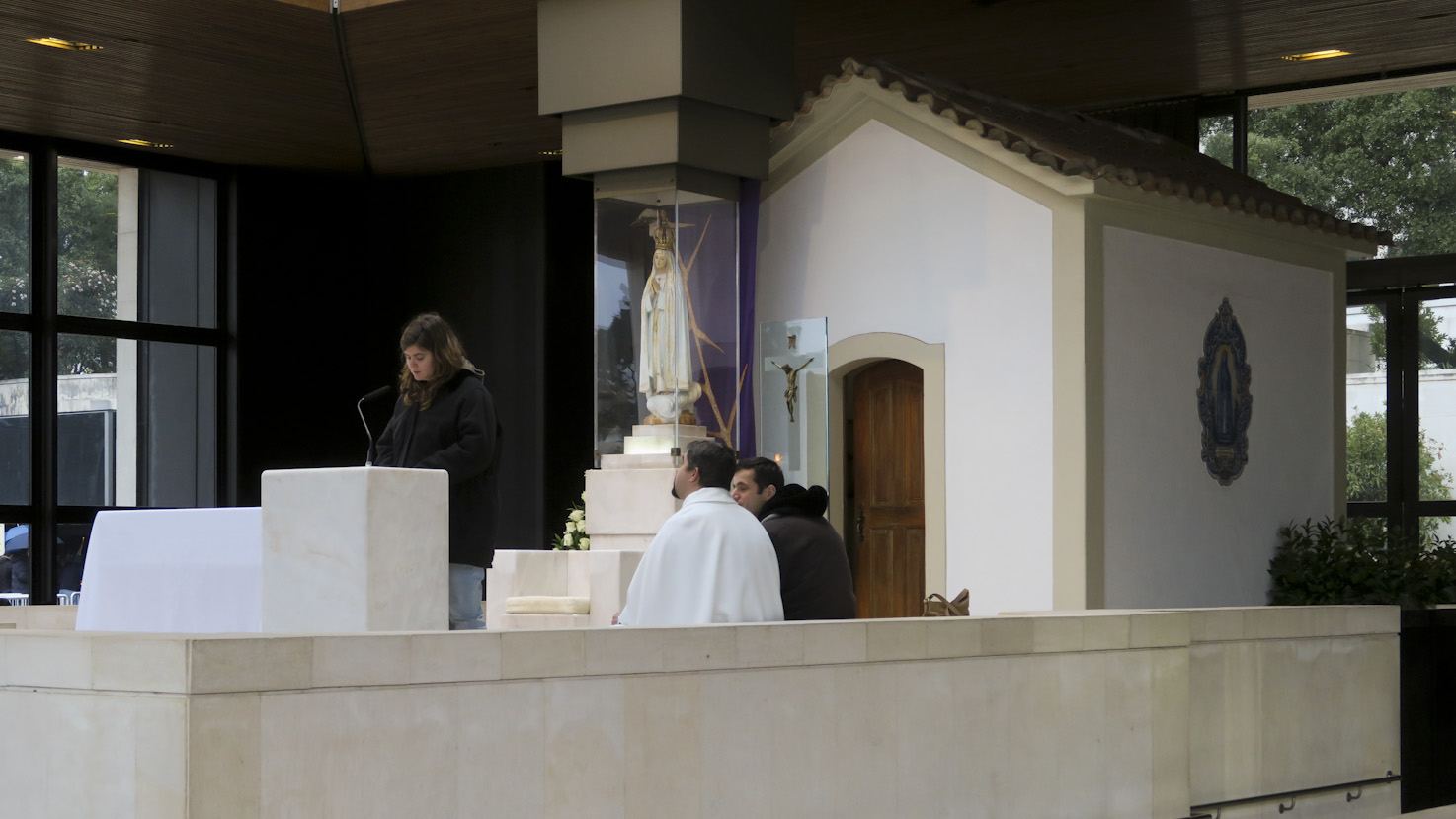
A Capelinha das Aparições com a imagem de Nossa Senhora.

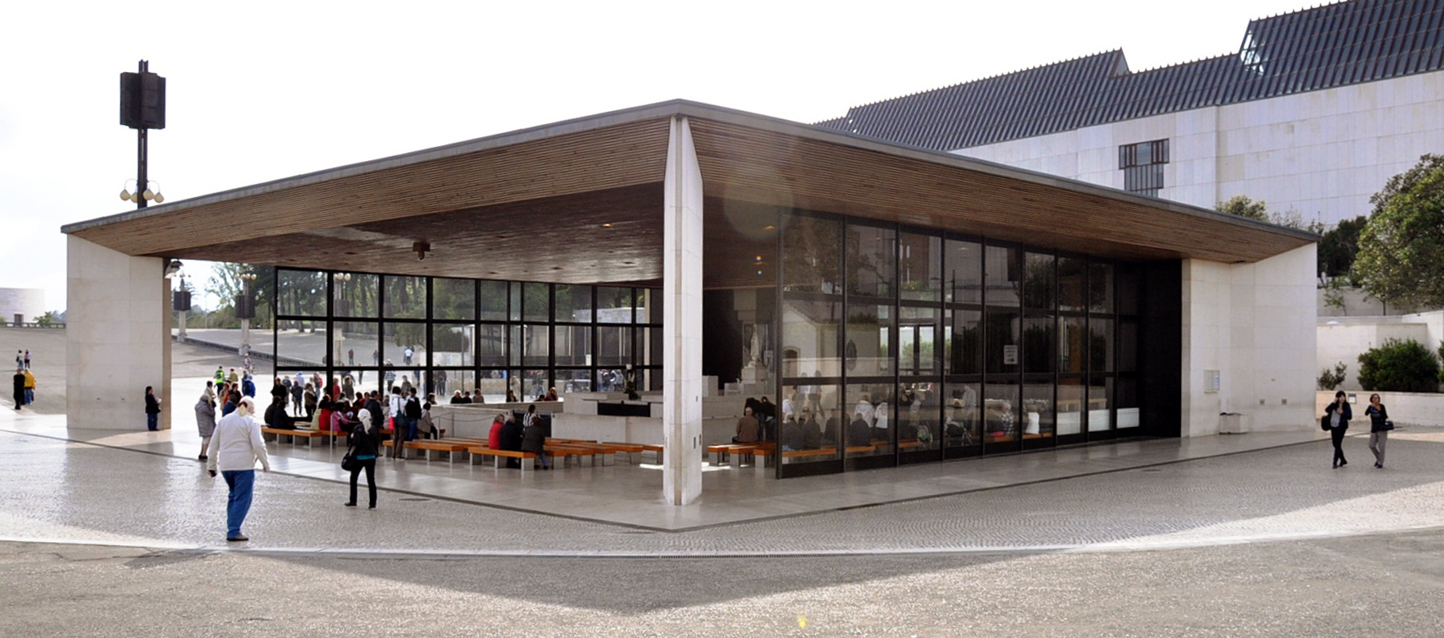
O alpendre que envolve a Capelinha das Aparições.

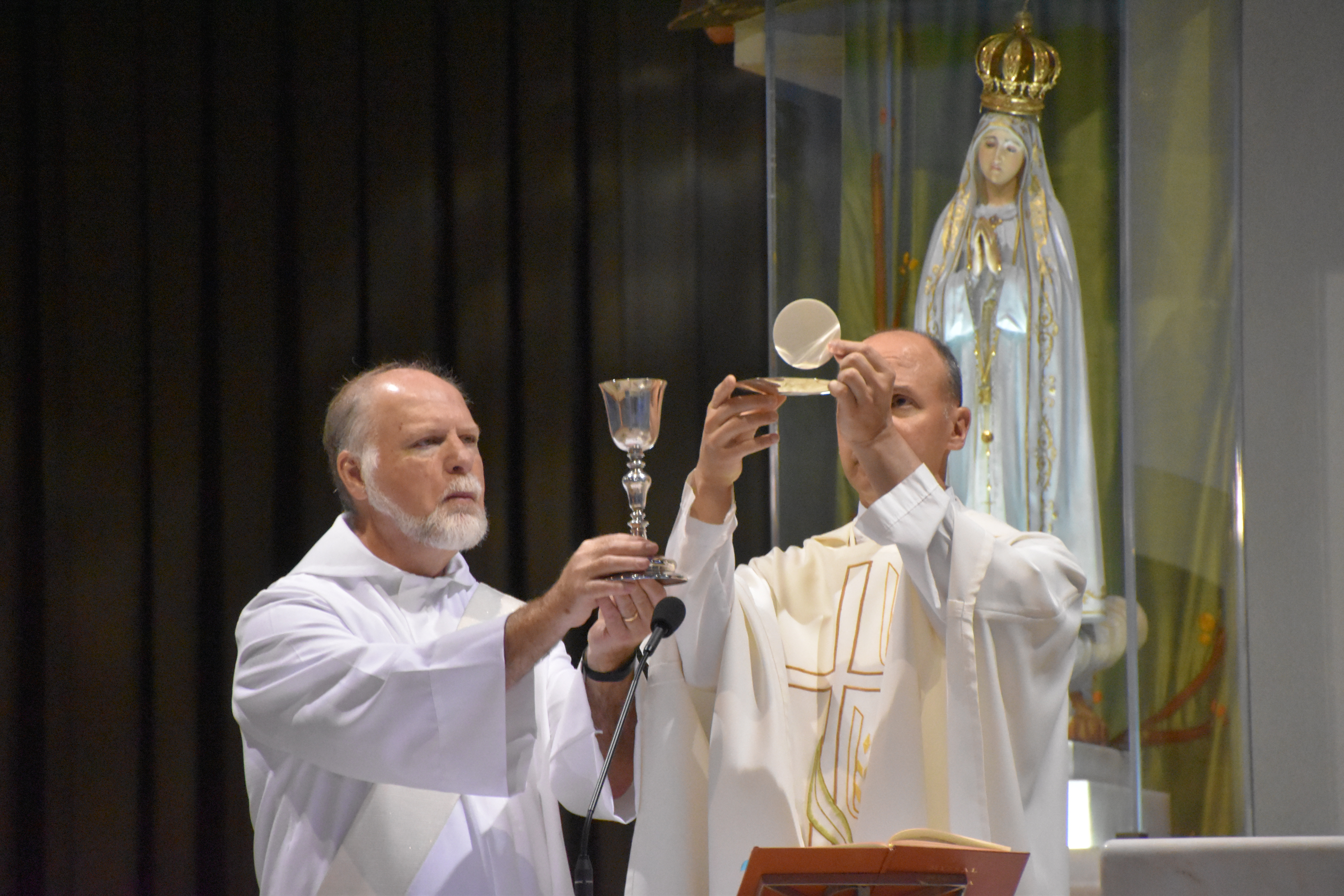
Celebração eucarística na Capelinha das Aparições.

A Capelinha das Aparições está localizada no lugar da Cova da Iria, em pleno recinto do Santuário de Fátima. Foi construída em resposta ao pedido de Nossa Senhora ("Quero que façam aqui uma capela em minha honra"), no local exato das aparições, pelo pedreiro Joaquim Barbeiro, entre 28 de abril e 15 de junho de 1919. É um modesta edificação em pedra e cal, de pequenas dimensões, "alpendrada e telhada ao modo tradicional da pequena capela rústica". A 13 de outubro de 1921 foi celebrada missa pela primeira vez junto à capelinha, que sofreria danos ao ser dinamitada na madrugada de 6 de março do ano seguinte; após restauro, a capela foi reinaugurada em 13 de janeiro de 1923. Embora tenha sido sujeita a algumas reparações no decorrer dos anos, a capelinha manteve as suas características originais, preservando os traços de uma pequena ermida popular.
Junto à capelinha encontra-se exposta para veneração pública a imagem original de Nossa Senhora de Fátima, oferta de Gilberto Fernandes dos Santos. Foi encomendada à oficina de Américo Fânzeres, de Braga, tendo sido realizada por José Ferreira Thedim; é uma obra em madeira (cedro do Brasil), mede 1 metro e 37 centímetros de altura e pesa 19 quilos. A 13 de maio de 1920 a imagem foi benzida na Igreja Paroquial de Fátima pelo Reverendo Padre António de Oliveira Reis, arcipreste de Torres Novas; e seria entronizada na Capelinha das Aparições em 13 de junho do mesmo ano.
Esta imagem tem uma importância excepcional no imaginário mariano, sendo considerada por Marco Daniel Duarte "o mais divulgado modelo iconográfico mariano da época contemporânea, presente em quase todos os templos católicos do mundo". Como não havia um modelo específico para a Senhora de Fátima, sendo uma aparição inédita, foi buscada inspiração em instruções dadas pela vidente Lúcia ao padre Manuel Nunes Formigão, utilizando-se também, segundo Duarte, elementos presentes numa Nossa Senhora da Imaculada Conceição pintada num retábulo do transepto da Sé de Leiria, datada do século XVIII ou XIX, e numa imagem de Nossa Senhora da Lapa publicada no catálogo da Casa Estrela, do Porto, cujo original se encontra na igreja de Labruja de Ponte de Lima, na Diocese de Viana do Castelo, de autoria de A. A. Estrella, e datada de 1908. A partir desses protótipos, foram acrescentados elementos que caracterizassem claramente a aparição. A imagem resultante, finalizada em 1920, foi logo reproduzida em estampas e largamente distribuída, mas de acordo com comentários da vidente Lúcia, ela não parecia muito fiel à sua visão, considerando-a sobrecarregada de mantos e excessivamente ornamentada, contrastando com a simplicidade da senhora que vira. Na década de 1950 o autor José Thedim consultou Lúcia e fez algumas intervenções na estátua, removendo as sandálias, simplificando as vestes e retocando a face. Em 2013 a estátua passou por trabalhos de conservação, sendo substituída temporariamente por uma réplica. A imagem seria ao longo dos anos muito reproduzida, e daria origem a uma fértil descendência derivativa em esculturas, relevos, gravuras e pinturas, onde se encontram imagens em variadas posturas e com variados adereços, que ora se afastam e ora se aproximam do modelo primitivo, destacando-se nesta rica população iconográfica os tipos da Virgem Peregrina e do Coração Imaculado de Maria de Fátima. Artistas importantes valeram-se do modelo geral para criar as suas próprias composições, entre eles Ernesto Canto da Maia, Leopoldo de Almeida, António da Costa, Raul Xavier, Almada Negreiros, António Teixeira Lopes e Clara Menéres.
A coroa de ouro que a imagem ostenta apenas nos dias das grandes peregrinações e outras ocasiões excepcionais foi oferecida por um grupo de mulheres portuguesas a 13 de outubro de 1942, em ação de graças por Portugal não ter entrado na Segunda Guerra Mundial. Foi executada gratuitamente por 12 artesãos em Lisboa durante três meses. Pesa 1,2 quilogramas e contém 313 pérolas e 2679 pedras preciosas. Em 1989 foi nela encastoada uma bala oferecida pelo Papa João Paulo II, aquela que o atingiu no atentado de que foi vítima na Praça de São Pedro, no Vaticano, a 13 de maio de 1981, como sinal de agradecimento à Virgem Maria por lhe ter salvo a vida. O pedestal que suporta a imagem marca o sítio exato onde estava a pequena azinheira sobre a qual a aparição se revelou aos três pastorinhos de Fátima a 13 de maio, junho, julho, setembro e de outubro de 1917.
Em 1982 foi construído um vasto alpendre para envolver e proteger a capelinha e os peregrinos. Da autoria do arquiteto José Carlos Loureiro, trata-se de uma obra marcadamente modernista que contrasta com o caráter tradicional da pequena capela. A nova edificação foi inaugurada a 12 de maio de 1982 por ocasião da visita do Papa João Paulo II ao Santuário de Fátima. Em 1988, declarado Ano Mariano pela Santa Sé, todo o teto foi forrado com pinho proveniente da Sibéria (foi escolhido este tipo de madeira devido à sua durabilidade e leveza).

### Basílica de Nossa Senhora do Rosário
A Basílica de Nossa Senhora do Rosário de Fátima (ou, de modo abreviado, "Basílica do Rosário") é um dos edifícios mais icónicos do santuário. Foi erguida no local onde os três pastorinhos brincavam quando, no dia 13 de maio de 1917, viram o clarão que antecedeu a primeira aparição da Virgem Maria. O início da construção da basílica data de 1928, tendo a sagração ocorrido a 7 de outubro de 1953. Em 1954, foi-lhe concedido o título de Basílica Menor pelo Papa Pio XII. O projeto foi concebido por Gerardus Samuel van Krieken, um arquiteto holandês radicado em Portugal, e continuado por João Antunes após o falecimento de van Krieken. Estilisticamente alheia aos primeiros alvores do modernismo em território português, trata-se de uma obra de cariz revivalista (neobarroco) que iria marcar a definição de um vocabulário arquitetónico para a área da arquitetura religiosa. Esta edificação está sintonizada com as vias de tipo conservador e historicista que dominaram grande parte da arquitetura oficial do período do Estado Novo.

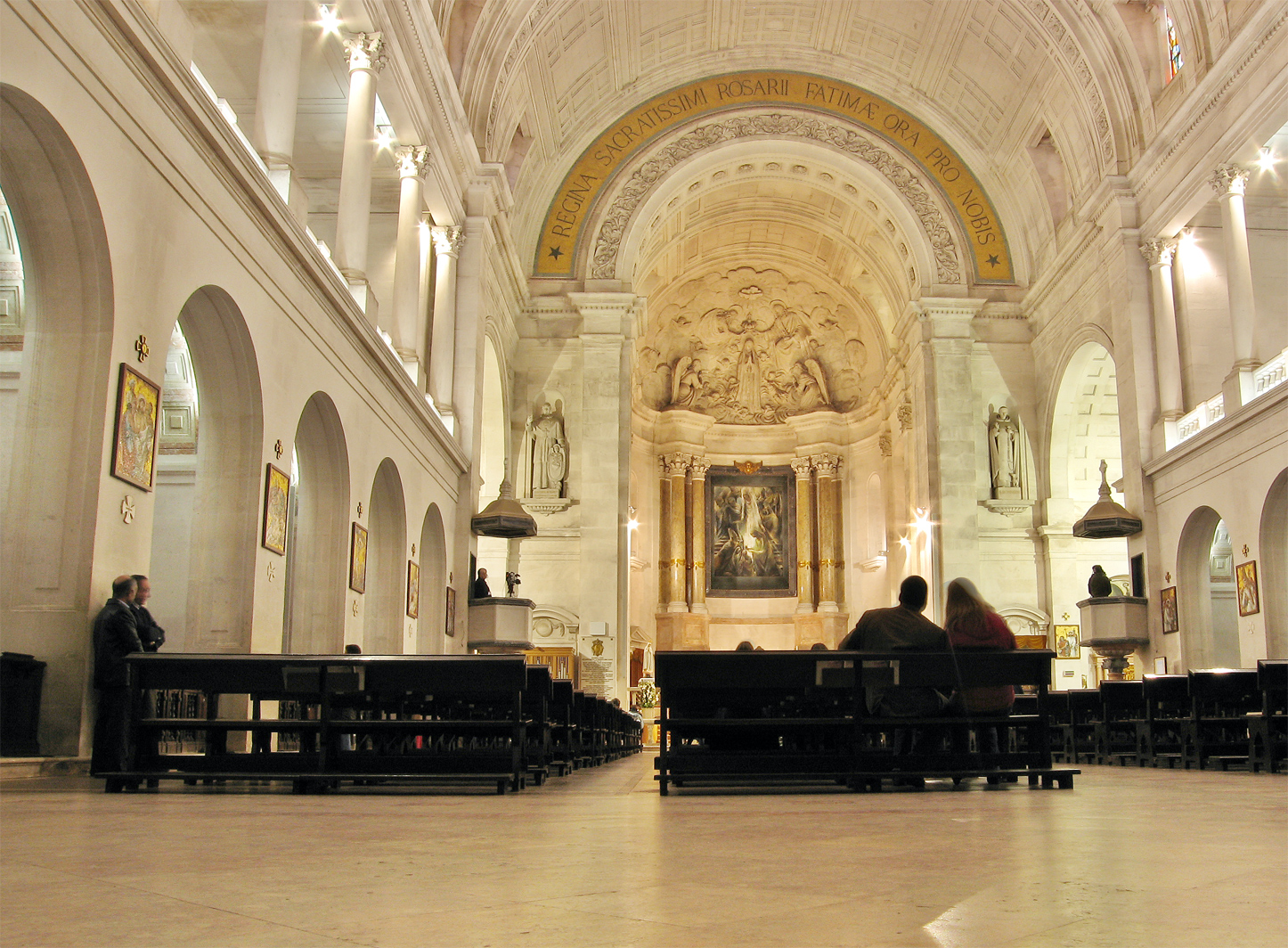
Interior da Basílica de Nossa Senhora do Rosário

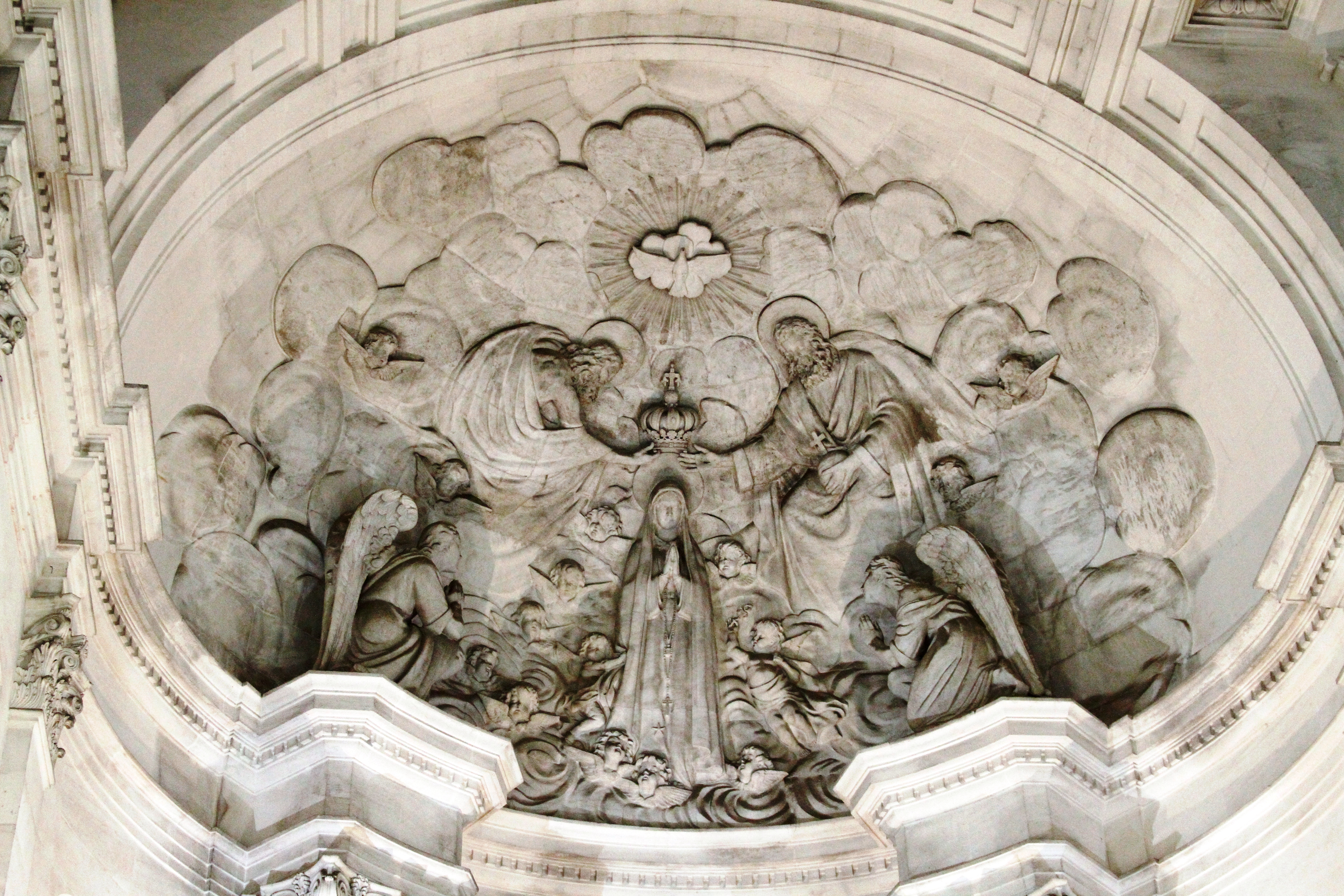
Alto-relevo na capela-mor da Basílica de Nossa Senhora do Rosário

O templo foi estrategicamente implantado no ponto mais alto da área; esse desejo de destaque seria acentuado através da imponência da torre sineira, em posição central e com 65 metros de altura. A articulação espacial do interior foi pensada de modo a acolher equilibradamente um grande número de assembleias e liturgias em diversas celebrações. De planta simétrica, a basílica é constituída por uma única nave coberta por abóbada de canhão e com galeria lateral sobrelevada, capela-mor ampla, transepto, dez capelas laterais e duas sacristias (uma das quais, a Capela de São José, foi convertida em lugar de culto). Mede 70,5 metros de comprimento e 37 de largura e foi integralmente construída com pedra calcária da região denominada branco de mar (o que confere uma particular luminosidade ao interior), sendo a abóbada da nave suportada por uma estrutura em betão armado; os altares são em mármore de Estremoz, de Pero Pinheiro e de Fátima.
O presbitério foi remodelado em 1995 sob traça sob do arquiteto Erich Corsepius. Ao centro situa-se o altar, em pedra, para onde foi transferido o frontal de prata do altar primitivo em que está representada a Última Ceia de Cristo. O ambão, a peanha de Nossa Senhora e a cadeira da presidência são feitos em pedra idêntica à do altar. O sacrário, tal como o frontal do altar, é de prata lavrada. O quadro do retábulo é obra do pintor João de Sousa Araújo e representa a mensagem de Nossa Senhora. O órgão, originalmente construído em 1952, foi alvo de profundas obras de restauro e reconstrução em 2015, contando no presente com cerca de 90 registos e 6,5 mil tubos.
Na capela do braço esquerdo do transepto, onde repousam os restos mortais de Santa Jacinta Marto e da Irmã Lúcia, foi integrado um monumento de homenagem a Jacinta da autoria da escultora Clara Menéres. Na capela situada no extremo oposto do transepto estão depositados os restos mortais do Beato Francisco, cuja imagem é obra do escultor José Rodrigues.
A fachada principal, virada a sudoeste, é marcada pela torre sineira, rematada por uma coroa em bronze e encimada por uma cruz iluminada. O carrilhão é composto por 62 sinos e os mosaicos da fachada (monograma de Nossa Senhora do Rosário de Fátima e representação da Santíssima Trindade a coroar Nossa Senhora) foram executados nas Oficinas do Vaticano. Os anjos, em mármore, são da autoria de Albano França e a estátua do Imaculado Coração de Maria (localizada no nicho da torre), é obra do padre e escultor americano Thomas McGlynn. Em posição frontal à basílica foi instalada uma grande tribuna, enquadrada pela colunata, com altar, presidência, ambão e bancos para os concelebrantes.
Ao longo dos anos o interior da basílica teve contribuições de outros artistas, nomeadamente as seguintes: baixos-relevos em bronze com representações dos mistérios do Rosário nos altares laterais, da autoria de Martinho de Brito (dourados por Alberto Barbosa); alto-relevo de Maximiano Alves na abóbada da capela-mor; vitrais de João de Sousa Araújo nos altares laterais com representações da ladainha de Nossa Senhora; mosaico no arco cruzeiro, executado nas oficinas do Vaticano, onde se lê «Regina Sacratissimi Rosarii Fatimae Ora Pro Nobis» (Rainha do Sacratíssimo Rosário de Fátima, rogai por nós); 15 painéis em mosaico da autoria de Fred Pittino nas paredes laterais representando a Via-sacra.
Como preparação das cerimónias de celebração do Centenário das Aparições de Fátima, para as quais foi confirmada a presença do Papa Francisco nos dias 12 e 13 de maio de 2017, a basílica foi alvo de importantes obras de limpeza, conservação, restauro e requalificação de alguns espaços.

### Colunata

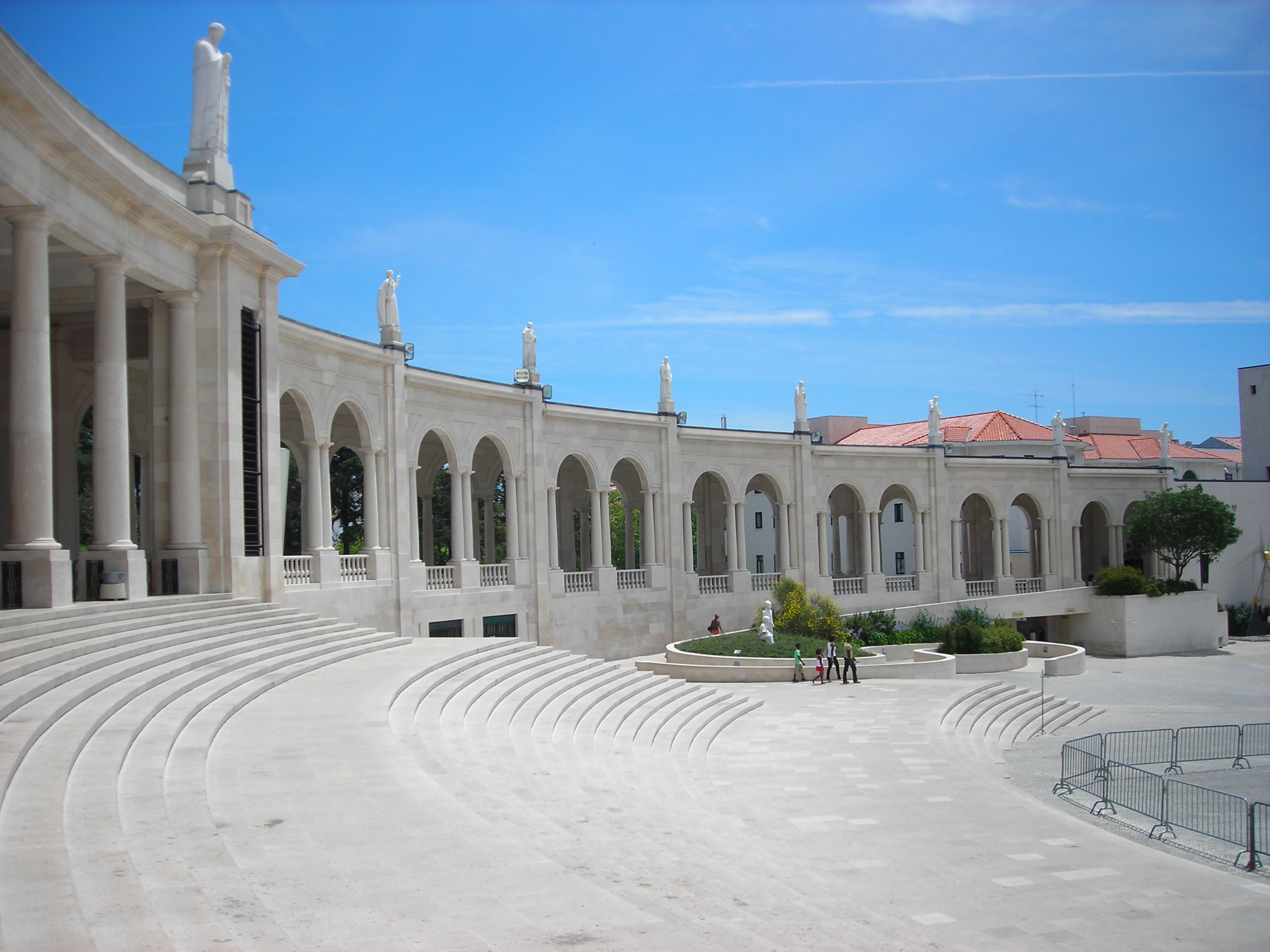
Colunata sul

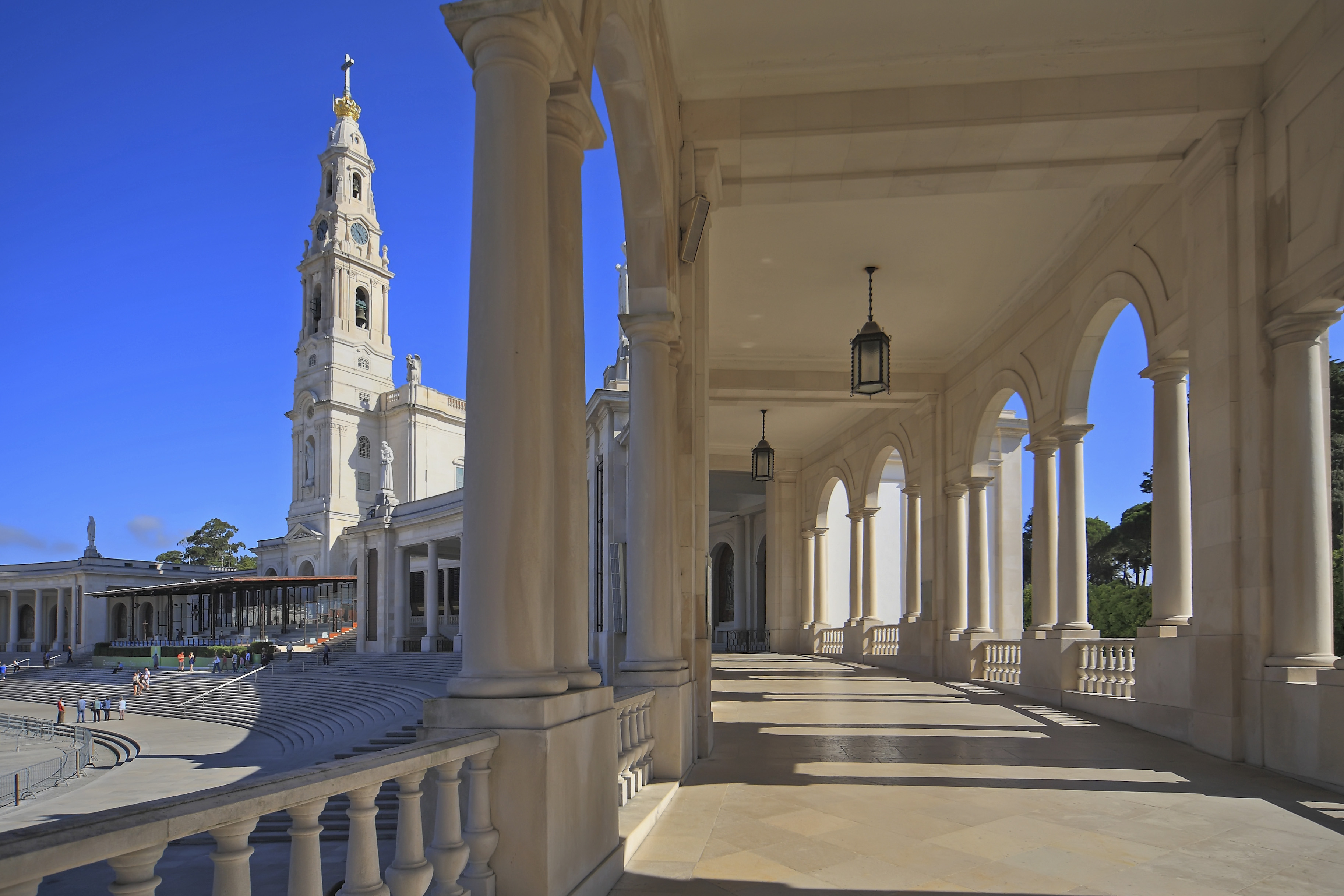
Percurso interior da colunata

A colunata do Santuário de Fátima é um conjunto arquitetónico que liga a Basílica de Nossa Senhora do Rosário aos edifícios construídos de cada lado do Recinto de Oração (a Casa de Retiros de Nossa Senhora das Dores e a Casa de Retiros de Nossa Senhora do Carmo, assim como respetivas capelas e outras divisões do santuário), completando o enquadramento do lado nascente do Recinto de Oração. É uma obra do arquiteto António Lino (1914-1961), de uma monumentalidade classizante, pesada e tradicional, esteticamente consonante com o caráter revivalista e eclético da basílica. Precedida por extensa escadaria (configurando um amplo anfiteatro), o seu interior acolhe 14 retábulos com representações das estações da Via Sacra, executadas em cerâmica policromada, da autoria do ceramista Lino António (1898-1974).
Dezassete estátuas em mármore encimam a colunata. Representam alguns santos portugueses, alguns fundadores de ordens e congregações religiosas e ainda outros apóstolos da devoção a Nossa Senhora, sendo todas da autoria de escultores portugueses, alguns dos quais de prestígio no panorama artístico português. As estátuas de maior dimensão medem 3,20 metros representam quatro santos portugueses: São João de Deus (Álvaro de Brée); São João de Brito (António Duarte); Santo António de Lisboa (Leopoldo de Almeida); São Nuno de Santa Maria (Salvador Barata Feyo).
As estátuas mais pequenas medem 2,30 metros e representam Santa Teresa de Ávila (Maria Amélia Carvalheira da Silva), São Francisco de Sales (Maria Amélia Carvalheira da Silva), São Marcelino Champagnat (Vasco da Conceição), São João Baptista de La Salle (Vítor Marques), Santo Afonso Maria de Ligório (Maria Amélia Carvalheira da Silva), São João Bosco (José Manuel Mouta Barradas) e São Domingos Sávio (José Manuel Mouta Barradas), São Luís Maria Grignion de Montfort (Domingos Soares Branco), São Vicente de Paulo (José Sousa Caldas), São Simão Stock (Maria Amélia Carvalheira da Silva), Santo Inácio de Loyola (Maria Amélia Carvalheira da Silva), São Paulo da Cruz (Jaime Ferreira dos Santos), São João da Cruz (Maria Amélia Carvalheira da Silva) e Santa Beatriz da Silva (Maria Irene Vilar).

#### Via Sacra na Colunata

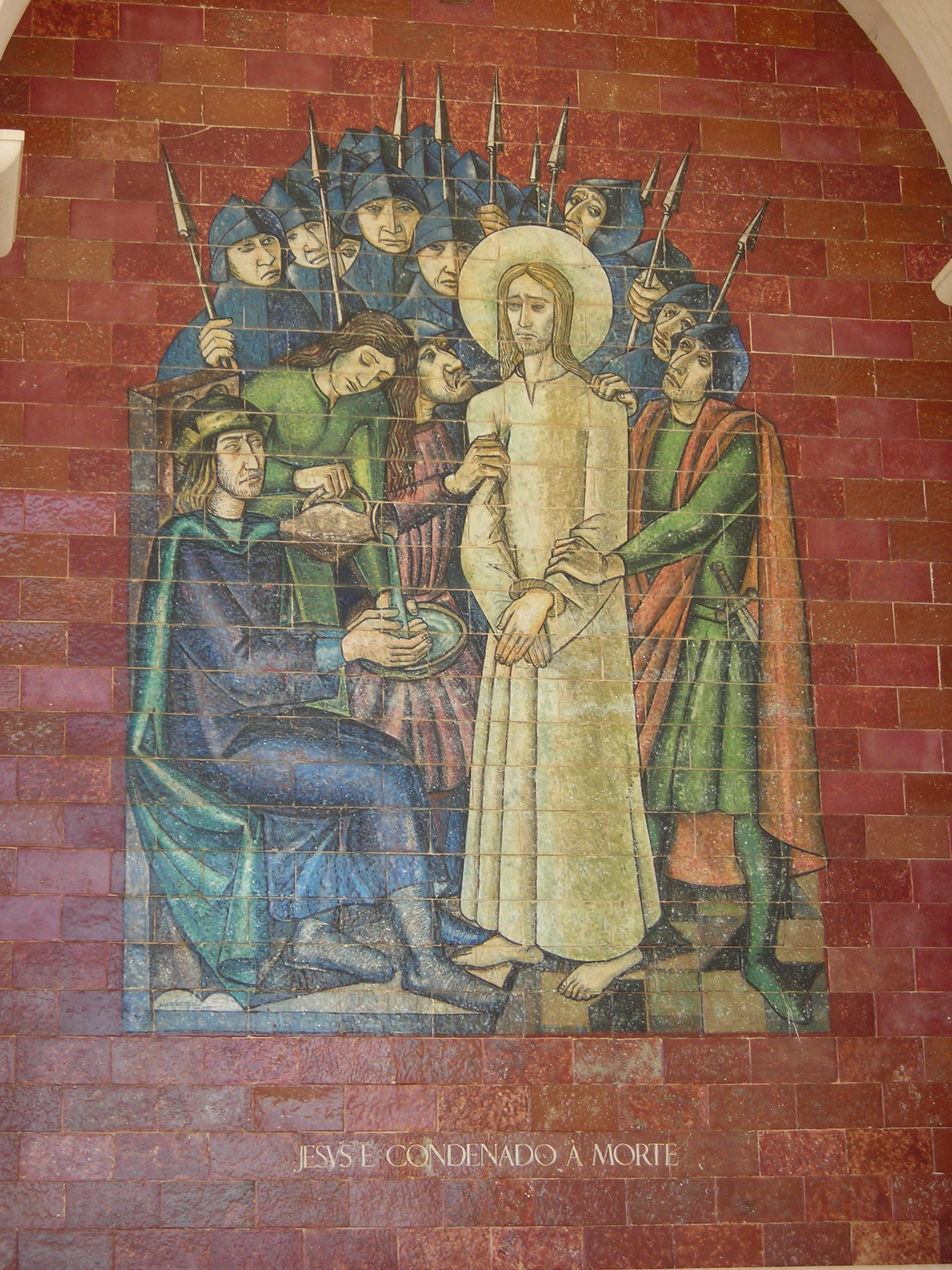
Via Sacra I Jesus é condenado à morte
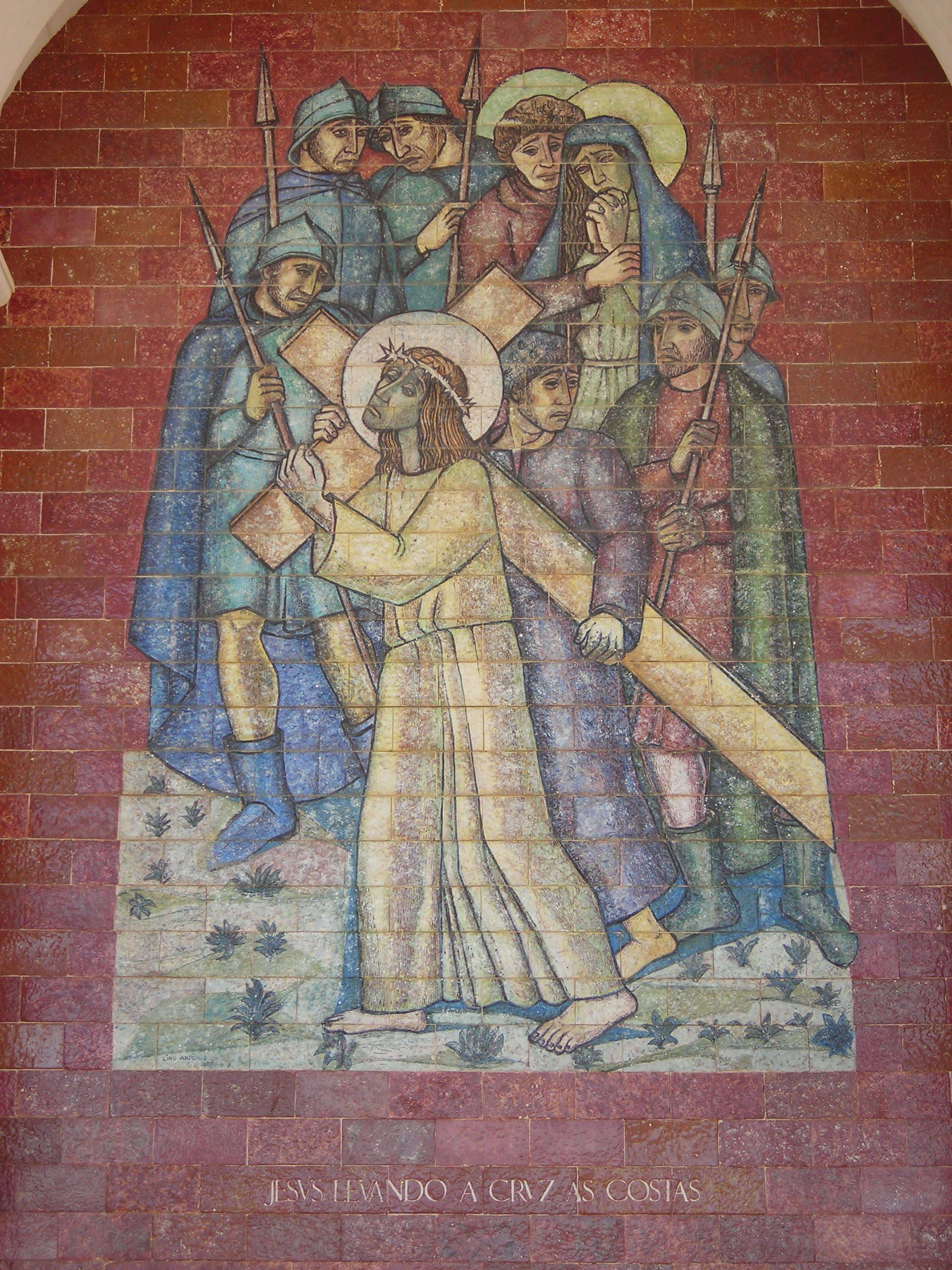
Via Sacra II Jesus carrega a cruz às costas
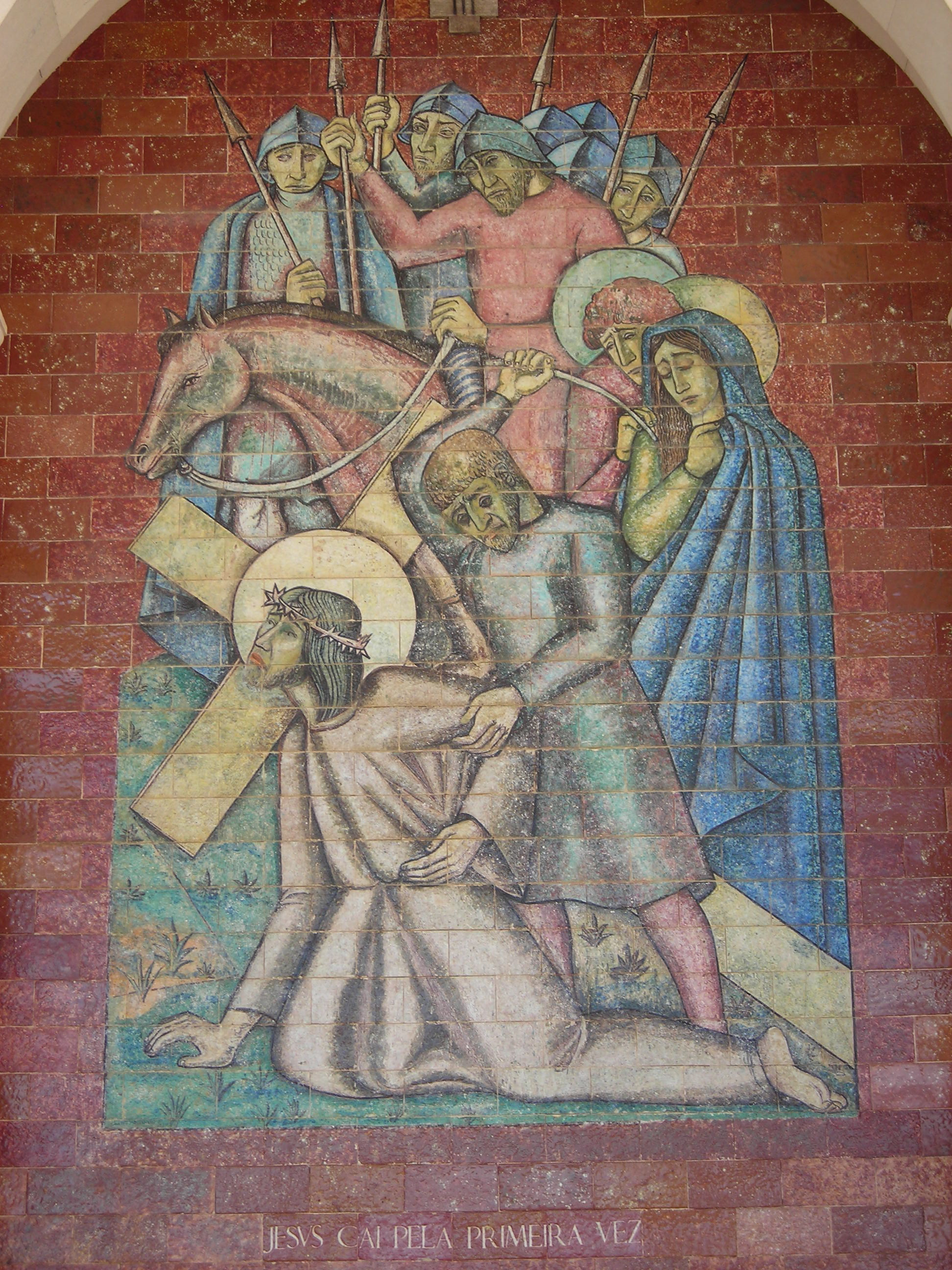
Via Sacra III Jesus cai pela primeira vez
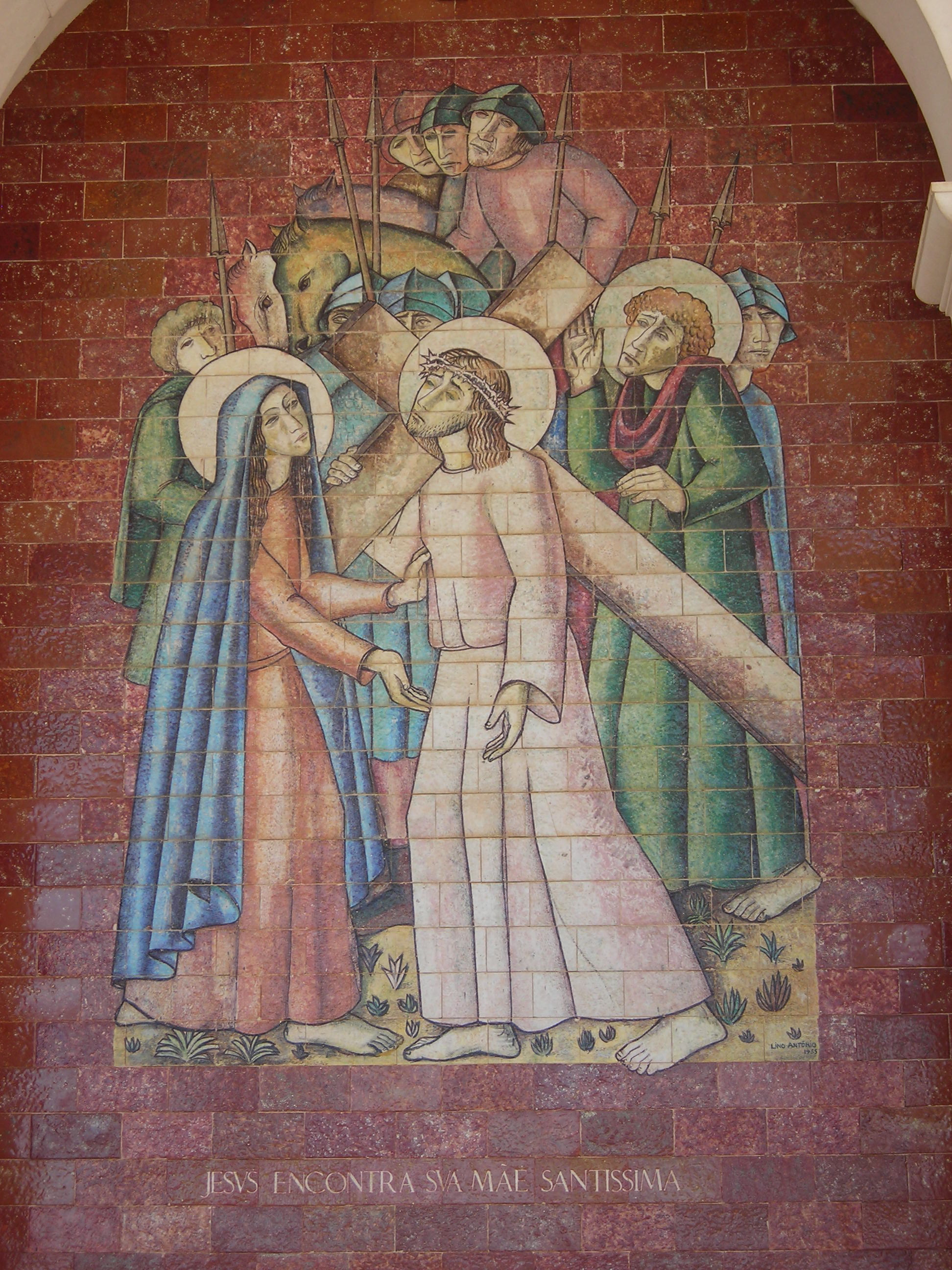
Via Sacra IV Jesus encontra a Sua Mãe
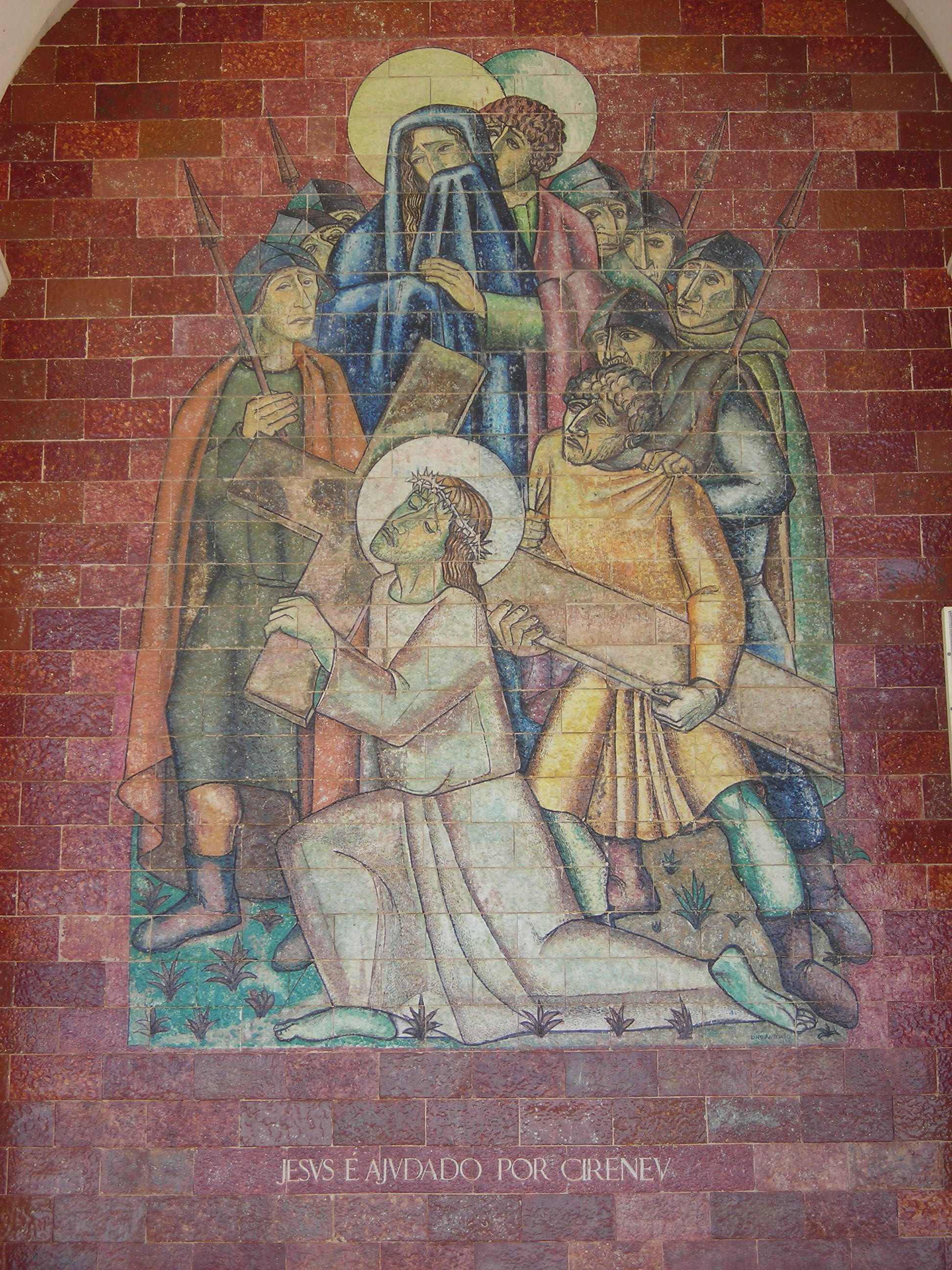
Via Sacra V Simão de Cirene ajuda Jesus
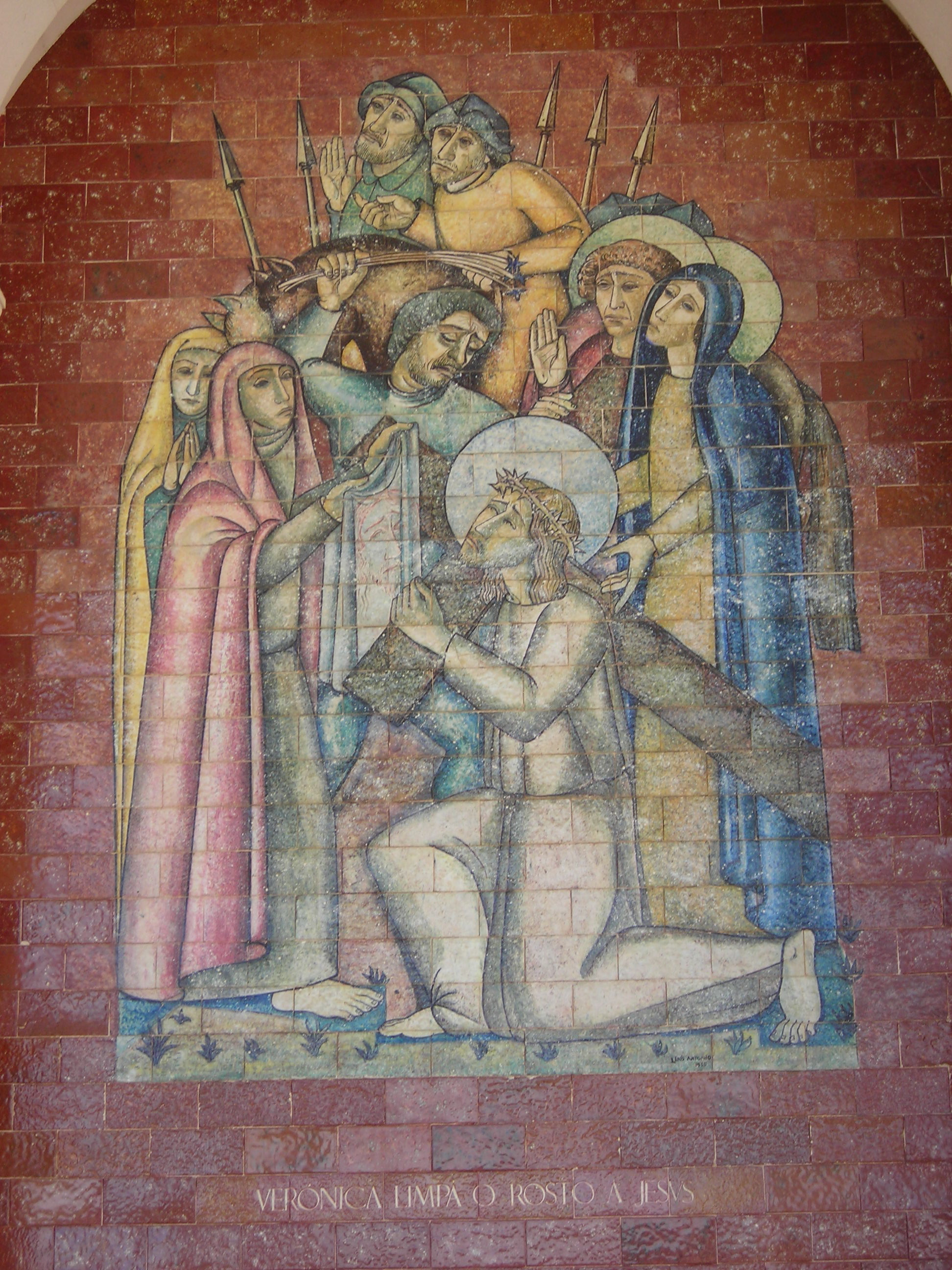
Via Sacra VI Verónica limpa a face de Jesus
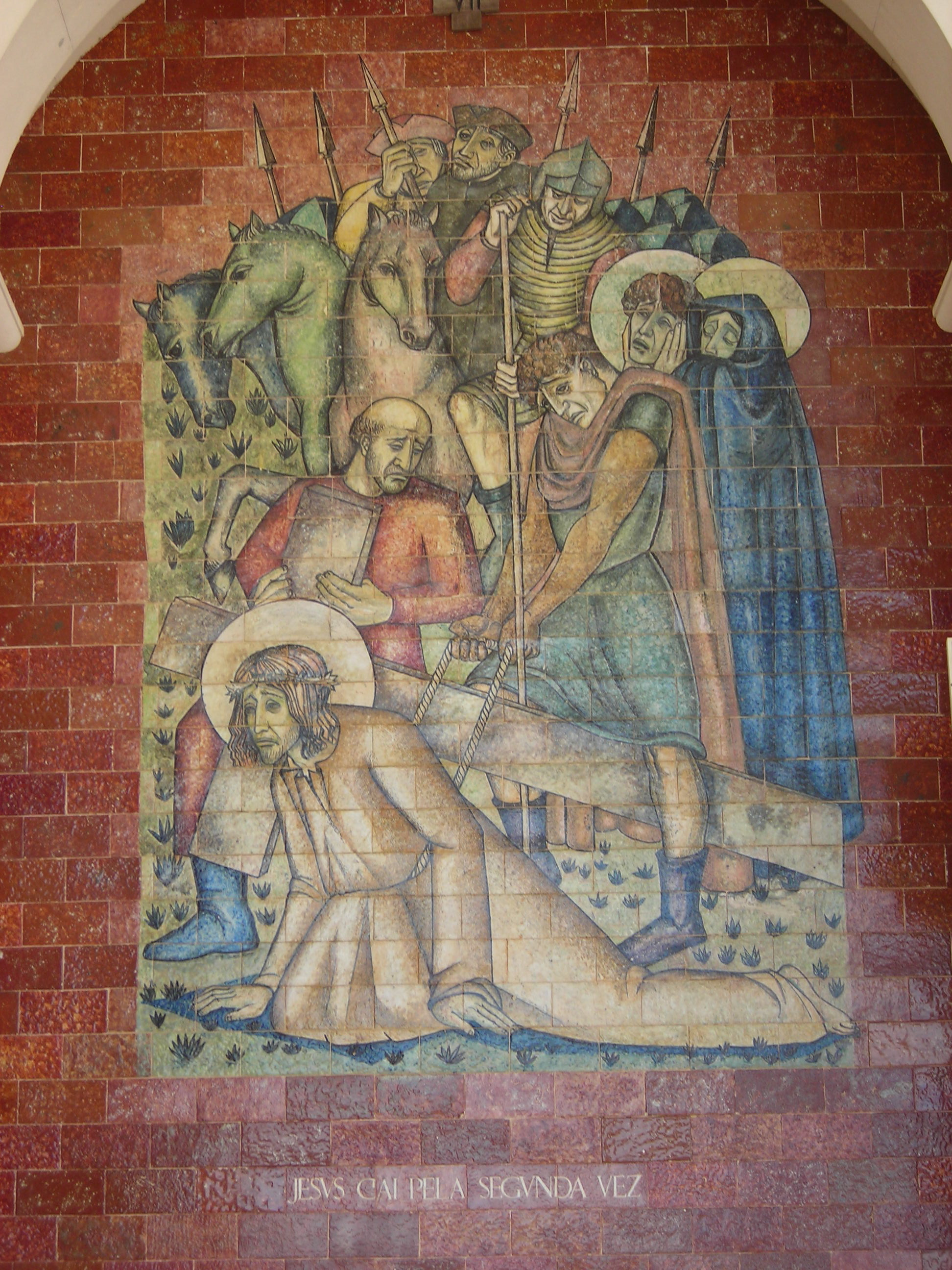
Via Sacra VII Jesus cai pela segunda vez
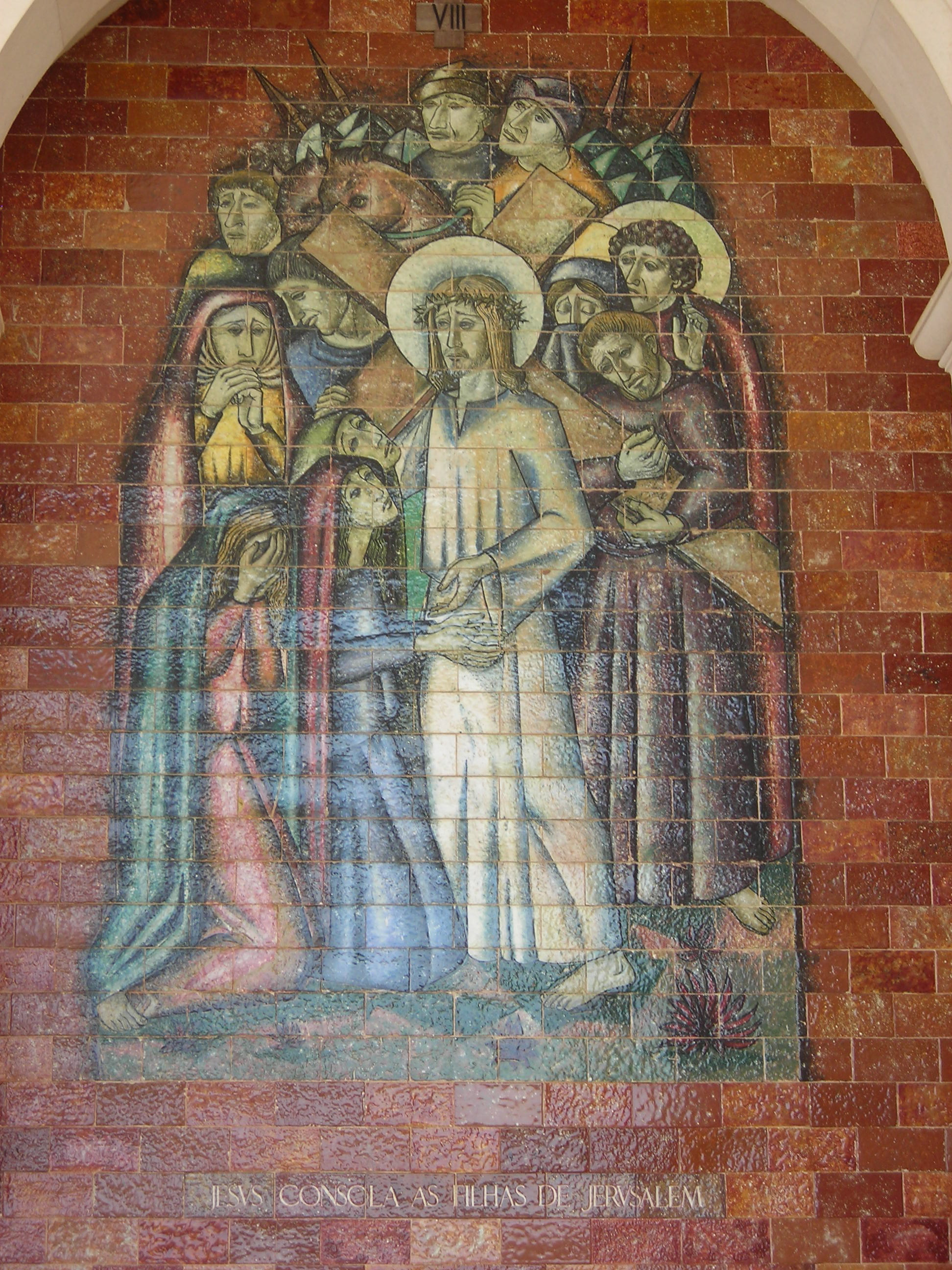
Via Sacra VIII Jesus encontra as mulheres de Jerusalém
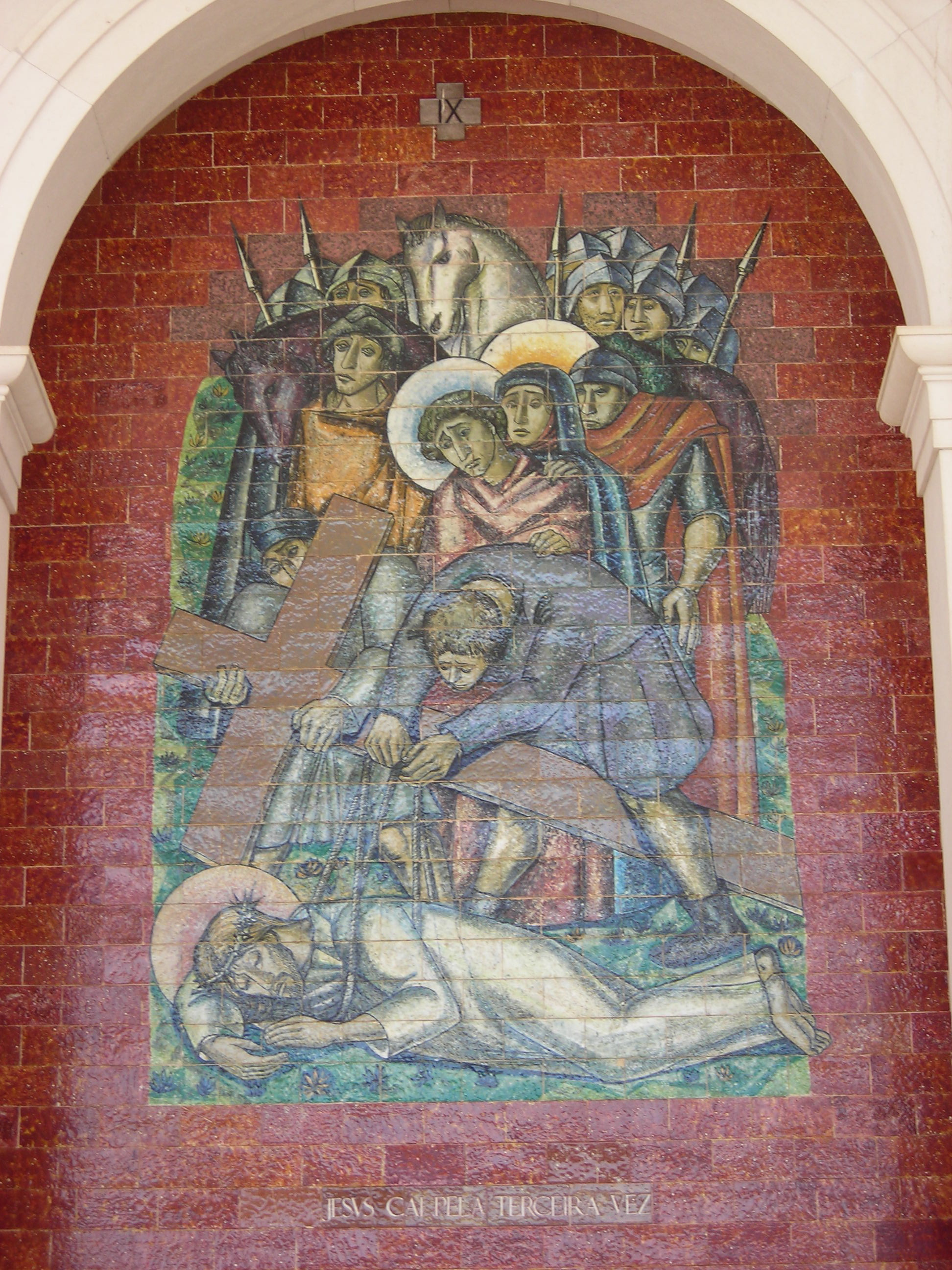
Via Sacra IX Jesus cai pela terceira vez
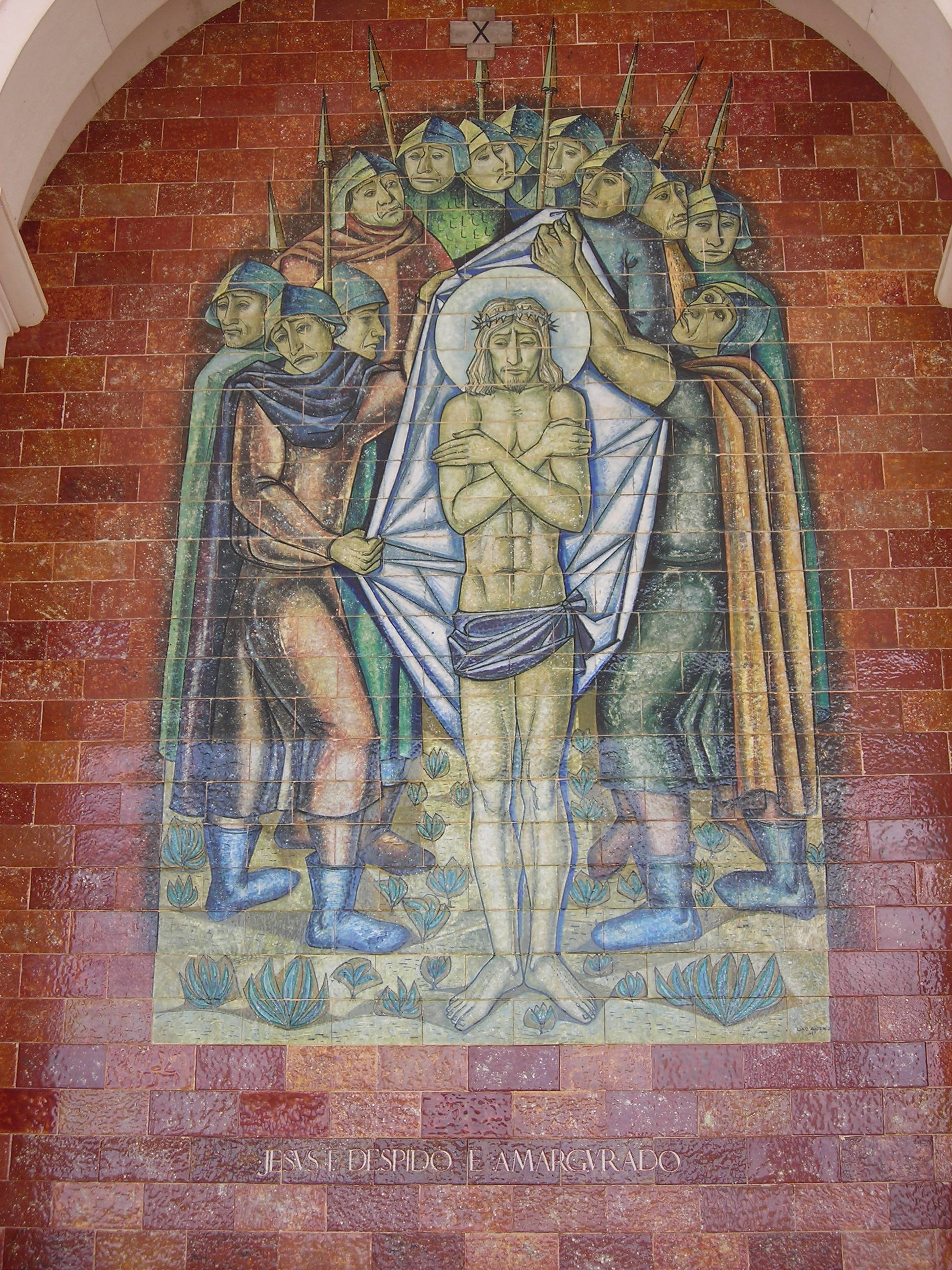
Via Sacra X Jesus é despojado de Suas vestes
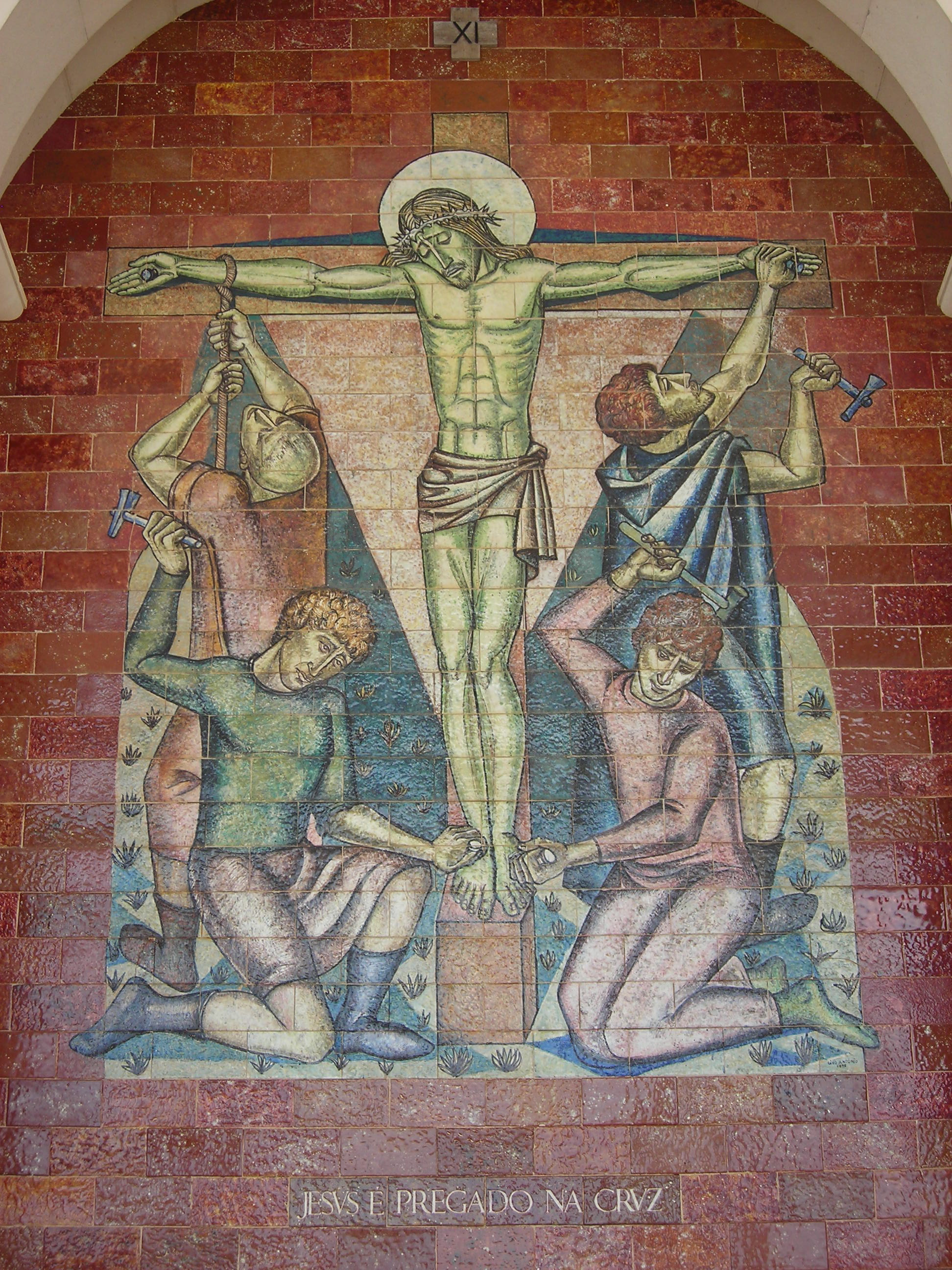
Via Sacra XI Jesus é pregado na cruz
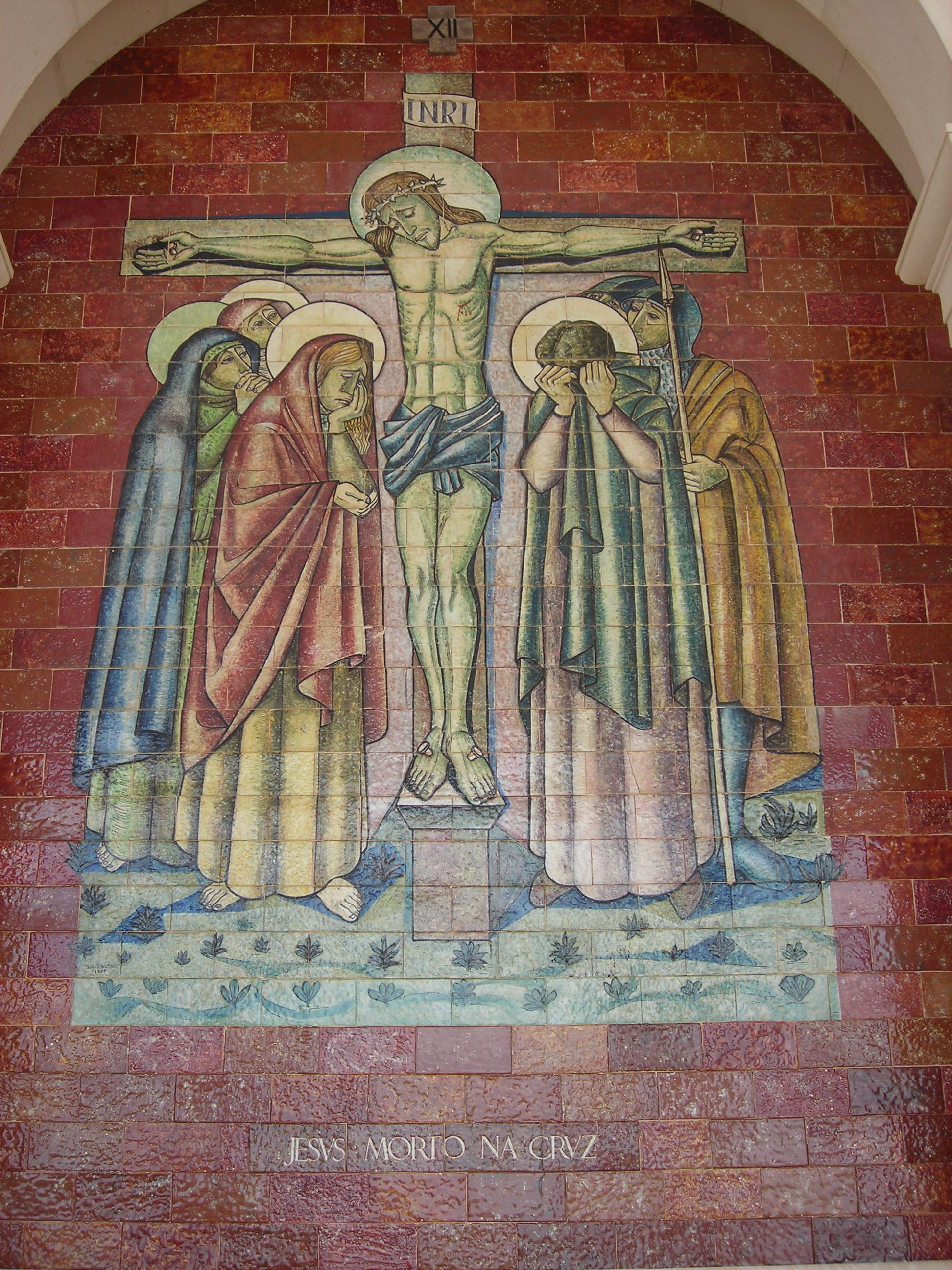
Via Sacra XII Jesus morre na cruz
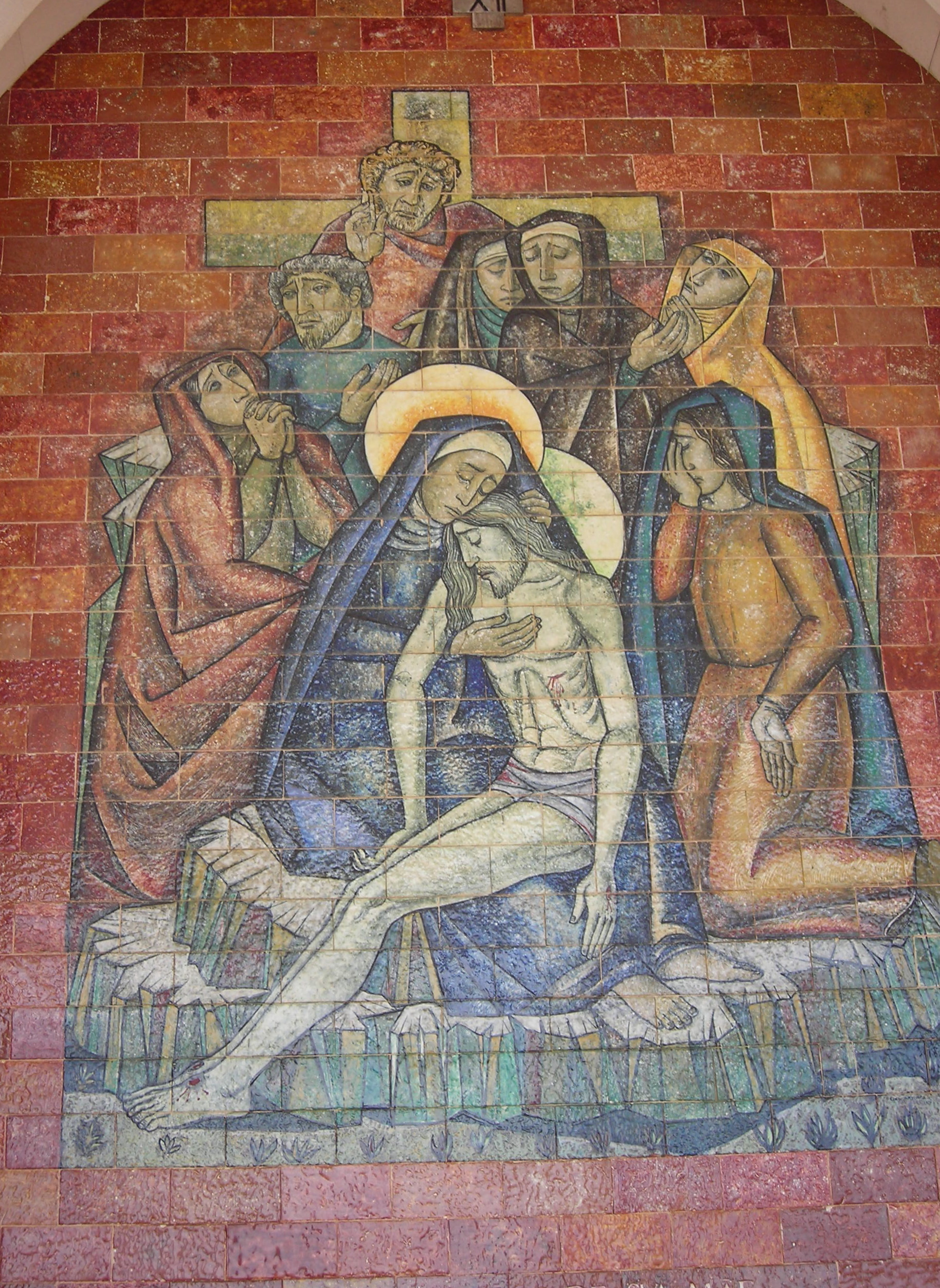
Via Sacra XIII Jesus é descido da cruz
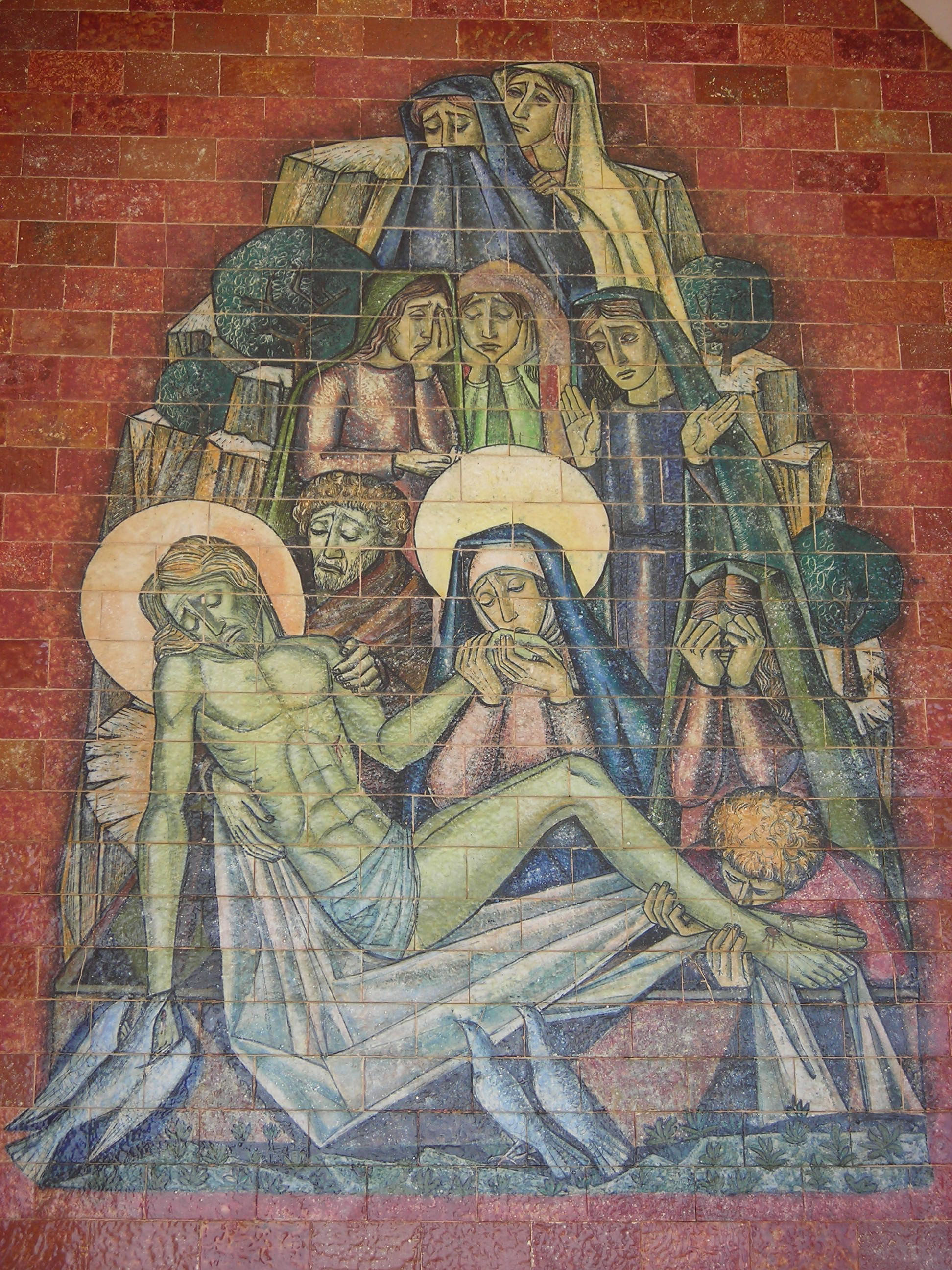
Via Sacra XIV Jesus é sepultado

### Capela do Sagrado Lausperene
A Capela do Sagrado Lausperene está situada ao fundo da colunata sul; foi inaugurada no dia 1 de janeiro de 1987 e integra vitrais de Rolando Sá Nogueira. A adoração permanente ao Santíssimo Sacramento aí realizada durante mais de vinte anos foi transferida para a Basílica da Santíssima Trindade (Capela do Santíssimo Sacramento) em maio de 2008.

### Basílica da Santíssima Trindade
A Basílica da Santíssima Trindade é a mais recente construção do complexo do santuário, sendo dedicada ao culto da Santíssima Trindade. A escolha da dedicação da basílica à Santíssima Trindade deve-se às aparições do Anjo da Paz, com o seu insistente convite à adoração a Deus, Santíssima Trindade; às palavras do Papa João Paulo II em maio de 1982, proferidas na Capelinha das Aparições, pelas quais elevou a sua ação de graças à Santíssima Trindade; e também ao Grande Jubileu do Ano 2000, também dedicado à Santíssima Trindade.
A intenção de construir um novo templo no Santuário de Fátima remonta a 1973, quando se constatou que a Basílica de Nossa Senhora do Rosário já não tinha dimensão suficiente para acolher a totalidade dos peregrinos, em particular aos domingos e outros dias de média afluência. Em 1997, o santuário organizou um concurso internacional para a conceção de um novo edifício junto à Praça de Pio XII, com uma escala adequada às necessidades reais. O lançamento da primeira pedra teve lugar em 6 de junho de 2004, dia da Solenidade da Santíssima Trindade. A construção foi concluída em 2007, tendo a igreja sido dedicada em 12 de outubro desse ano pelo cardeal Tarcisio Bertone, então Secretário de Estado do Vaticano e legado de Bento XVI para o encerramento do 90.º aniversário das aparições. A 13 de agosto de 2012, a igreja foi elevada à categoria de basílica.

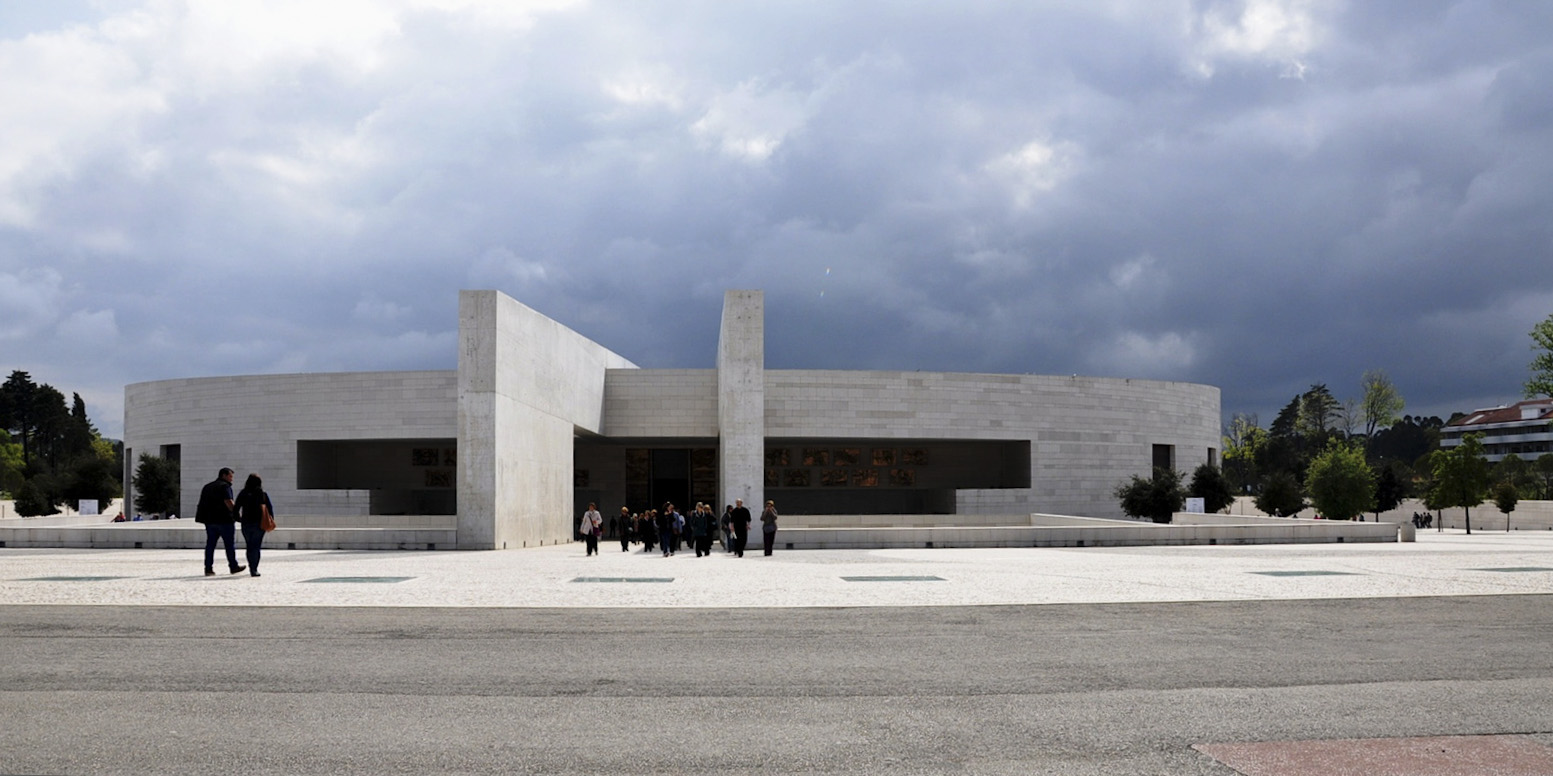
Basílica da Santíssima Trindade.

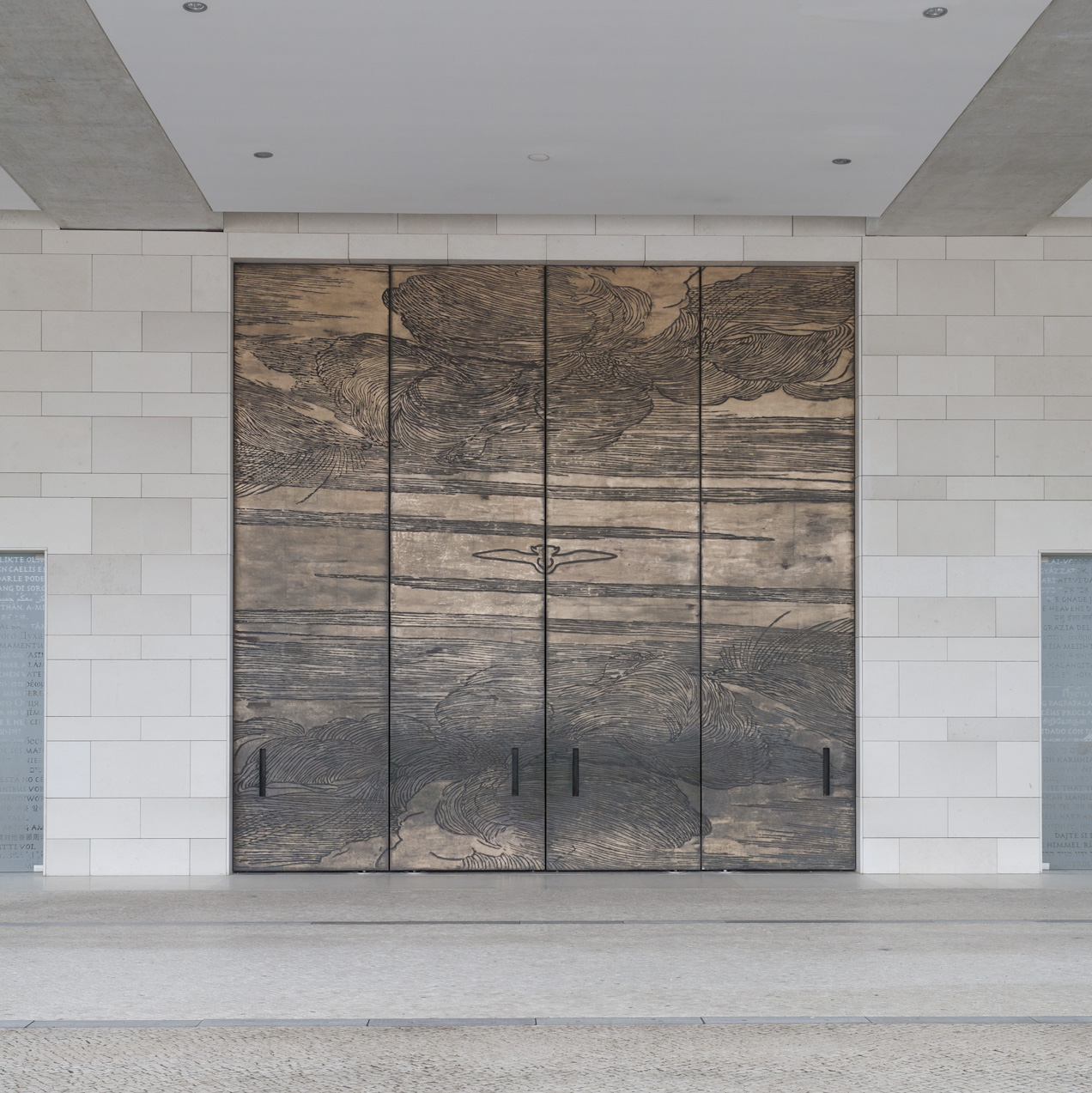
Porta principal

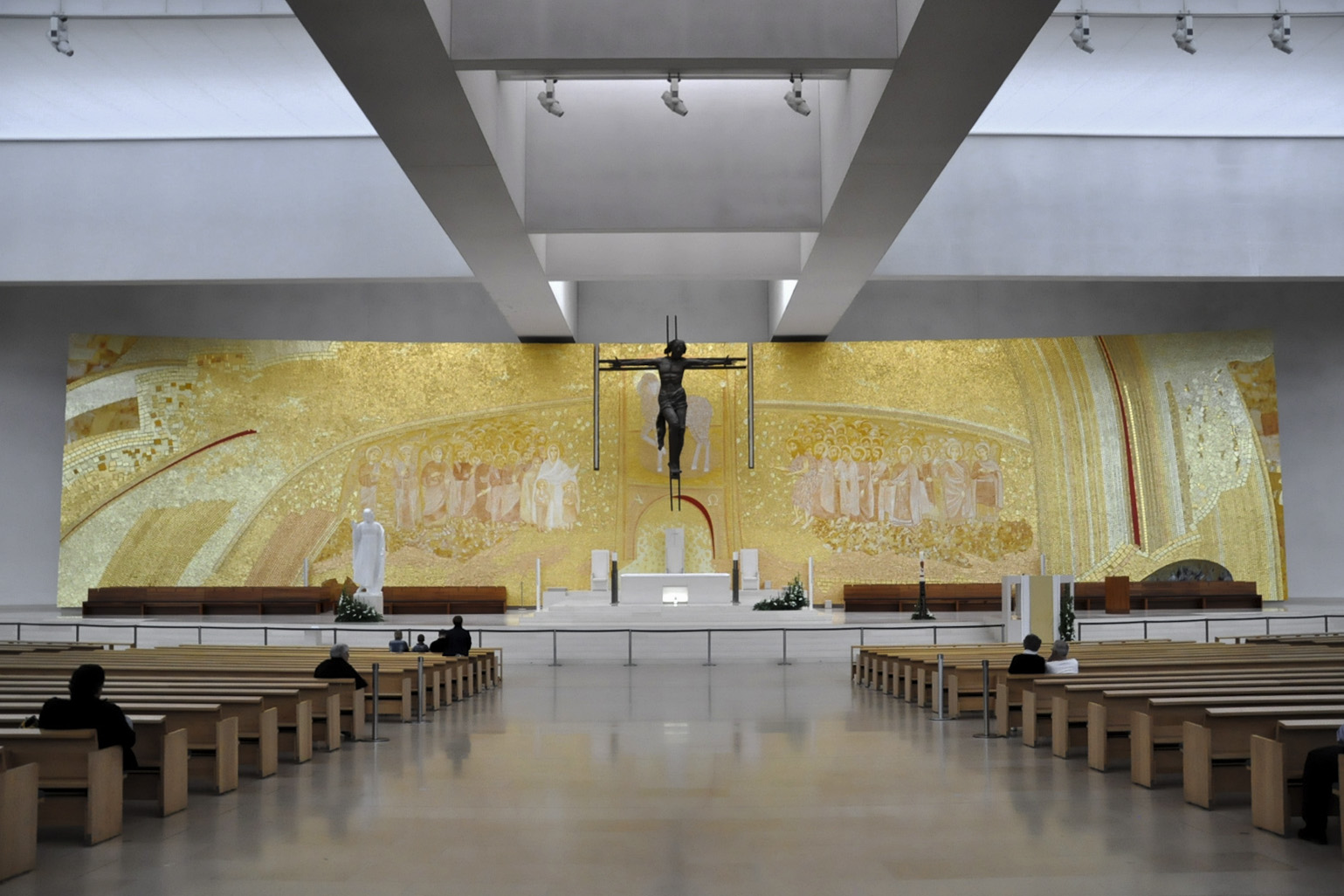
Interior da Basílica da Santíssima Trindade, podendo-se observar o Painel do Presbitério e o Crucifixo

O projeto foi encomendado pelo Monsenhor Luciano Guerra e é da autoria do arquiteto grego Alexandros Tombazis, vencedor do concurso atrás mencionado, tendo sido o engenheiro José Mota Freitas o autor do projeto da estrutura. As novas edificações foram integralmente financiadas pelos donativos dos peregrinos deixados ao santuário ao longo dos anos. Com um caráter arquitetónico marcadamente contemporâneo, o complexo pode ser dividido em dois planos: um primeiro, ao nível do solo, onde se localiza a assembleia, e um outro, subterrâneo, designado por Área da Reconciliação, que integra a Galilé dos Apóstolos São Pedro e São Paulo e um conjunto de capelas anexas a esse espaço. A basílica conta com um total de 8 633 lugares sentados e 40 000 m² de área, sendo considerada o quarto maior templo católico do mundo em capacidade. Apesar da vastidão da sua escala, acolhe confortavelmente os peregrinos ao mesmo tempo que mantém o sentimento de igreja, permitindo uma vista panorâmica da totalidade do seu interior e fornecendo a monumentalidade desejada. Ao descrever o programa do projeto, o reitor Luciano Guerra explicita um dos grandes objetivos a cumprir: "Nós tínhamos pedido que no interior a assembleia se pudesse sentir, digamos, que cada um, presente, pudesse sentir os outros membros da assembleia, portanto que pudessem ver-se e ouvir, sem impedimentos visuais nem auditivos. Aquela forma circular é de facto a que mais convém às pessoas para se sentirem unidas".
"Um enorme par de vigas em arco guia-nos do portão principal que dá acesso direto à entrada do átrio aberto e iluminado da Igreja que alberga quase 10 000 crentes. Não há nada que recorde o antigo carácter ibérico de espaço escuro dos interiores de igreja, com a sua mística incidência de luz. Em vez disso, temos um espaço invulgarmente claro, quase metafísico, que em vez das orações de penitência, convida isso sim à meditação sobre o Segredo de Fátima. A vista axial e apertada para o altar, a partir da entrada, vai-se desdobrando até se diluir, à medida que se vai entrando na Igreja. O aspeto fechado e compacto do corpo do edifício (o edifício não tem janelas) dá logo a seguir lugar à claridade do interior. Visto de longe, o edifício mais parece um disco. Não se vê logo que se trata de uma igreja. Não existe um campanário".
A Basílica da Santíssima Trindade tem uma altura de 18 metros. De configuração circular (com 125 metros de diâmetro), apresenta um espaço interior unificado, liberto de apoios estruturais intermédios, sendo a cobertura suportada por duas vigas contínuas em betão com uma altura máxima de 21,15 metros e um vão livre de 80 metros. O interior é divisível em dois setores através de uma parede amovível e integra doze portas laterais, em bronze, dedicadas aos Apóstolos; a porta central, de 64 m² é também em bronze e dedicada a Cristo. O presbitério tem capacidade para cerca de 100 concelebrantes. O edifício é totalmente dominado pela cor branca, tanto no que respeita às vigas, de betão branco à vista, como nos restantes elementos construtivos (revestidos com pedra da região de Fátima, conhecida por "branco do mar").
Algumas obras de artistas plásticos nacionais realizadas para o santuário antes da edificação da Basílica da Santíssima Trindade encontram-se hoje instaladas nas duas praças adjacentes à basílica (Praças de Pio XII e de João Paulo II). A edificação do novo templo contou com a colaboração de um grupo de artistas plásticos de diversas nacionalidades e com contributos diversificados, nomeadamente os seguintes: catorze estações da Via Lucis, do artista italiano Vanni Rinaldi; imagem de Nossa Senhora de Fátima localizada no interior da igreja, em mármore de Carrara (3 metros de altura), do escultor italiano Benedetto Pietrogrande; painel do Presbitério, em terracota dourada com 500 m², por um grupo de artistas, especializados em arte litúrgica provenientes de oito nações, com autoria do artista plástico esloveno P. Marko Ivan Rupnik; estátua do papa João Paulo II, localizada a noroeste da igreja, do escultor polaco Czeslaw Dzwigaj; execução da Cruz Alta, localizada no exterior da igreja, em aço, com 34 metros de altura, do escultor alemão Robert Schad; escultura suspensa no pórtico de entrada de autoria da artista cipriota Maria Loizidou; porta principal em bronze, com 8 metros de altura, e painéis do Rosário, pelo artista plástico português Pedro Calapez; painéis de vidro com citações bíblicas grafadas em vinte e seis línguas, pelo artista canadiano Kerry Joe Kelly; portas laterais, em bronze, com 8 metros de altura, dedicadas aos doze Apóstolos, com texto bíblico gravado na bandeira superior, com grafismo da autoria do artista português Francisco Providência; crucifixo em bronze, suspenso sobre o altar, pela artista irlandesa Catherine Green.
Em abril de 2008, o Prémio Secil de Engenharia Civil 2007 foi atribuído a José Mota Freitas pela conceção estrutural da basílica. Também o prémio «Outstanding Structure 2009» (Excelente Estrutura 2009), foi atribuído a esta edificação pela Associação Internacional para a Engenharia de Pontes e Estruturas – IABSE (este prémio é considerado como o Nobel da Engenharia Civil, por representar o reconhecimento das mais notáveis, inovadoras, criativas ou estimulantes estruturas nos últimos anos).

#### Galilé dos Apóstolos São Pedro e São Paulo

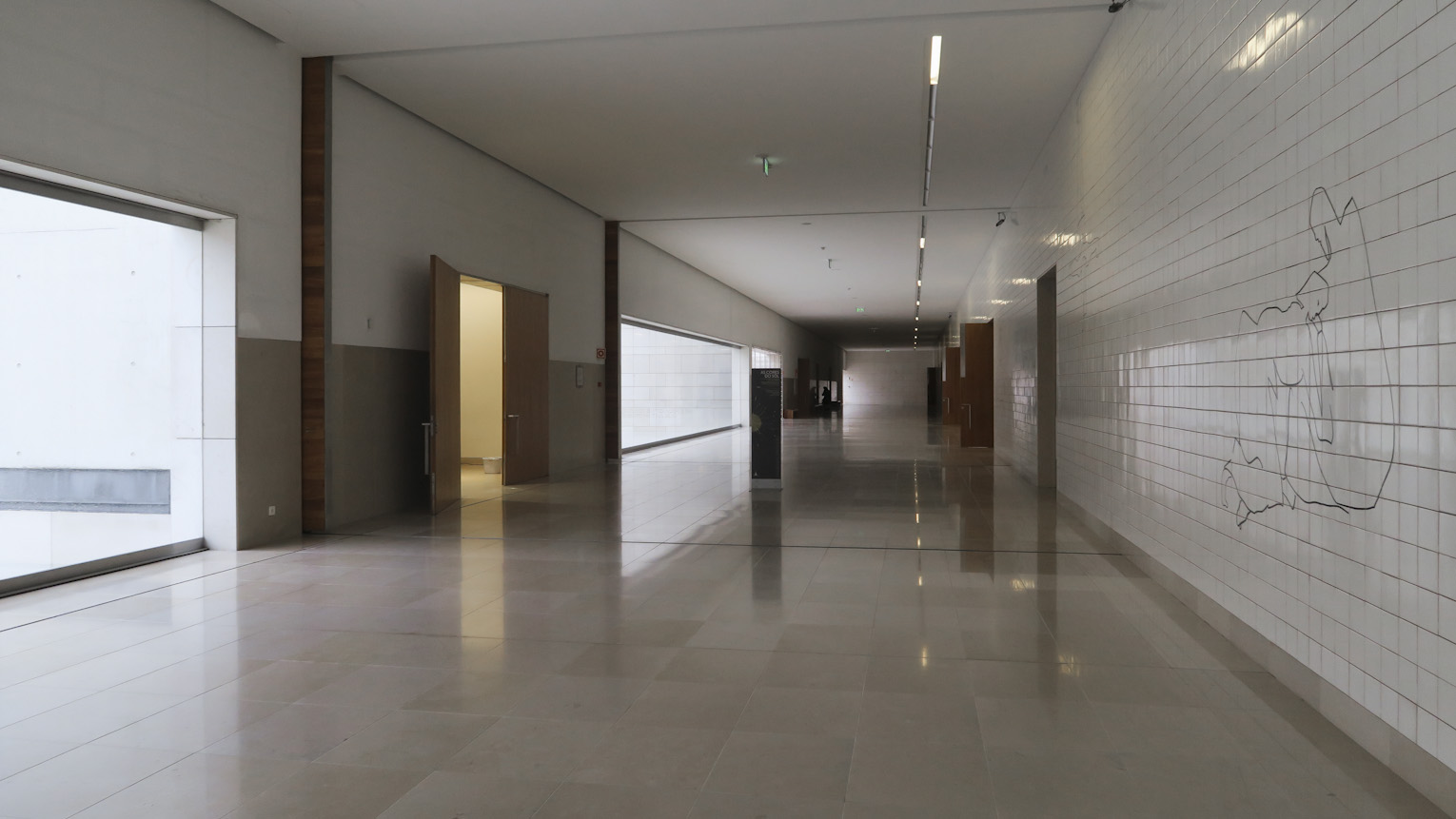
Galilé dos Apóstolos São Pedro e São Paulo

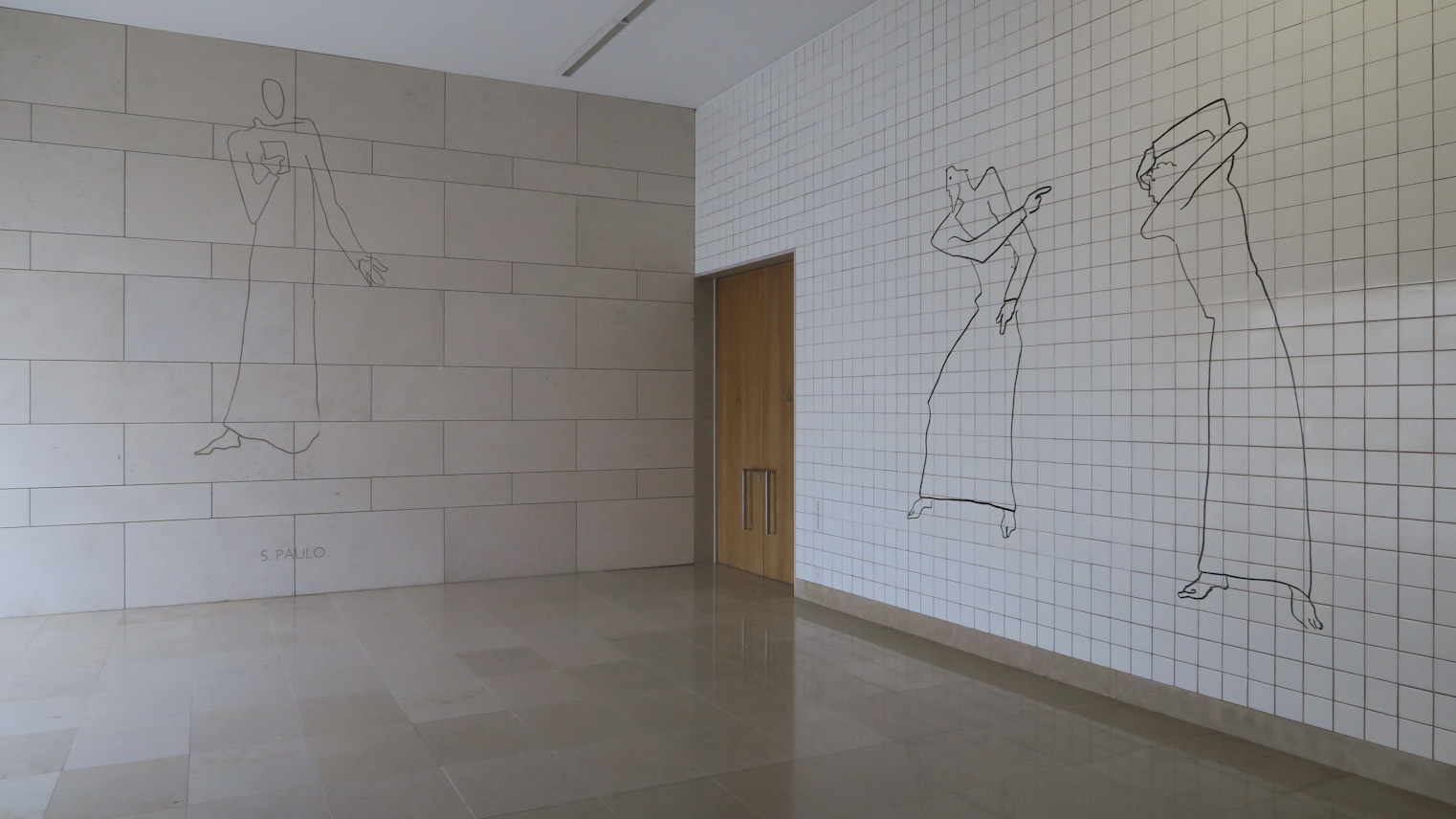
Painel de Azulejos de Siza Vieira na Galilé dos Apóstolos

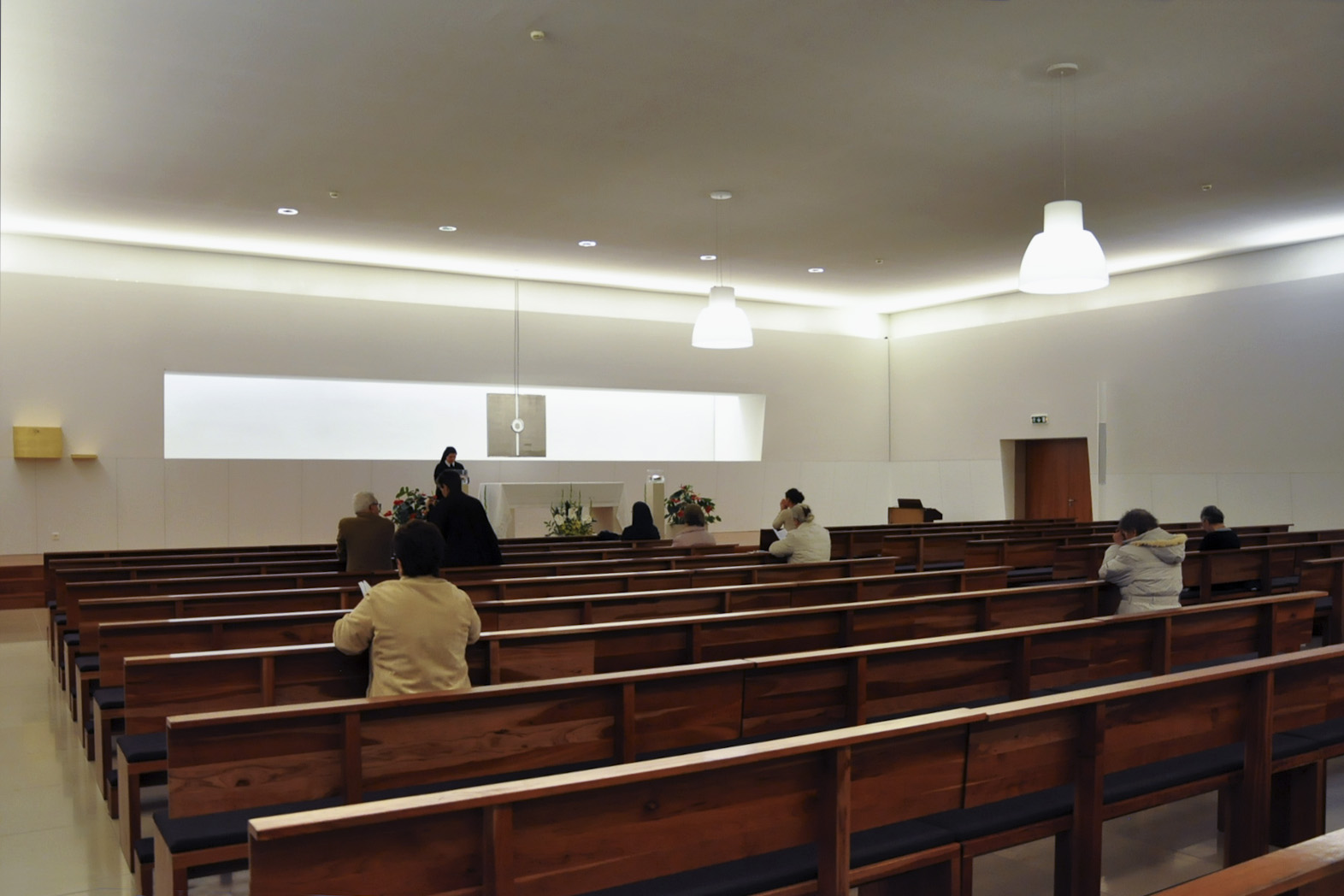
Capela da adoração ao Santíssimo Sacramento

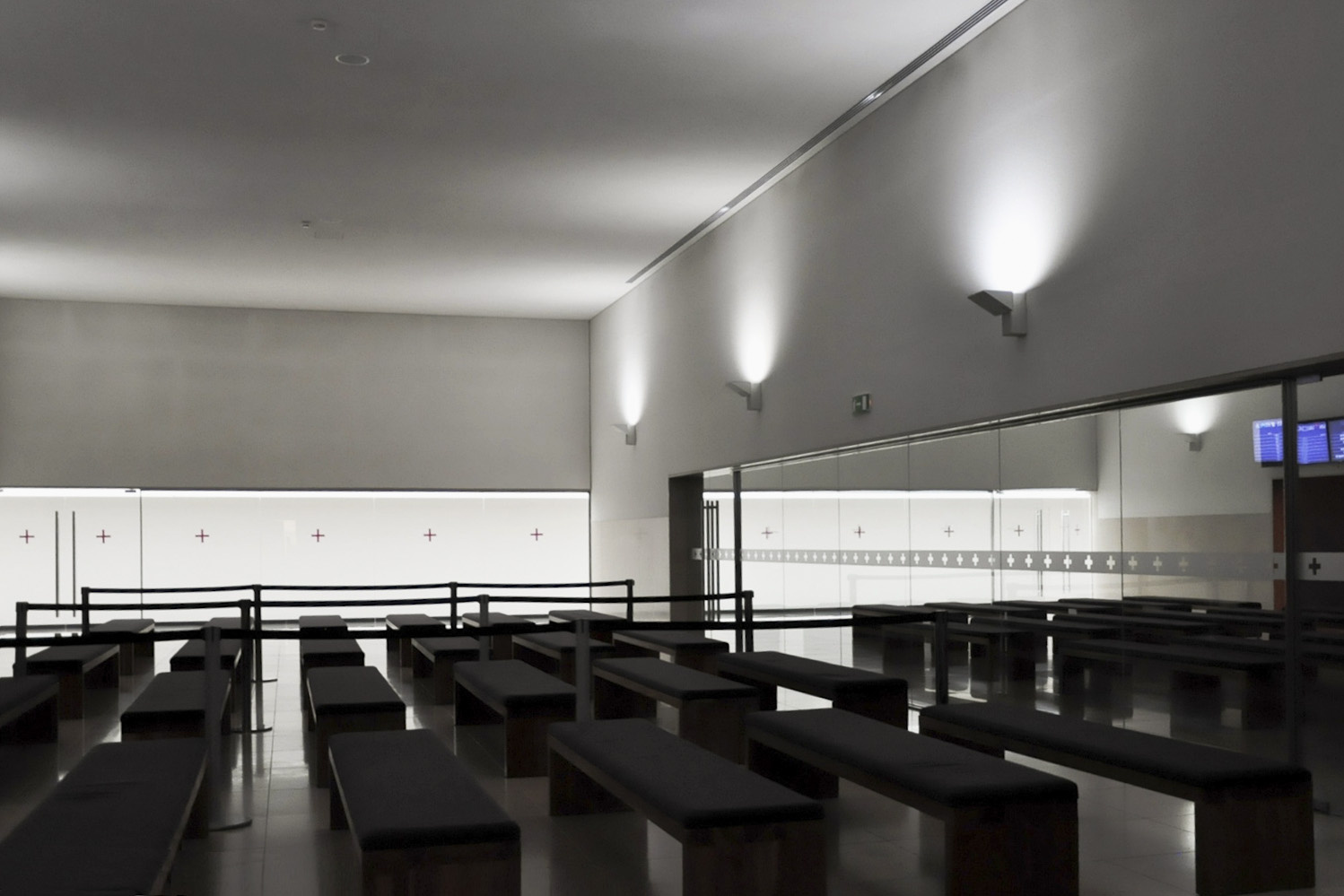
Capelas da Reconciliação

A Galilé dos Apóstolos São Pedro e São Paulo é uma vasta área subterrânea de configuração longilínea e orientação norte/sul, situada entre a Basílica da Santíssima Trindade e o Recinto de Oração. Acessível por meio de duas escadarias e duas rampas, estende-se por um total de 150 metros. A parede nascente encontra-se revestida por painéis de azulejos da autoria de Álvaro Siza Vieira com representações de episódios da vida de São Pedro e de São Paulo. Da Galilé dos Apóstolos podem contemplar-se dois espelhos de água convidativos à reflexão e à interioridade. "O primeiro, do lado de São Pedro, alude à primeira criação, a criação da vida; o segundo, do lado de São Paulo, aponta para a segunda criação, o Batismo, como participação na vida nova de Cristo". A Galilé dos Apóstolos funciona como átrio comum às capelas subterrâneas, localizadas na zona da Reconciliação (Capela do Santíssimo Sacramento, Capela da Morte de Jesus, Capela da Ressurreição de Jesus, Capela do Sagrado Coração de Jesus e Capela do Imaculado Coração de Maria) e do Convivium de Santo Agostinho. O átrio da Capela da Ressurreição de Jesus e da Capela do Santíssimo Sacramento acolhe pinturas de Vanni Rinaldi abordando as diversas estações da Via Lucis.

#### Capelas subterrâneas
As capelas subterrâneas são acessíveis através da Galilé dos Apóstolos S. Pedro e S. Paulo. A Capela do Santíssimo Sacramento tem exposto para adoração o Santíssimo Sacramento. Presente no santuário desde 1 de janeiro de 1960, desde o dia 13 de julho de 2008 que o Lausperene – exposição permanente do Santíssimo Sacramento – passou a realizar-se nesta capela, que dispõe de 200 lugares sentados e é acessível durante todo o dia. O escultor Zulmiro de Carvalho foi o autor do ostensório, em prata, de 1986. As Capelas da Reconciliação – a Capela do Sagrado Coração de Jesus e a Capela do Imaculado Coração de Maria – têm respetivamente 16 e 12 confessionários e são inteiramente dedicadas à celebração do sacramento da Penitência. A Capela da Morte de Jesus, com capacidade para 600 pessoas sentadas, acolhe algumas das celebrações do programa oficial do santuário. A Capela da Ressurreição de Jesus tem 200 lugares sentados e 16 confessionários.

### Recinto de Oração
O Recinto de Oração é um vasto espaço descoberto com cerca de 265 metros de comprimento que ocupa uma posição central no complexo do Santuário de Fátima. Forma um ligeiro declive e é pavimentado a alcatrão, possuindo um corredor lajeado que serve de via penitencial. É simultaneamente local de passagem e de culto, interligando as diversas unidades distribuídas à sua volta e funcionando como um espaço convidativo à interioridade e à oração. É aqui que se congregam as grandes assembleias que em Fátima se reúnem, nomeadamente a 13 de maio. Esta ampla esplanada encontra-se ladeada por frondoso arvoredo a norte e a sul, sendo circunscrita nos topos oriental e ocidental pela Basílica de Nossa Senhora do Rosário e pela Basílica da Santíssima Trindade, respetivamente. É neste espaço que se distribuem, em diferentes locais, vários monumentos e peças de escultura, como a Azinheira Grande, o Monumento ao Sagrado Coração de Jesus, o Presépio e o Módulo do Muro de Berlim.

#### Praça de Pio XII; Praça de João Paulo II

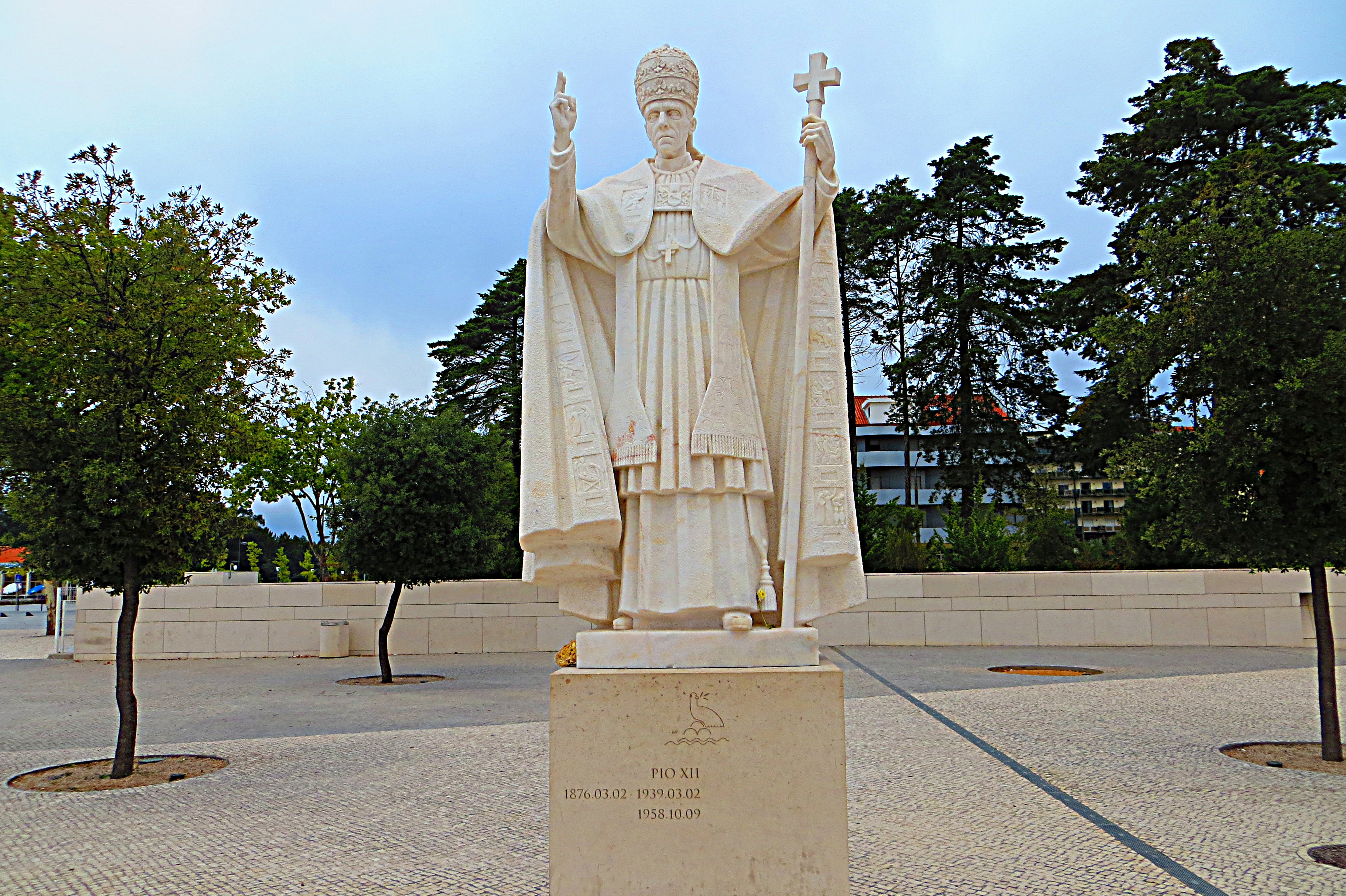
Estátua do Papa Pio XII.

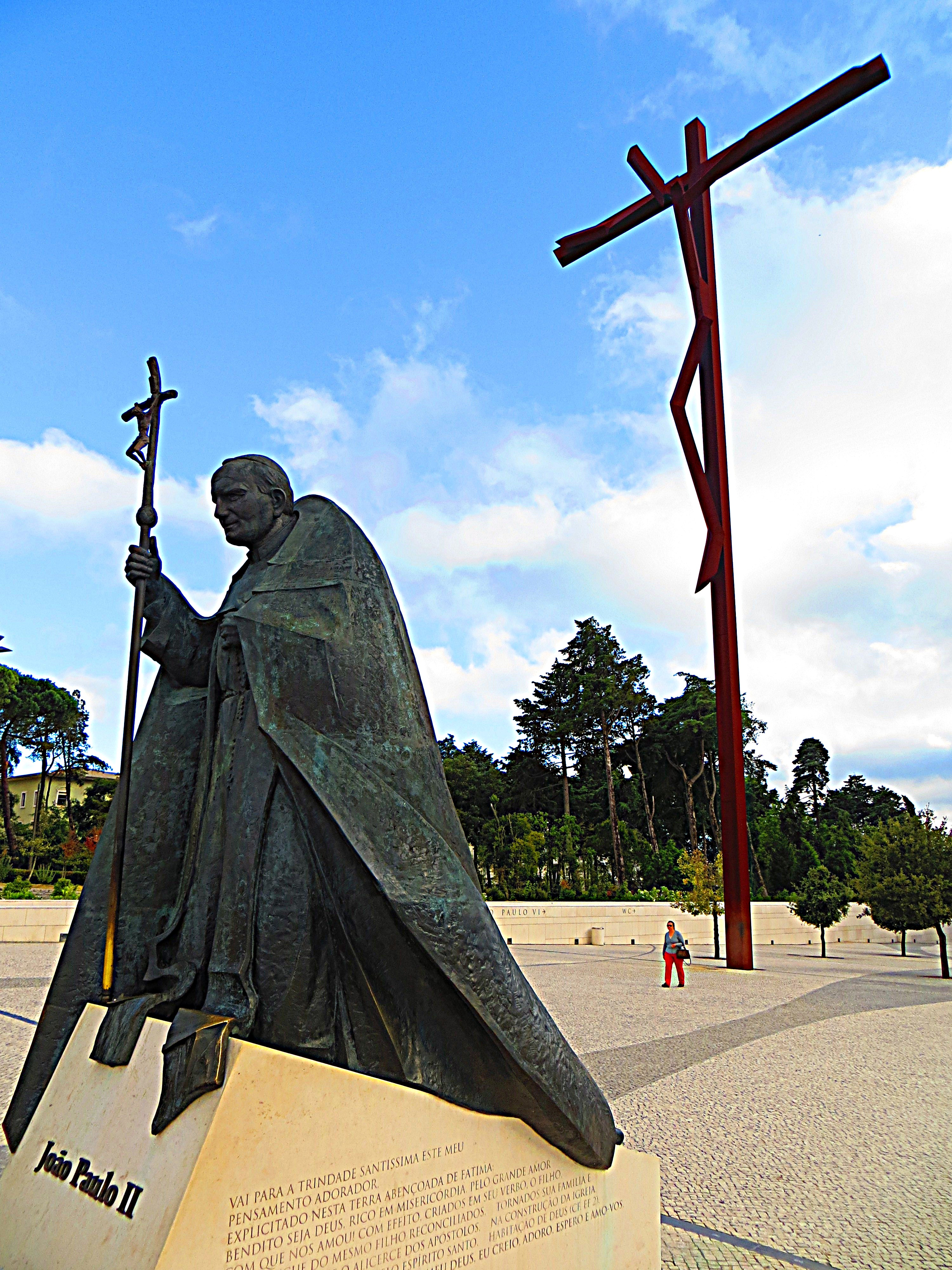
Estátua do Papa João Paulo II perto da Cruz Alta.

A nascente e a poente da Basílica da Santíssima Trindade situam-se duas praças: a Praça de João Paulo II e a Praça de Pio XII respetivamente. Embora não pertençam propriamente ao Recinto de Oração, são complementares desse espaço. A primeira, Praça de João Paulo II, funciona como prolongamento do lado ocidental do Recinto de Oração sem que exista uma clara barreira de separação entre esses dois espaços abertos, que assim se fundem, visual e funcionalmente; acolhe a estátua de João Paulo II, da autoria de Czeslaw Dzwigaj, a estátua em bronze do Papa Paulo VI, de Joaquim Correia e a nova Cruz Alta, de Robert Schad. A Praça de Pio XII integra a estátua de Pio XII, em mármore branco, de Domingos Soares Branco, e a estátua em bronze de D. José Alves Correia da Silva, primeiro bispo da diocese de Leiria, de Joaquim Correia (no lado ocidental desta praça encontra-se o Centro Pastoral de Paulo VI).

#### Azinheira Grande
A denominada "Azinheira Grande", uma azinheira da espécie Quercus rotundifolia lamb, é a única árvore que resta das que existiam no local das aparições. O nome é citado em vários documentos primitivos referentes às aparições, sendo mencionado como o local onde os três videntes e peregrinos se abrigavam do sol e recitavam o rosário antes das aparições subsequentes às de 13 de maio de 1917. A propriedade do terreno em que se encontra pertencia aos pais de Lúcia, tendo sido preservada durante a construção do recinto na década de 1950. A árvore tem 13,5 metros de altura e diâmetro médio da copa de 17,9 metros. Em janeiro de 2007, a Direção-Geral dos Recursos Florestais de Portugal classificou-a exemplar de interesse público.

#### Elementos escultóricos e monumentos
A antiga Cruz Alta foi erguida para assinalar o encerramento do Ano Santo de 1950/1951. Situava-se ao fundo do recinto de oração, onde hoje está localizada a Basílica da Santíssima Trindade, e elevava-se a uma altura de 27 metros. Foi oferecida em 2007 ao Santuário Nacional de Cristo Rei, em Almada. A atual Cruz Alta é uma obra escultórica de grande escala da autoria de Robert Schad. Construída em aço corten, foi erguida em 29 de agosto de 2007 na zona sul da Praça de João Paulo II. É uma obra imponente que se eleva a uma altura de 34 metros. Através da sua dimensão e materialidade, este crucifixo estabelece um diálogo produtivo com a forma arquitetónica da nova basílica e pertence ao conjunto de realizações sintonizadas com as vias artísticas contemporâneas que passaram a integrar o santuário nas últimas décadas. Ouçamos Robert Schad: "O meu crucifixo é (...) parte integrante de um conceito estético internacional. (...) Era suposto criar um símbolo que, na sua forma, fosse o mais simples possível, conseguisse atingir valores interculturais e não se perdesse em detalhes realistas".

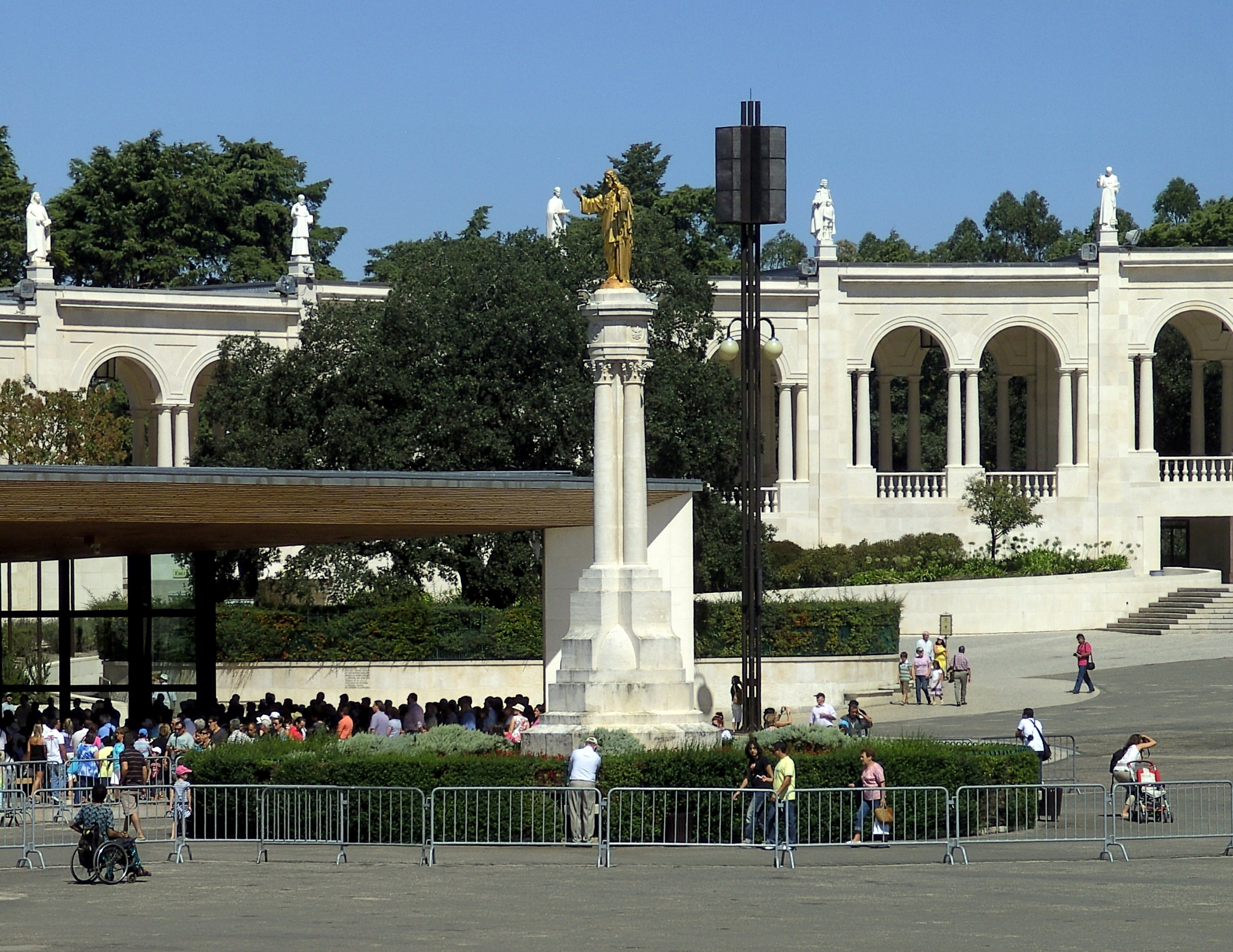
A estátua-monumento do Sagrado Coração de Jesus.

A estátua do Sagrado Coração de Jesus é um monumento que se ergueu no centro do recinto de oração do santuário. Feita de bronze dourado, a estátua foi oferecida por um peregrino anónimo e benzida pelo Núncio Apostólico, Monsenhor Beda Cardinale, no dia 13 de maio de 1932. A sua localização simboliza a centralidade de Jesus Cristo na Mensagem de Fátima. O monumento foi construído sobre um poço e fontanário (com quatro saídas de águas, consideradas milagrosas), muito acorrido pelos peregrinos, sendo a zona envolvente ajardinada.
O presépio do Santuário de Fátima é de autoria do escultor José Aurélio e situa-se junto do edifício da Reitoria. A obra resultou de um concurso promovido pela Reitoria do Santuário. O conjunto escultórico foi realizado em chapa de aço, tem cinco metros de altura e cinco de largura e uma configuração triangular, em alusão à Santíssima Trindade. Foi inaugurado na noite de Natal do ano jubilar de 2000.
Um módulo de betão proveniente do muro de Berlim, demolido em novembro de 1989, foi oferecido ao santuário e recorda os acontecimentos históricos que levaram à reunificação da Alemanha e ao termo do mundo fraturado que emergiu depois do fim da Segunda Guerra Mundial. Pesando 2 600 quilos e medindo 3,60 metros de altura e 1,20 metros de largura, foi inaugurado a 13 de agosto de 1994. O arranjo do monumento é do arquitecto José Carlos Loureiro.
Na proximidade do módulo do Muro de Berlim localiza-se um monumento-memorial dedicado ao cónego Dr. Manuel Nunes Formigão e ao padre Prof. Dr. Luís Fischer, dois presbíteros ligados aos fundamentos da historiografia das aparições de Fátima e da difusão da sua mensagem. O monumento é da autoria de Graça Costa Cabral e foi inaugurado no dia 13 de outubro de 1998, sendo constituído por sete painéis de granito verde-pérola.

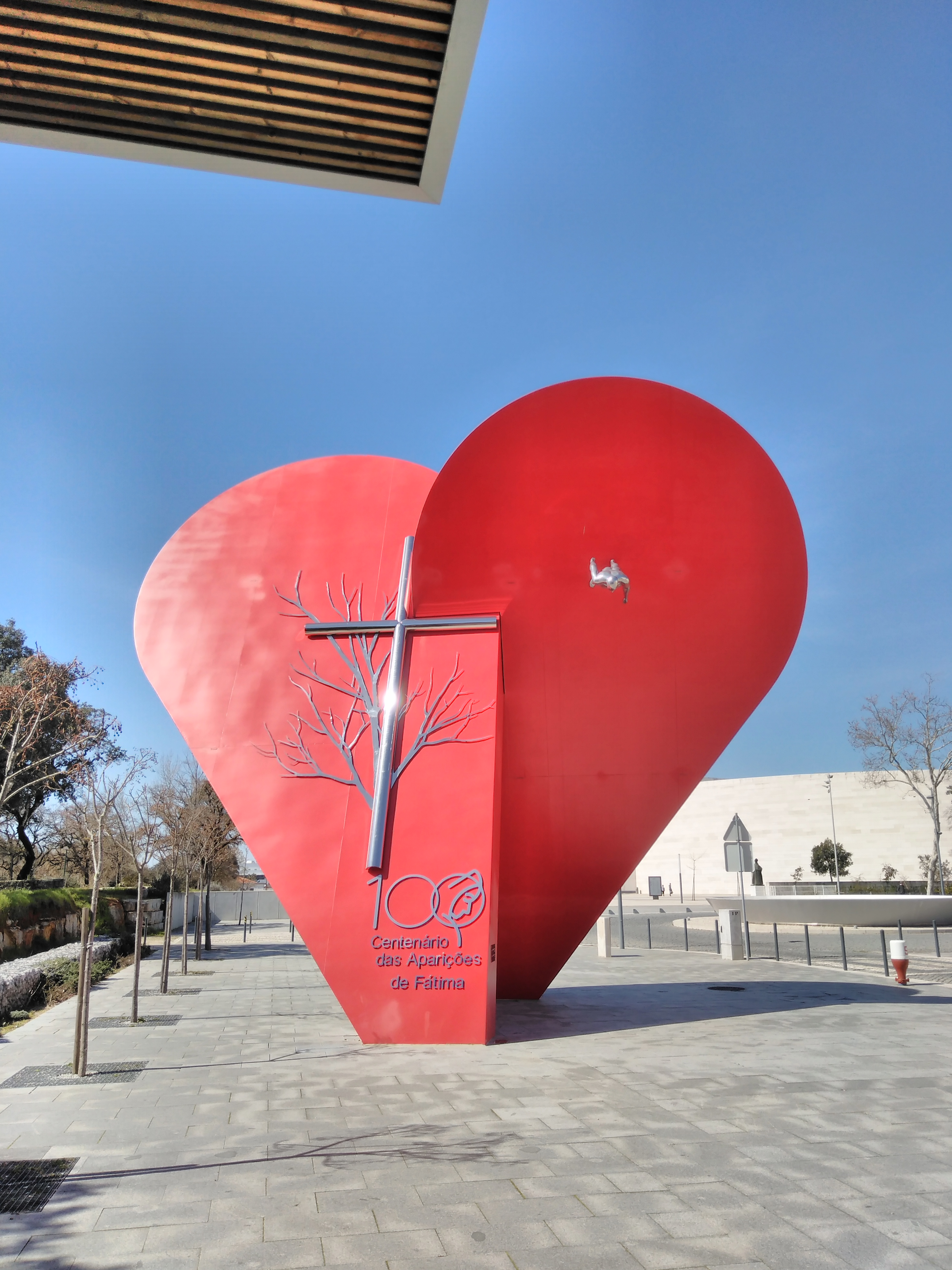
Monumento evocativo do Imaculado Coração de Maria para celebrar o Centenário das Aparições de Nossa Senhora e a visita do Papa Francisco.

Um terço de grandes dimensões da autoria de Joana Vasconcelos foi inaugurado à entrada da Basílica da Santíssima Trindade no dia 9 de maio de 2017, obra encomendada no âmbito das comemorações do Centenário das Aparições. Foi também inaugurado um monumento ao Imaculado Coração de Maria evocativo da visita do Papa Francisco pela mesma ocasião do Centenário das Aparições.

### Valinhos

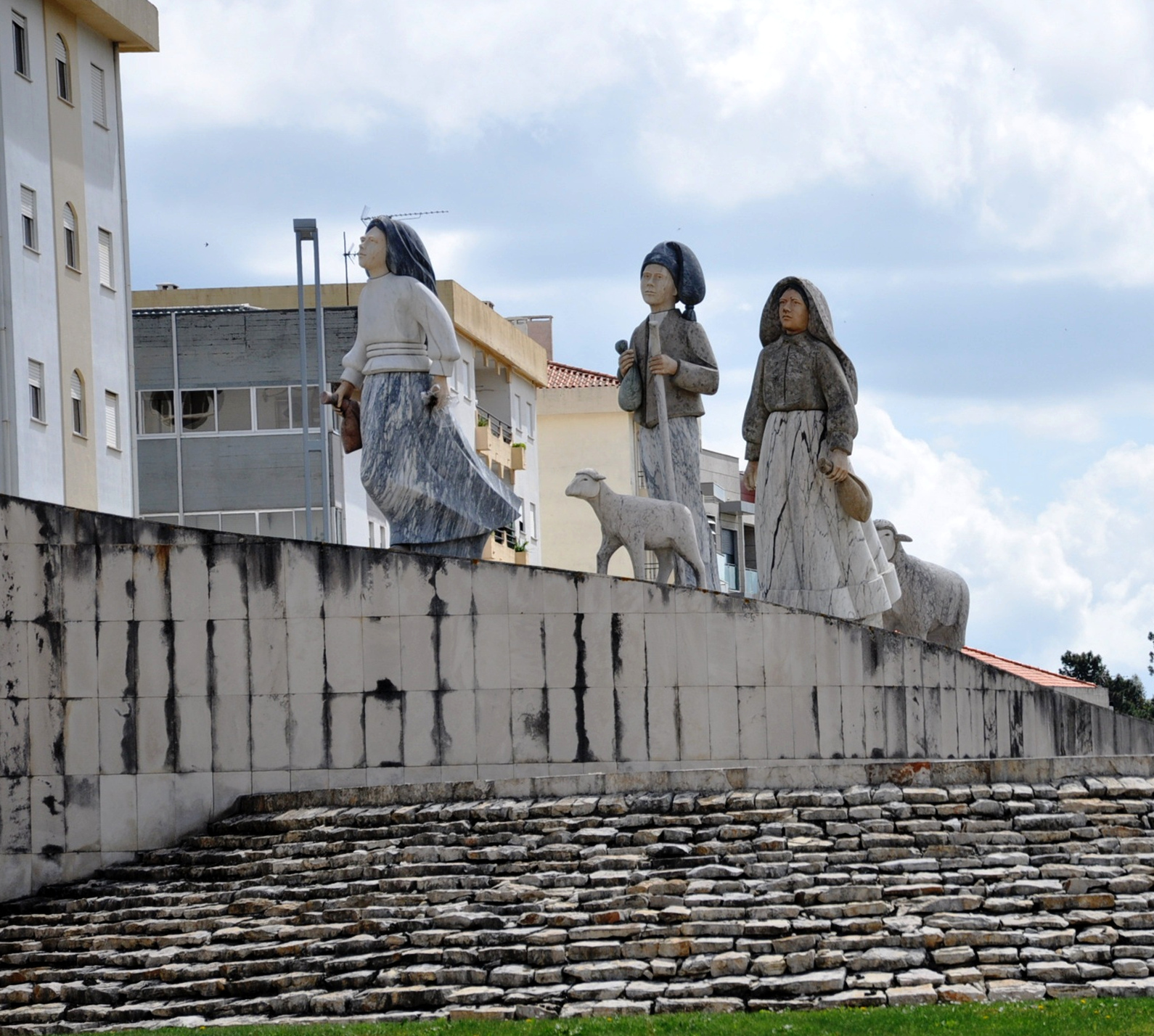
Monumento aos Pastorinhos de Fátima na Rotunda Sul de Fátima a eles dedicada.

No lugar dos Valinhos, os principais locais de visita por parte dos peregrinos do Santuário de Fátima são o percurso pedestre da Via Sacra, iniciado a partir da Rotunda dos Pastorinhos (Rotunda Sul de Fátima), no qual, entre a oitava e nona estações fica o local onde ocorreu a quarta aparição de Nossa Senhora a 19 de agosto de 1917. O monumento que assinala essa aparição mariana, assim como, mais adiante, a Capela dedicada a Santo Estevão e as esculturas do Calvário (chamado de Calvário Húngaro), foram construídos com donativos de católicos húngaros. Assinale-se ainda o monumento situado na Loca do Cabeço, o local onde primeiro apareceu o Anjo da Paz.

#### Via Sacra no Caminho dos Pastorinhos
A Via Sacra dos Valinhos, por vezes também chamada de Via Sacra Húngara, inicia-se na rotunda Sul da Cova da Iria, atravessa a zona dos Valinhos e termina em Aljustrel, acompanhando o percurso que os videntes faziam entre Aljustrel e a Cova da Iria quando iam apascentar os rebanhos. A ideia partiu de refugiados húngaros como um voto pela libertação da Hungria do domínio comunista. O primeiro bispo de Fátima concedeu a autorização para a construção em 16 de julho de 1956. Originalmente a Via Sacra foi concebida para instalação na parte traseira da Basílica, mas com a criação da Via Sacra de azulejos no interior da Colunata o projeto foi deslocado para sua atual localização. O itinerário passa pelas tradicionais 14 estações que representam a paixão de Jesus, e culmina em uma cena adicional representando a crucificação no monte do Gólgota. Os relevos das cenas foram lavrados em granito pela artista Maria Amélia Carvalheira da Silva, que retirou inspiração das visões da Beata Anna Catarina Emmerich, relatadas em livro por Clemens Brentano (1778-1842).

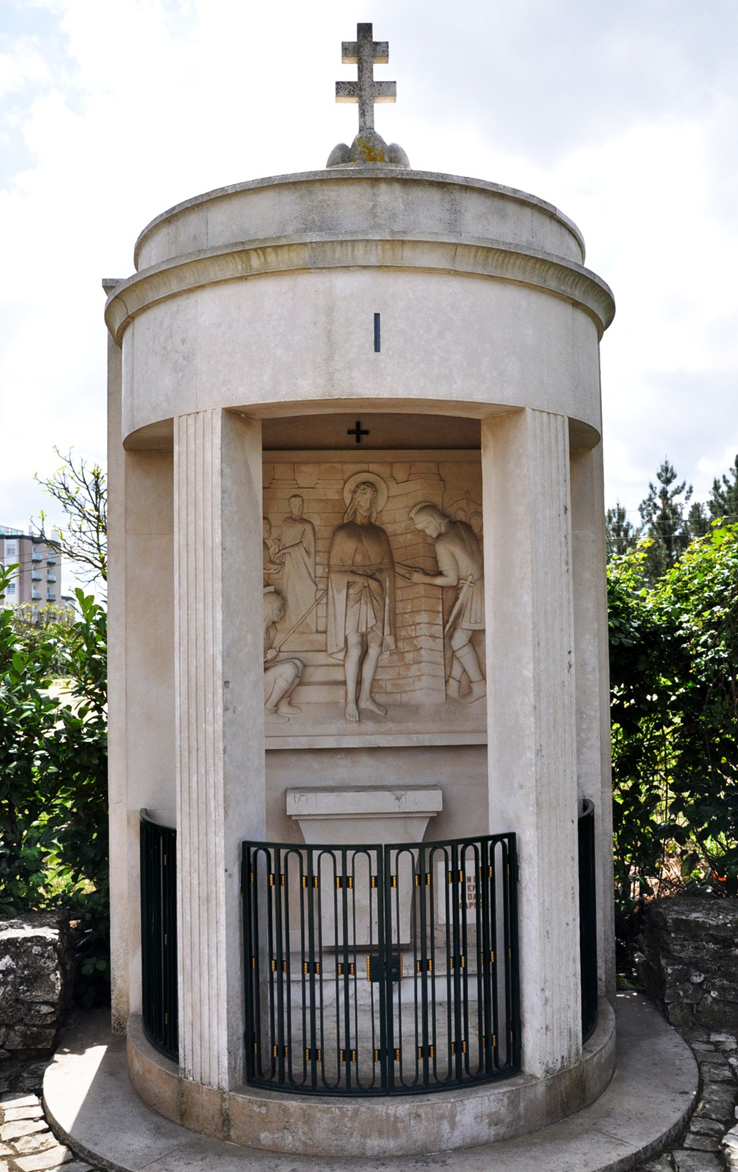
Via Sacra I Jesus é condenado à morte
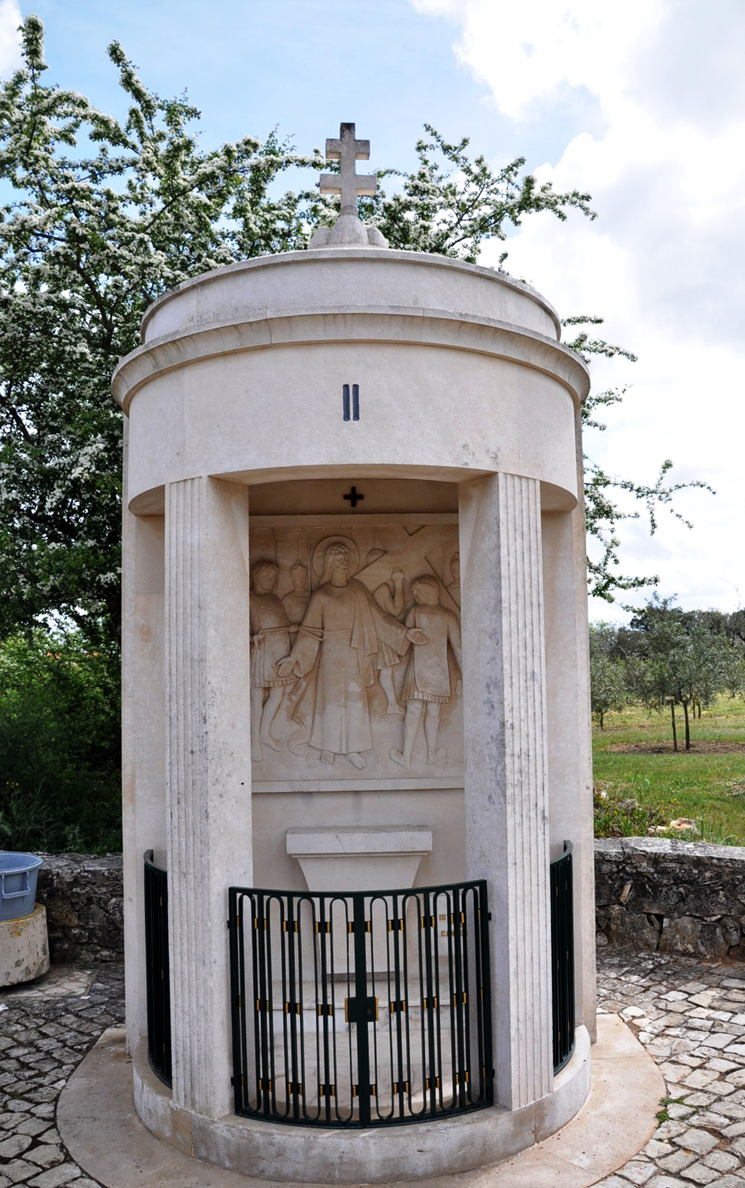
Via Sacra II Jesus carrega a cruz às costas
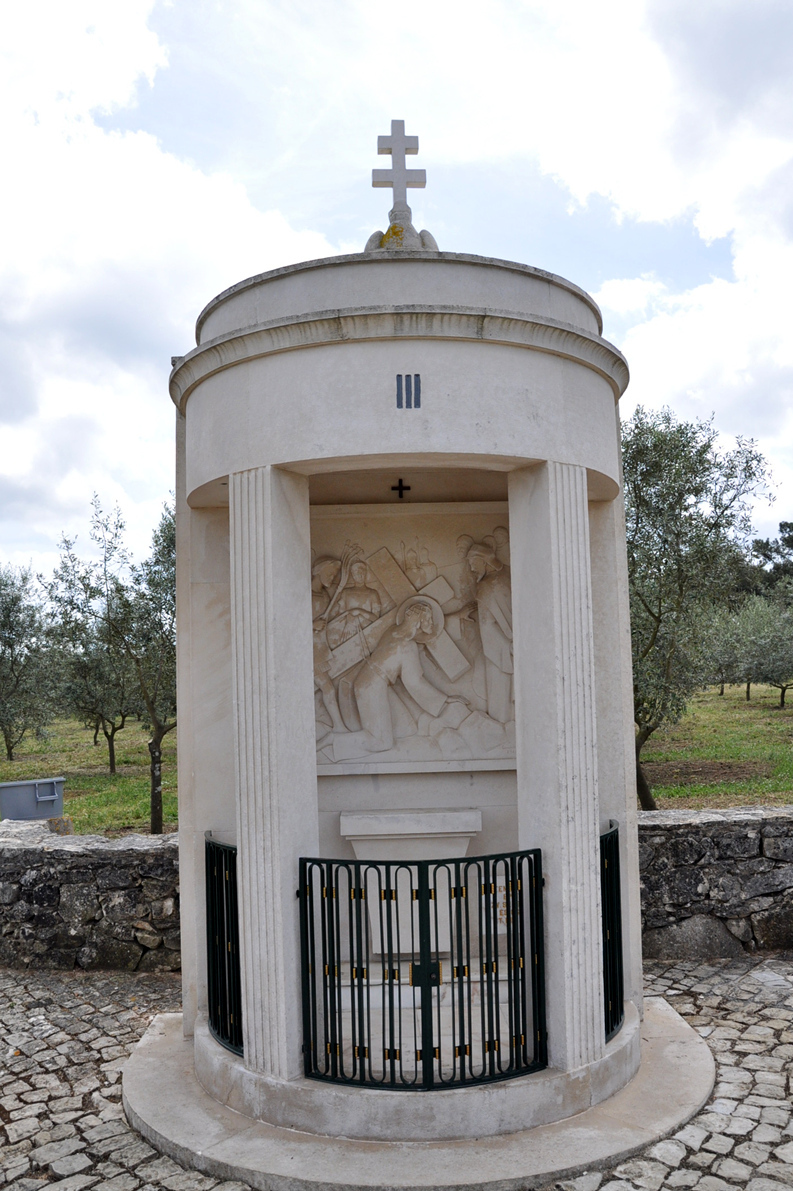
Via Sacra III Jesus cai pela primeira vez
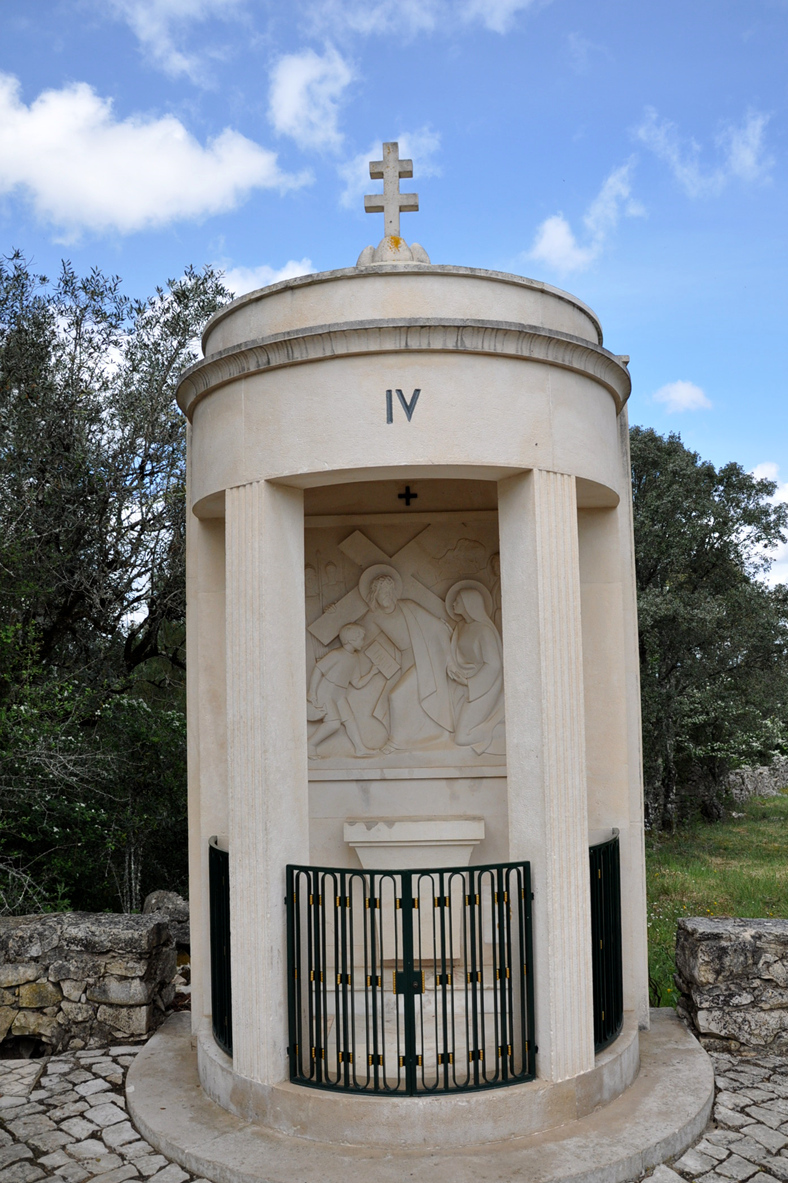
Via Sacra IV Jesus encontra a Sua Mãe
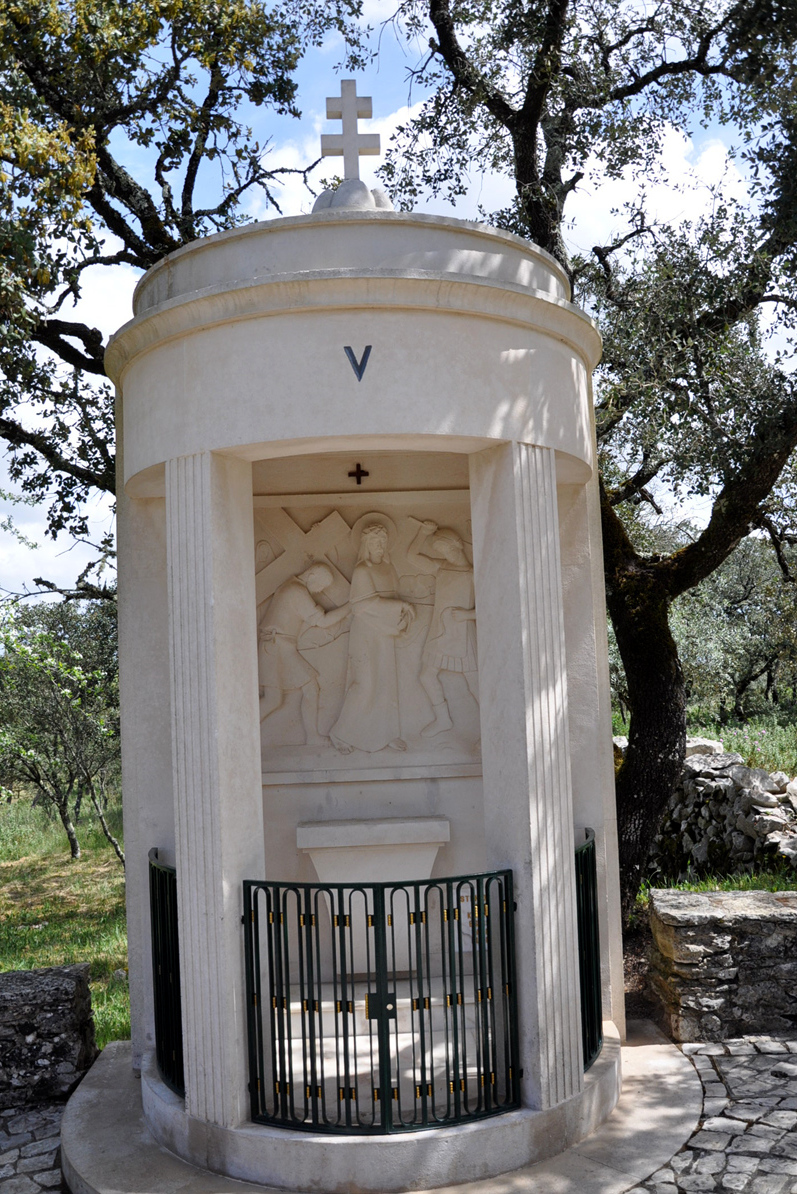
Via Sacra V Simão de Cirene ajuda Jesus
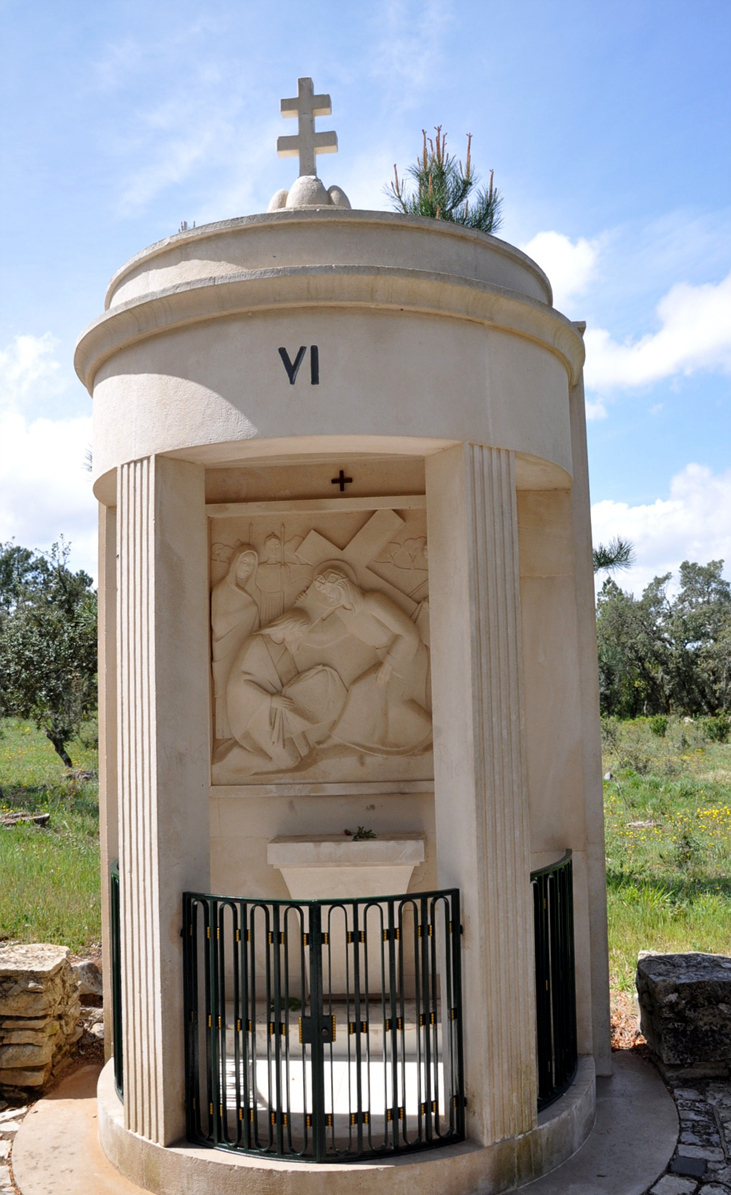
Via Sacra VI Verónica limpa a face de Jesus
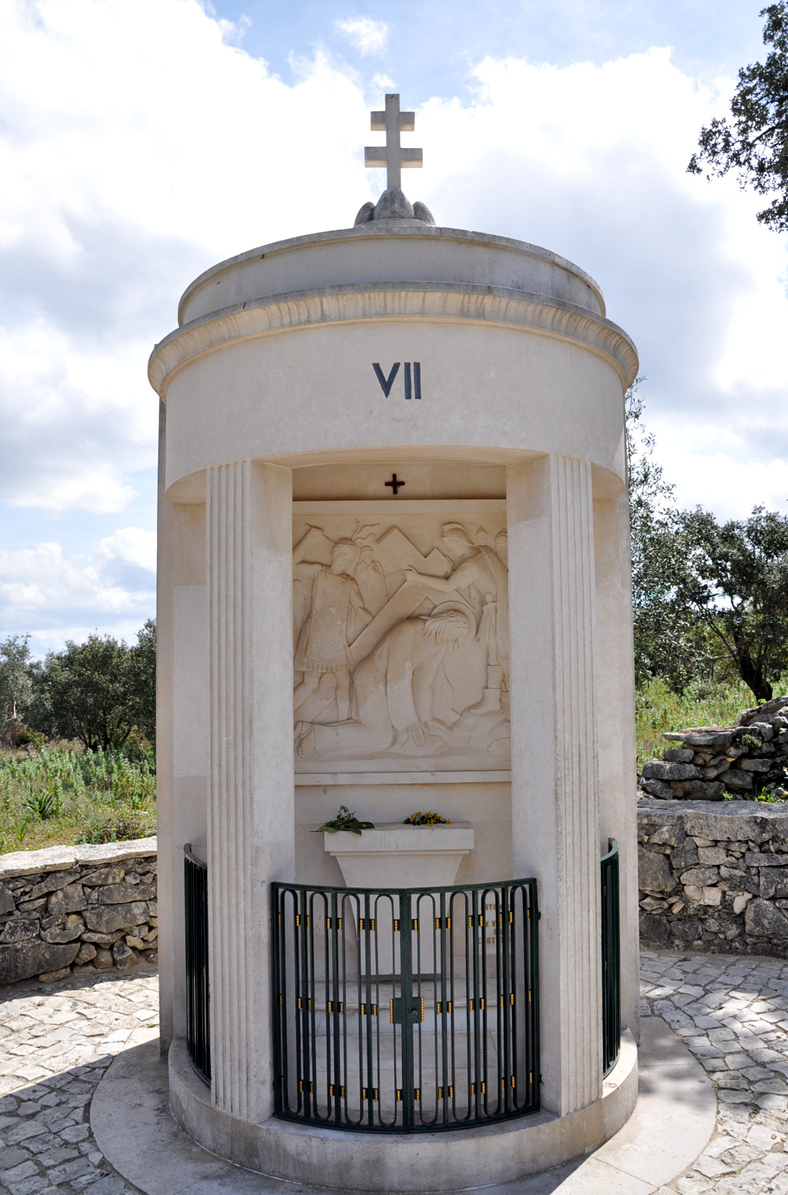
Via Sacra VII Jesus cai pela segunda vez
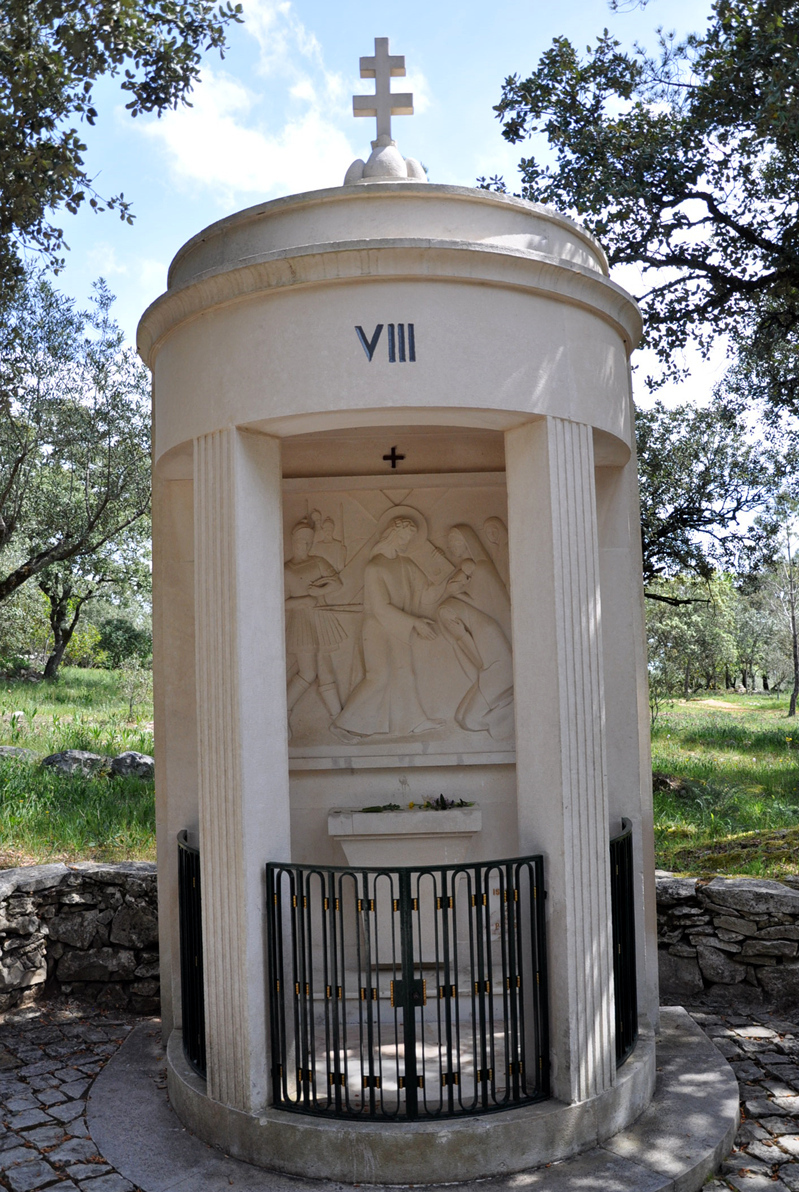
Via Sacra VIII Jesus encontra as mulheres de Jerusalém
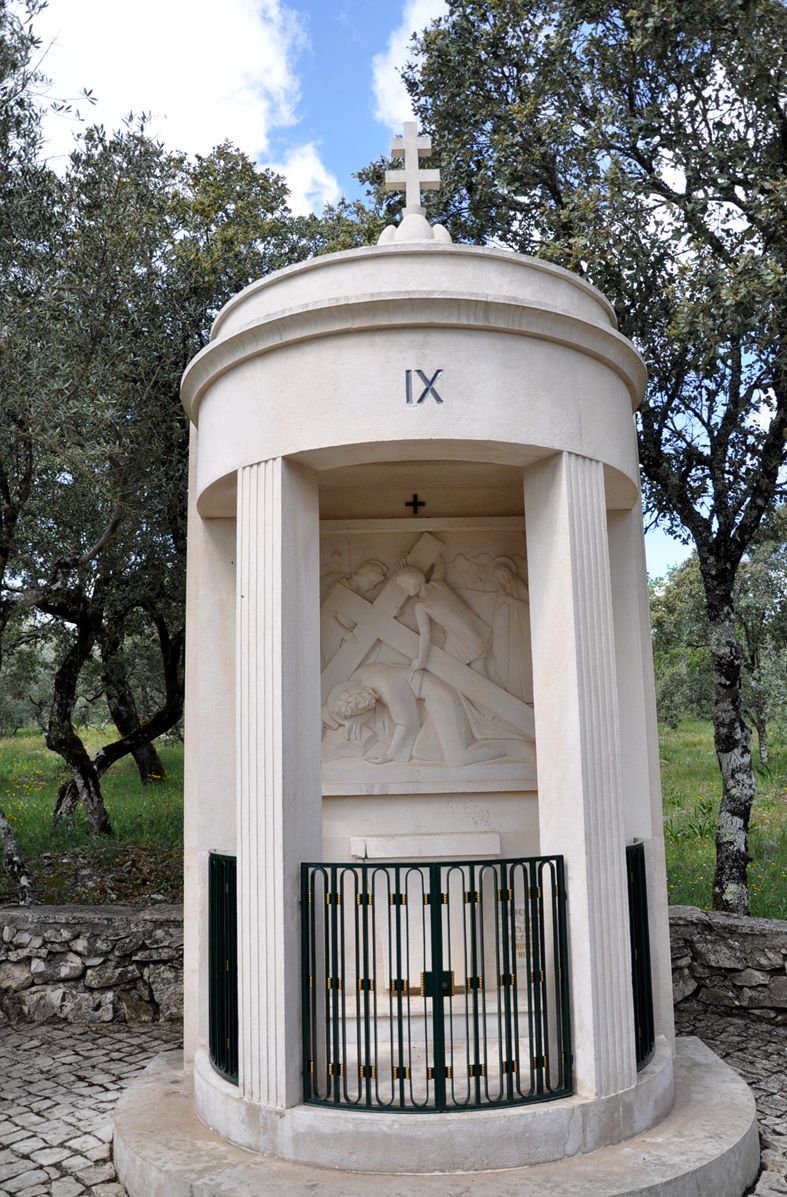
Via Sacra IX Jesus cai pela terceira vez
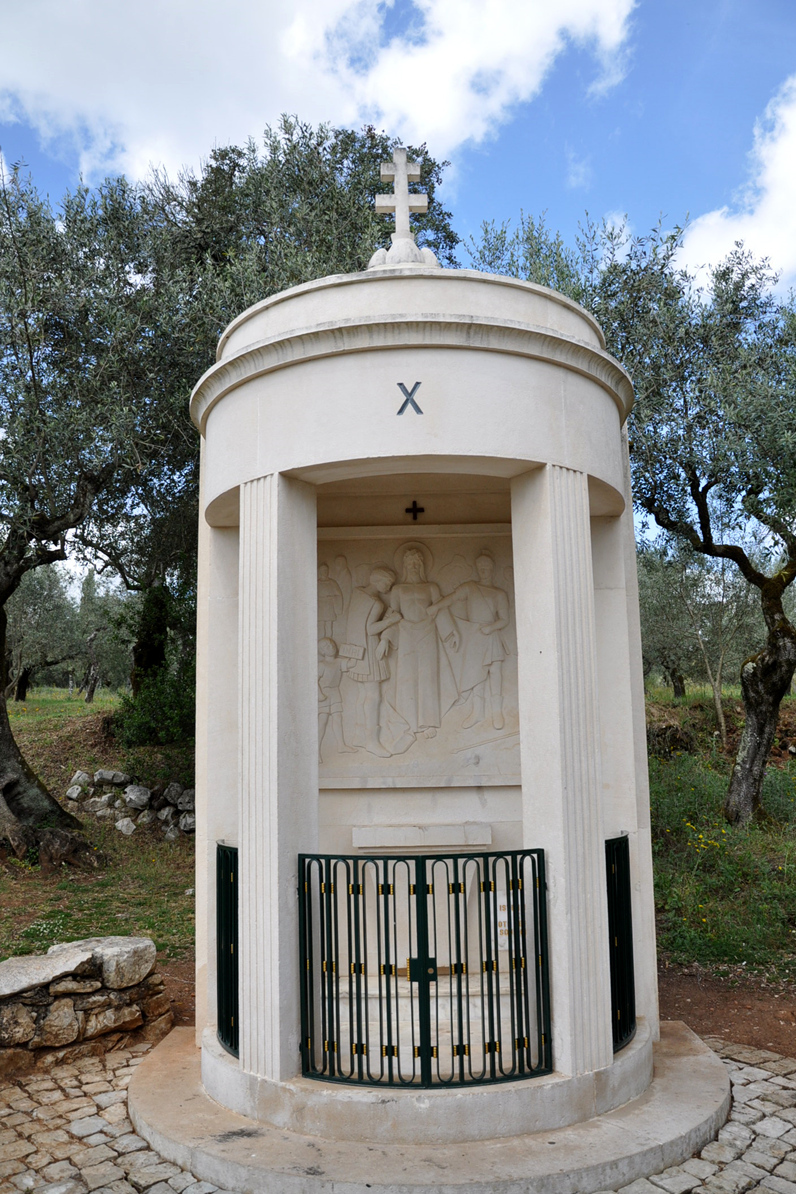
Via Sacra X Jesus é despojado de Suas vestes
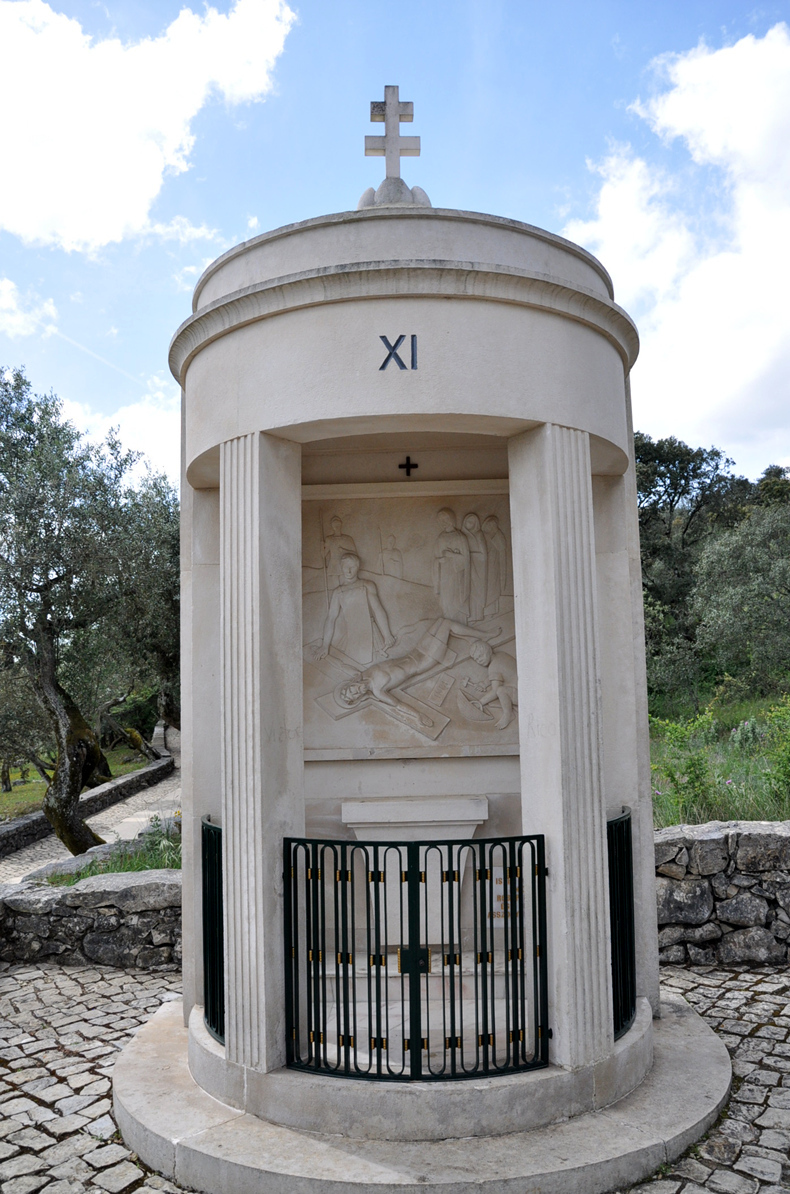
Via Sacra XI Jesus é pregado na cruz
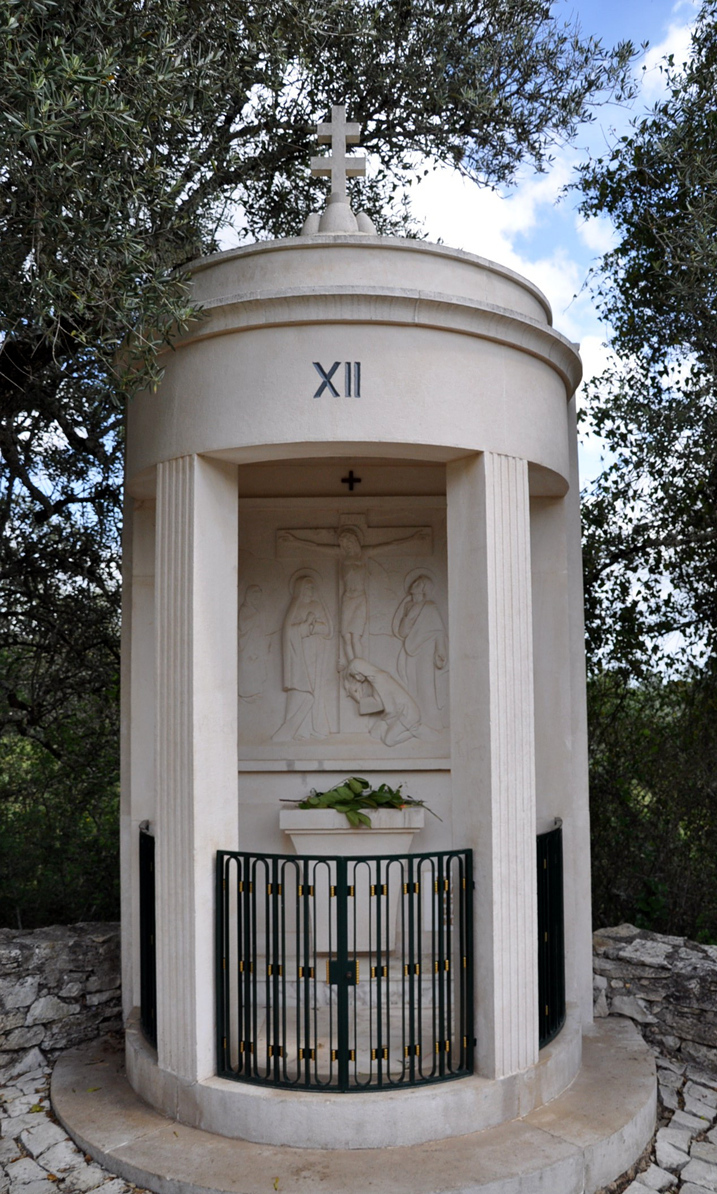
Via Sacra XII Jesus morre na cruz
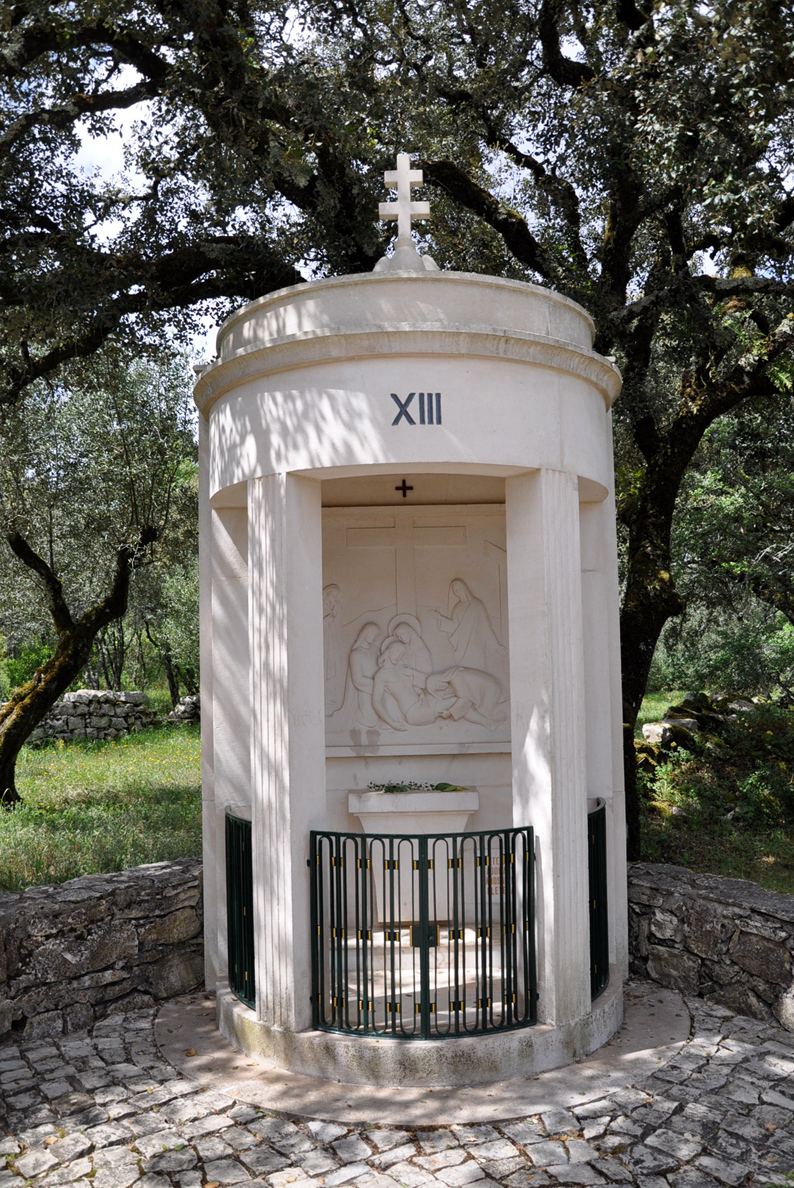
Via Sacra XIII Jesus é descido da cruz
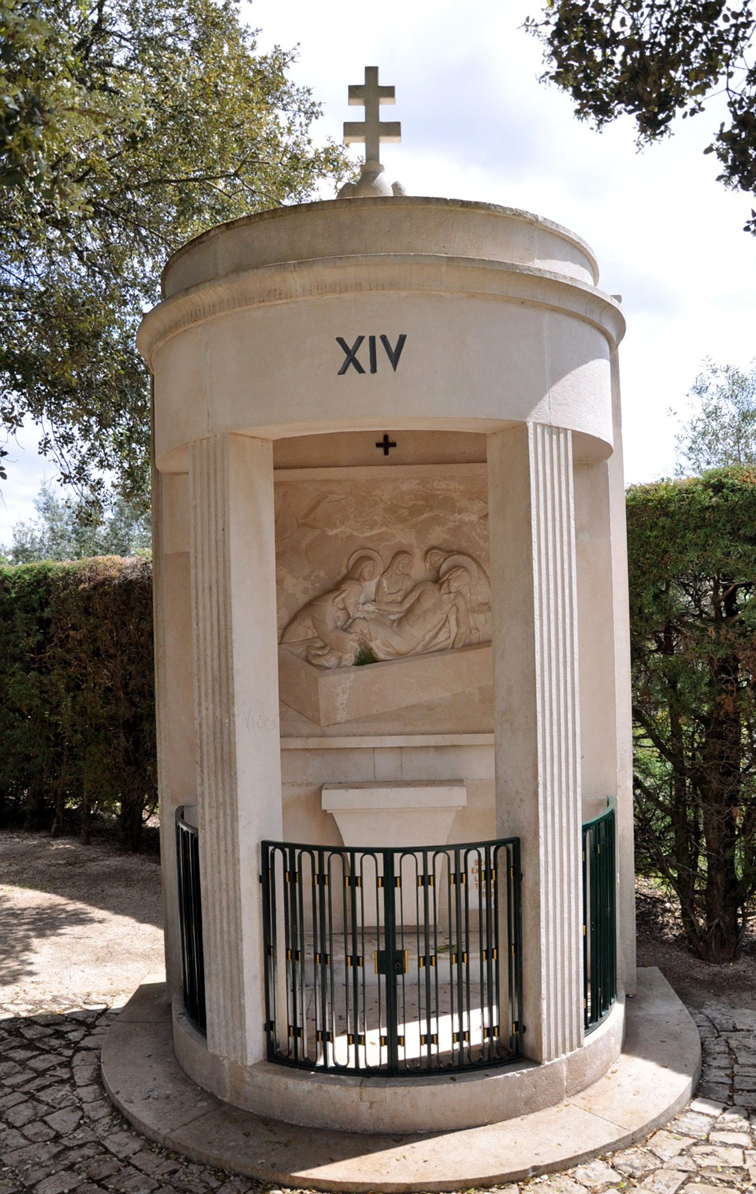
Via Sacra XIV Jesus é sepultado
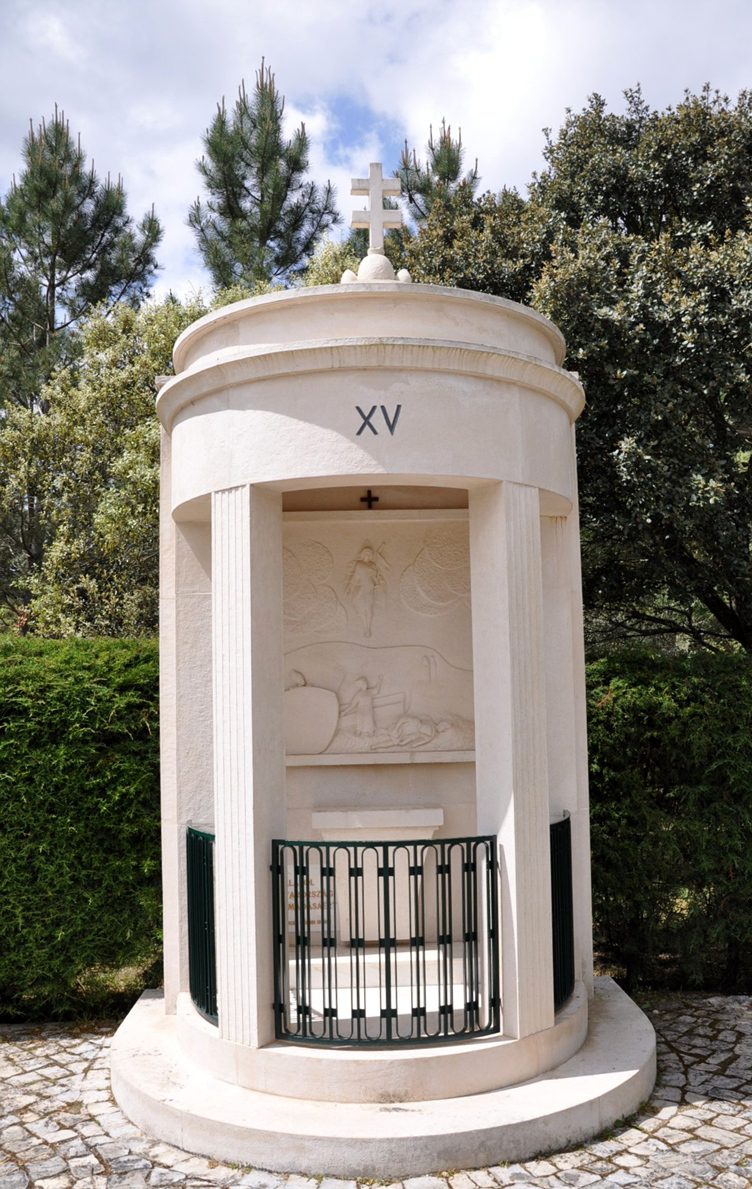
Via Sacra XIV A ressurreição de Jesus

#### Capela de Santo Estevão e Calvário Húngaro

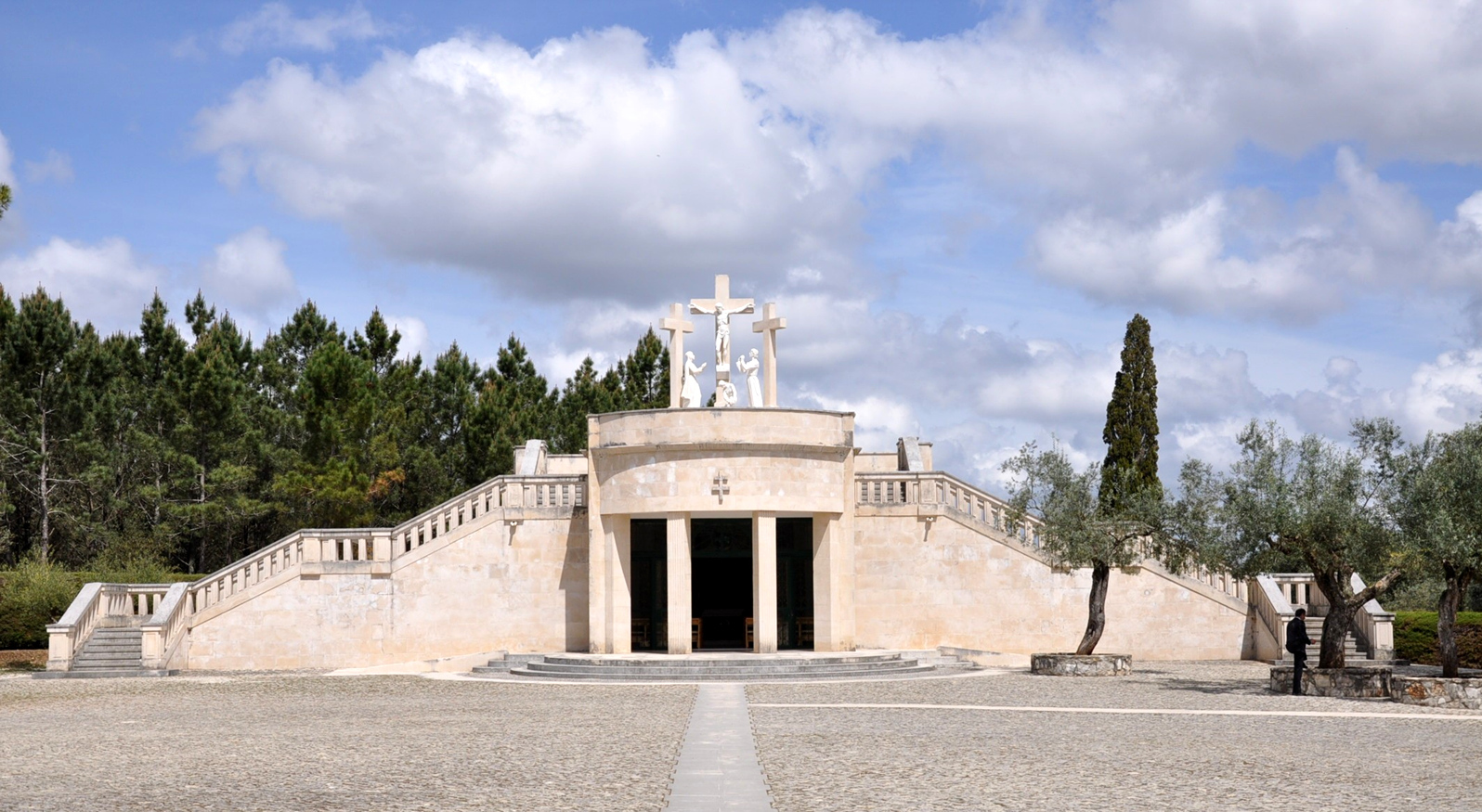
Capela de Santo Estevão e o Calvário Húngaro no final da Via Sacra nos Valinhos.

A Capela de Santo Estevão e o Calvário Húngaro, cuja denominação oficial é Calvário Cardeal Mindszenty, são os pontos finais da Via Sacra dos Valinhos. O calvário está instalado no terraço sobre a capela. Antigamente mais frequentados por estrangeiros, nos últimos anos têm-se tornado populares também entre os romeiros portugueses. A capela foi construída por refugiados húngaros e foi dedicada ao rei Estêvão I da Hungria, venerado como santo padroeiro desse país, tendo a sua pedra fundamental sido lançada em 11 de agosto de 1964. Foi reformada em 1994, incluindo mosaicos que representam as aparições na Cova da Iria, as Sete Dores de Nossa Senhora e a consagração da nação húngara a Maria. Para Marco Daniel Duarte, Diretor do Serviço de Estudos e Difusão do Santuário de Fátima, "o Calvário Húngaro (...) é uma bandeira identitária do sentir político e espiritual dos húngaros da diáspora". A finalidade da construção do conjunto da Capela e do Calvário "era a esperança dos refugiados da Hungria de, através deste ato, alcançarem por intercessão de Nossa Senhora de Fátima a liberdade para a sua Pátria". Nesta área também foi erguida em 2015 uma estátua do padre húngaro Luís Kondor, um dos principais apoiadores da causa de beatificação de Francisco e Jacinta Marto, comemorando os 50 anos da construção do Calvário Húngaro. O monumento foi criado pelo arquiteto João de Sousa Araújo, resultado de uma iniciativa conjunta da Associação Portugal-Hungria para a Cooperação e da Embaixada da Hungria em Portugal.

#### Monumento a Nossa Senhora nos Valinhos

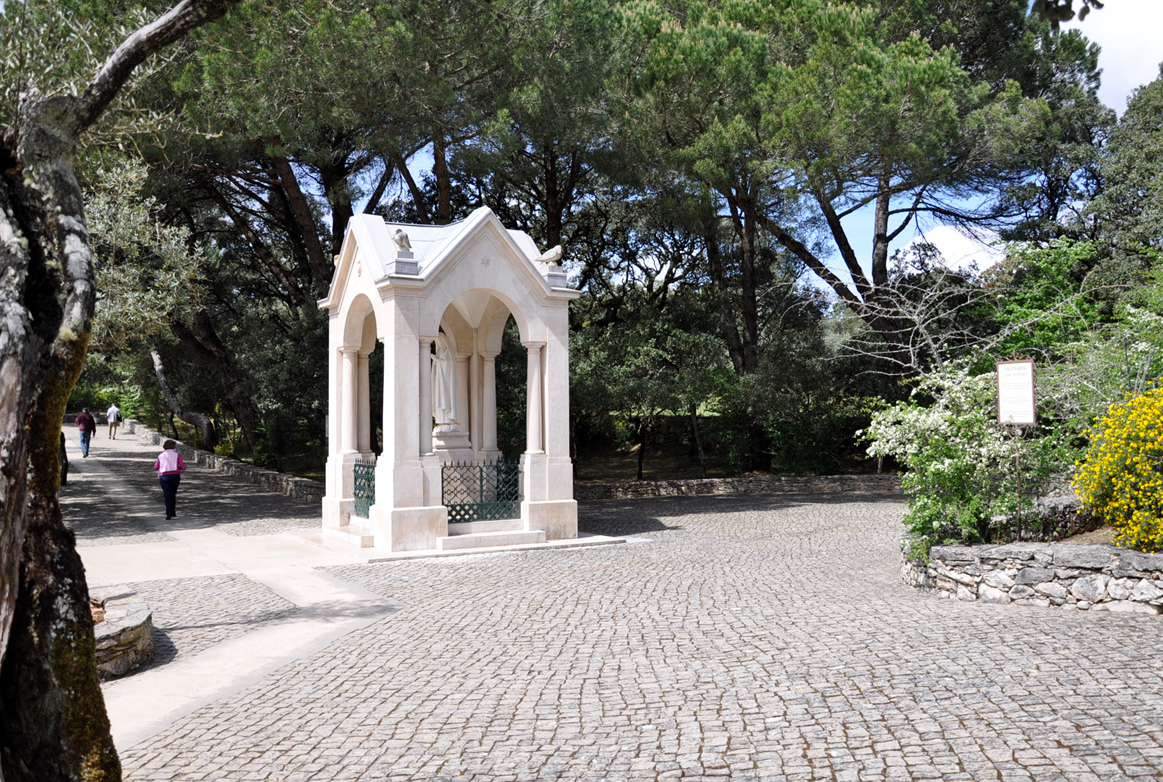
Monumento que assinala o local da quarta aparição de Nossa Senhora.

O monumento comemora a aparição de Nossa Senhora a 19 de agosto de 1917 nos Valinhos, e foi instalado nesse mesmo local. Foi financiado por católicos húngaros e inaugurado a 12 de agosto de 1956. A estátua de Nossa Senhora foi esculpida por Maria Amélia Carvalheira da Silva e o nicho em que se encontra foi arquitetado por António Lino e é um dos pontos obrigatórios de peregrinação nos roteiros do Santuário de Fátima.

#### Loca do Cabeço (ou Loca do Anjo)

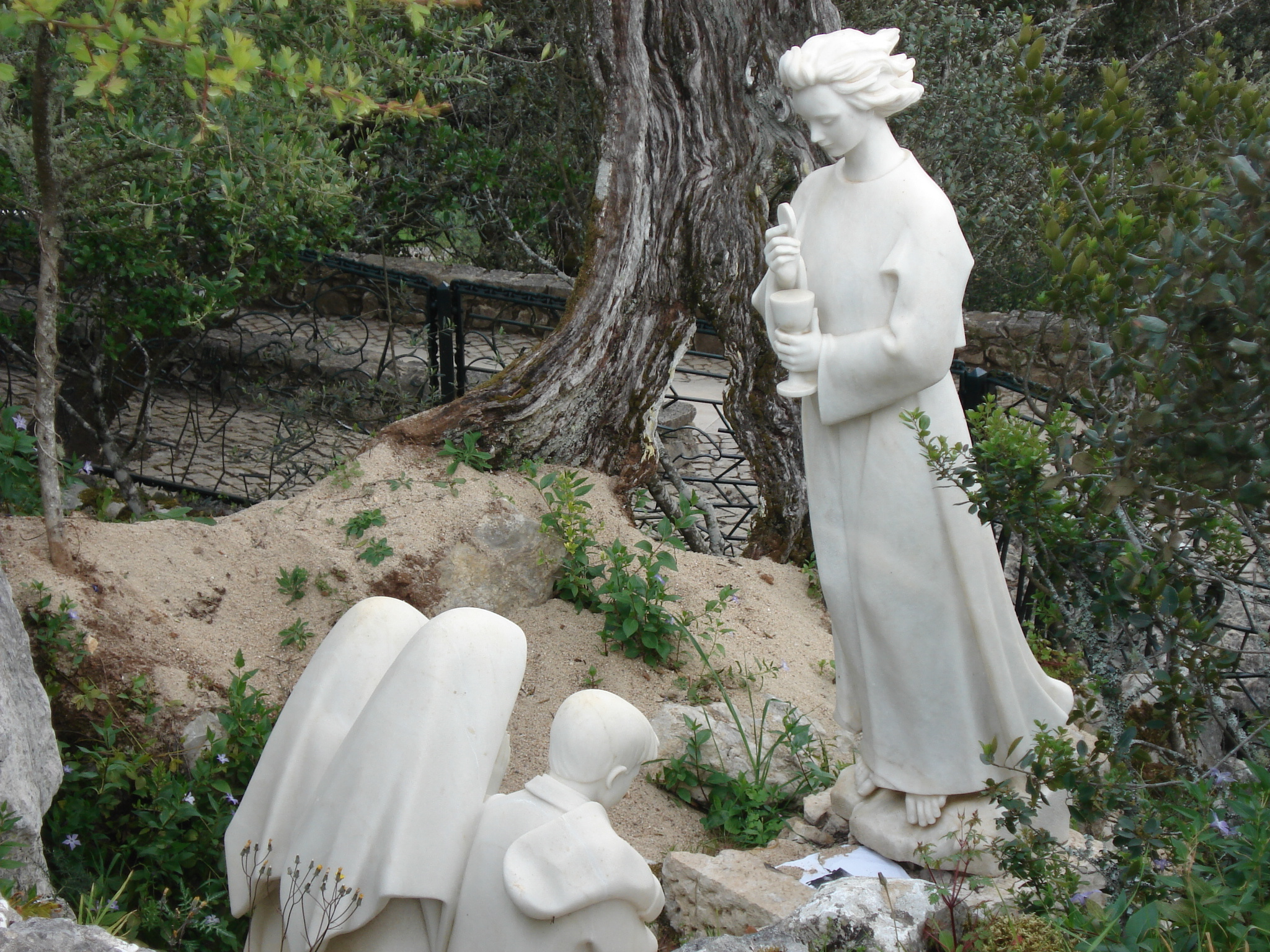
Monumento dedicado à aparição do Anjo de Portugal, na Loca do Cabeço.

A Loca do Cabeço localiza-se numa antiga propriedade da família dos videntes e foi o local onde primeiro apareceu o anjo que se identificou como Anjo da Paz ou Anjo de Portugal, pedindo aos três pastorinhos que rezassem, pois "os Corações de Jesus e de Maria estão atentos à voz das vossas súplicas". Ao contrário dos locais das aparições marianas, a Loca do Cabeço ainda tem um envolvimento pouco edificado, e a aparição do anjo é marcada por um grupo escultórico representando-o junto com os três pastorinhos de Fátima ajoelhados em oração, obra de Maria Amélia Carvalheira da Silva, que foi rodeado por uma grade projetada por Domingos Soares Branco.

## Espaços culturais

### Museu do Santuário de Fátima
O Museu do Santuário de Fátima tem como objetivo a preservação e conservação do espólio de arte sacra do santuário, dos ex-votos e ofertas dos peregrinos, documentos históricos, artísticos e etnográficos e testemunhos de peregrinações. O museu foi criado em 13 de agosto de 1955 por decreto episcopal de José Alves Correia da Silva, bispo de Leiria. Entre as peças de destaque estão a coroa da estátua de Nossa Senhora de Fátima que tem incrustada a bala que atingiu João Paulo II em 1981 e as diversas ofertas papais, incluindo as rosas de ouro atribuídas ao santuário.
O museu é também responsável pela curadoria da exposição permanente Fátima Luz e Paz, no edifício da reitoria. Inaugurada em 2002, a exposição tem exposta uma parte do espólio do museu, incluindo a coleção de ourivesaria, a coroa de Nossa Senhora de Fátima e diverso vestuário litúrgico. A peça mais antiga em exposição é um cristo indo-português datado do século XVI. O museu guarda também os manuscritos de Lúcia.

### Casas-museu em Aljustrel

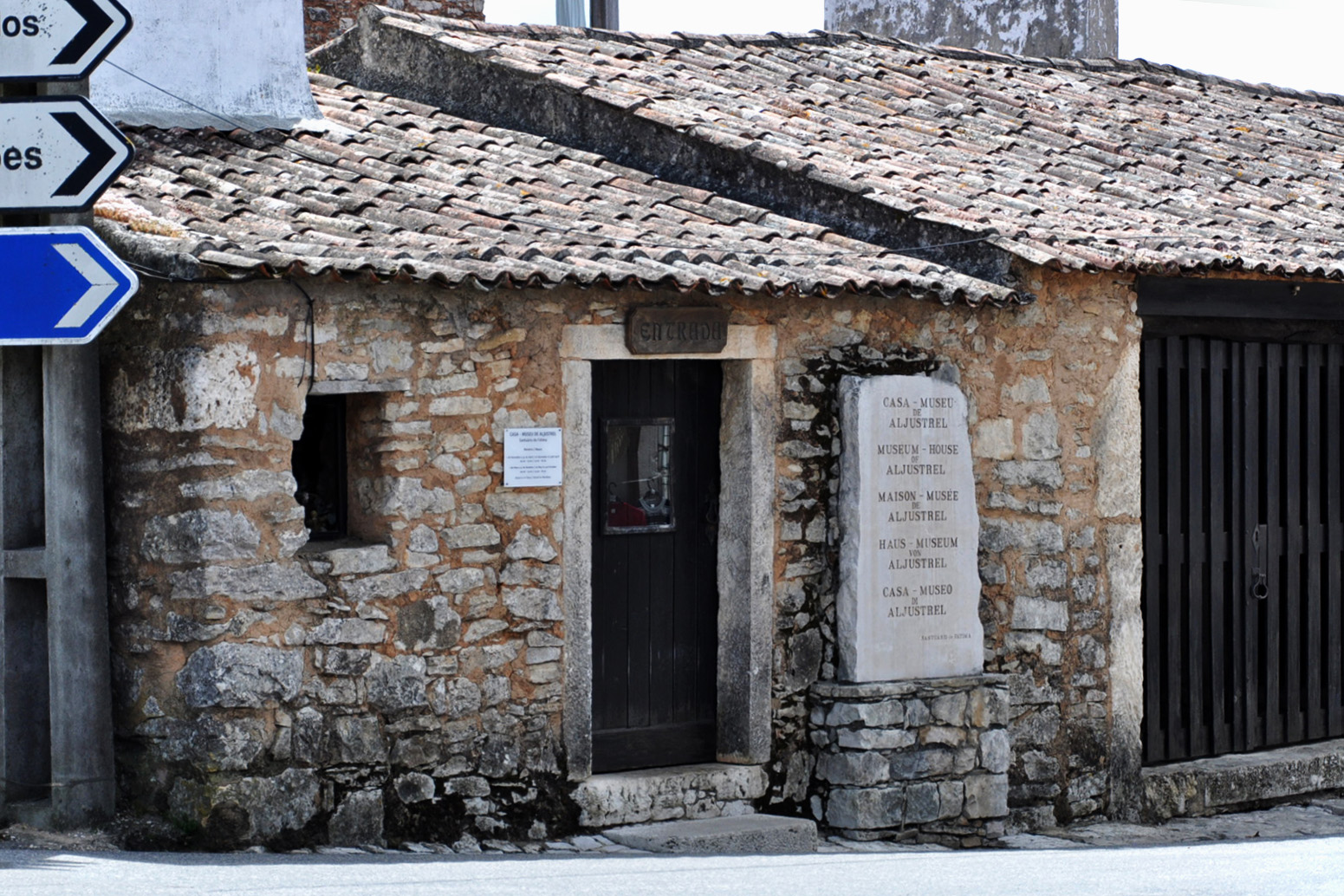
Casa-Museu de Aljustrel.

O Santuário de Fátima também gere três núcleos museológicos em Aljustrel, aldeia onde residiam os Três Pastorinhos e situada a cerca de dois quilómetros do santuário: são eles a Casa-Museu de Aljustrel, a Casa de Lúcia e a Casa do Francisco e da Jacinta. A Casa-Museu de Aljustrel está instalada na antiga residência da madrinha de batismo de Lúcia. Inaugurada em agosto de 1992, foi o primeiro núcleo museológico permanente do santuário e a exposição permite compreender a vida quotidiana na época das aparições. A Casa de Lúcia corresponde à casa onde nasceu e residiu Lúcia, a mais nova de seis irmãos, juntamente com os seus pais. Foi neste local que se realizaram os primeiros interrogatórios destinados a apurar a validade das aparições. A casa foi doada ao santuário em 1981 pela própria Irmã Lúcia, então já religiosa carmelita descalça. O arranjo da envolvente e do posto de informações foram inaugurados em agosto de 1994. A Casa do Francisco e da Jacinta situa-se a 200 metros da de Lúcia, tendo sido adquirida pelo santuário em 1996 e posteriormente reconstruída.

### Centro Pastoral Paulo VI

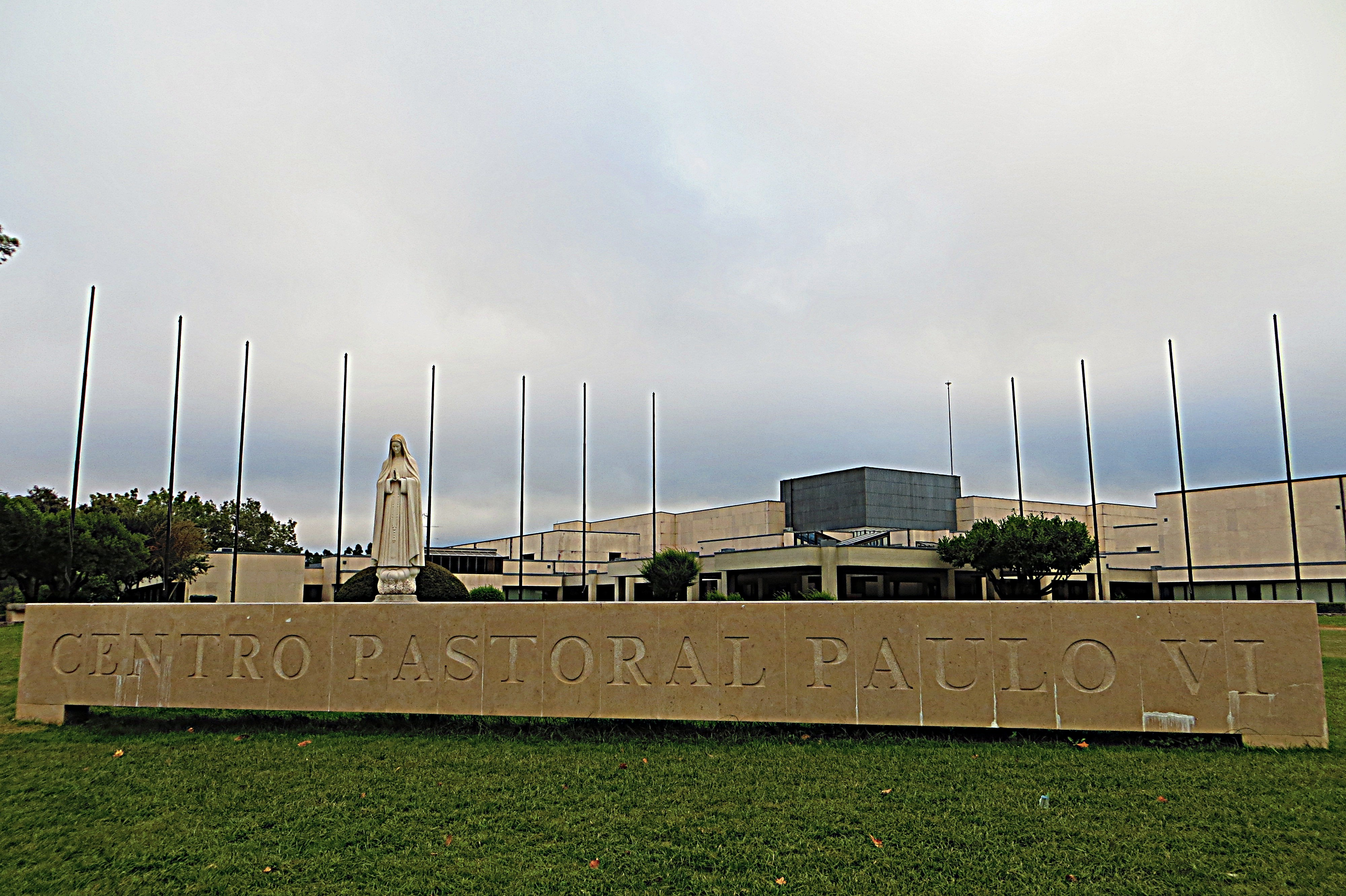
O Centro Pastoral Paulo VI.

O Centro Pastoral Paulo VI é um centro de congressos equipado com um anfiteatro de 2124 cadeiras, várias salas para encontros, capela, alojamento e refeitório distribuídos por quatro pisos e 1,4 hectares. A primeira pedra foi benzida em 13 de maio de 1979 pelo cardeal Franjo Šeper. O edifício foi inaugurado pelo papa João Paulo II em 13 de maio de 1982. O projeto é da autoria do arquiteto José Carlos Loureiro e é adornado por obras de vários artistas, entre as quais a escultura A Pastorinha, de José Rodrigues, Cristo Ressuscitado, de Lagoa Henriques, a Mãe do Bom Pastor, de Graça Costa Cabral, Cristo Crucificado, de Maria Irene Vilar e um vitral que representa o Bom Pastor, de Júlio Resende. No exterior encontra-se uma escultura de Nossa Senhora da autoria de Domingos Soares Branco.

## Casas de retiros de Nossa Senhora do Carmo e de Nossa Senhora das Dores

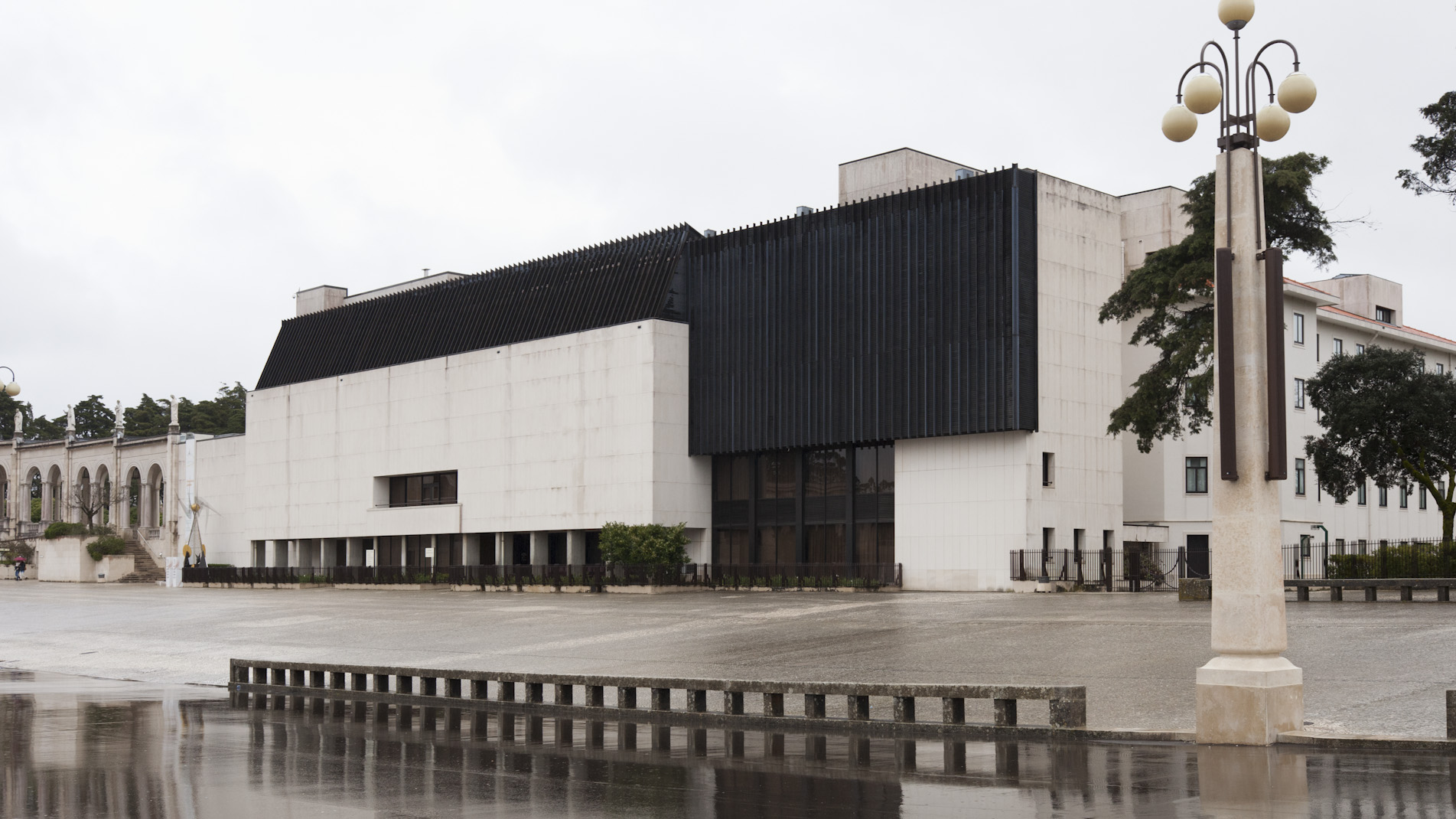
Casa de Retiros de Nossa Senhora do Carmo

Duas casas de retiro integram o santuário, localizando-se nos limites norte e sul do Recinto de Oração. Foram projetadas pelo arquiteto José Carlos Loureiro e, tal como o alpendre que envolve a Capelinha das Aparições (do mesmo autor), são estilisticamente consonantes com os parâmetros modernistas da sua obra.
A Casa de Retiros de Nossa Senhora do Carmo foi inaugurada a 13 de maio de 1986 por D. António Ribeiro, na altura Cardeal Patriarca de Lisboa. Nas origens deste edifício esteve o hospital com o mesmo nome. A casa situa-se no lado sul do recinto de oração, no seguimento da colunata. No seu átrio de entrada encontra-se uma escultura da Virgem Maria, de 1931, da autoria de António Teixeira Lopes. A sua missão prende-se com a realização de retiros, encontros de formação e outras atividades, bem como ao alojamento dos participantes. Foi nesta casa que ficaram alojados os papas João Paulo II e Bento XVI quando visitaram o Santuário e o mesmo acontecerá com o Papa Francisco. Os aposentos onde pernoitam os papas são simples, com um quarto, casa de banho, uma sala e outra mais pequena de reuniões.
A Casa de Retiros de Nossa Senhora das Dores tem origem no antigo Albergue dos Doentes construído em 1926. Tem as mesmas funções da Casa de Retiros de Nossa Senhora do Carmo, além de aí funcionar também o Posto de Socorros do santuário. Está situada no lado setentrional do recinto de oração, em linha com a colunata.

## Impacto

### Peregrinações e devoção

Vista geral do Santuário de Fátima durante a missa celebrada pelo Papa Bento XVI nas comemorações do dia 13 de maio de 2010.

Cerca de 180 mil pessoas acompanharam a tradicional procissão das velas no Santuário de Fátima nas comemorações do dia 13 de maio de 2016.

Depois de muitas hesitações e investigações canónicas a respeito da credibilidade das aparições, em 13 de outubro de 1930 a Igreja aprovou oficialmente o culto de Nossa Senhora do Rosário de Fátima. Na devoção popular, contudo, as aparições exerceram profundo impacto desde a época do ocorrido, e as peregrinações, procissões e orações no local iniciaram-se imediatamente. Ao longo dos anos, com a consolidação do santuário como um importante centro de culto mariano e com a crescente atenção dada por papas e outros destacados prelados à Mensagem de Fátima, elas viriam a crescer enormemente, atraindo grandes multidões de todo o mundo. Nas palavras de Maria Madalena Eça de Abreu.
"A centralidade de Fátima e a sua Mensagem é ainda acentuada a partir de março de 2002, altura em que o Missal Romano passa a incluir o dia 13 de Maio como Dia de Nossa Senhora de Fátima como festividade litúrgica mundial, confirmando-se uma Mensagem que é património de todos os crentes. (...) Fátima tem contornos próprios que tornam o fenómeno diferente do de outros santuários marianos. A referência à paz é uma constante e um traço identificativo da Mensagem de Fátima. Também em termos de conteúdo, é novo o pedido de consagração da Rússia ao Imaculado Coração de Maria. (...) São elementos igualmente novos a devoção específica dos cinco primeiros Sábados (...) pedida em Pontevedra por Nossa Senhora à Irmã Lúcia, assim como as orações que o Anjo e Nossa Senhora ensinam às crianças".
Os visitantes têm variadas motivações para acorrerem ao santuário. Segundo o antigo reitor Luciano Guerra, as principais "parecem ser a devoção, a promessa e a busca de um ambiente espiritual e calmo". Um estudo científico realizado por Abreu em 2003 mostrou que os visitantes identificam Fátima como "um local de fé" (42,3%), "uma experiência espiritual/religiosa" (14,2%), "uma experiência de paz/tranquilidade" (13,6%) e "uma experiência maravilhosa do foro transcendental" (13%). Sobre suas motivações principais, o estudo revelou que "17,8% dos peregrinos inquiridos afirma que o principal motivo que o leva no presente dia a Fátima é a fé, 16% identifica a promessa por si, ou por um membro familiar, (...) e 13,8% dos inquiridos desloca-se a Fátima para acompanhar família ou amigos". 72,9% dos peregrinos já visitaram o santuário mais do que dez vezes e 72,3% consideram que sua vida mudou para melhor depois da visita. Uma série de serviços e locais estão preparados para dar atendimento aos visitantes, incluindo albergues para peregrinos, serviços de informações, orientação pastoral, alimentação, pronto-socorro e enfermagem, bem como uma rede de comércio de artigos sacros e 14 parques de estacionamento para veículos.
Em 2015, o santuário acolheu 6 milhões e 676 mil visitantes nas 9 948 celebrações realizadas ao longo do ano. Neste ano o recinto acolheu 587 128 peregrinos distribuídos por 4 390 grupos de peregrinação organizada. Entre estes, 1 591 grupos de peregrinação foram de origem portuguesa, no total de 461 300 peregrinos, e 2 799 grupos provenientes de 90 países, no total de 125 829 peregrinos. Entre as peregrinações de origem portuguesa, a diocese que mobilizou maior número de peregrinos foi a do Porto, com 39 686 peregrinos em 272 grupos, seguida pela de Lisboa, com 34 362 peregrinos em 383 grupos.
A maior afluência de peregrinos ocorre durante o mês de maio. Os países estrangeiros com maior número de peregrinos foram Espanha (30 776 peregrinos), Itália (15 112 peregrinos) e Polónia (13 017 peregrinos). Ainda em 2015, foram atendidos nos postos de informações do santuário e de Aljustrel 184 128 peregrinos, dos quais 48 560 portugueses e 135 568 estrangeiros de 162 nacionalidades. A Casa da Lúcia foi visitada por 336 299 peregrinos, dos quais 139 469 de nacionalidade portuguesa e 196 830 de outras nacionalidades. A Casa do Francisco e da Jacinta recebeu a visita de 320 193, dos quais 133 832 portugueses e 186 361 de outras nacionalidades. As várias casas de alojamento propriedade do santuário registaram cerca de 55 mil dormidas.
O Centro Nacional de Cultura, em colaboração com as entidades responsáveis do Santuário de Fátima, lançou em 2003 um projecto que visava, à semelhança do que acontece com as peregrinações ao Santuário de Santiago de Compostela, demarcar caminhos de Fátima que pudessem guiar os inúmeros peregrinos que todos os anos se dirigem a pé ao santuário, criando os "Caminhos de Fátima". Deste projecto nasceram dois caminhos, o "Caminho do Tejo", ligando Lisboa a Fátima, e o "Caminho do Norte", ligando o Porto a Fátima. Apenas o "Caminho do Tejo" se encontra já concluído com os marcos com setas azuis que indicam a direção do santuário, sendo que o "Caminho do Norte" encontra-se ainda em fase de conclusão.

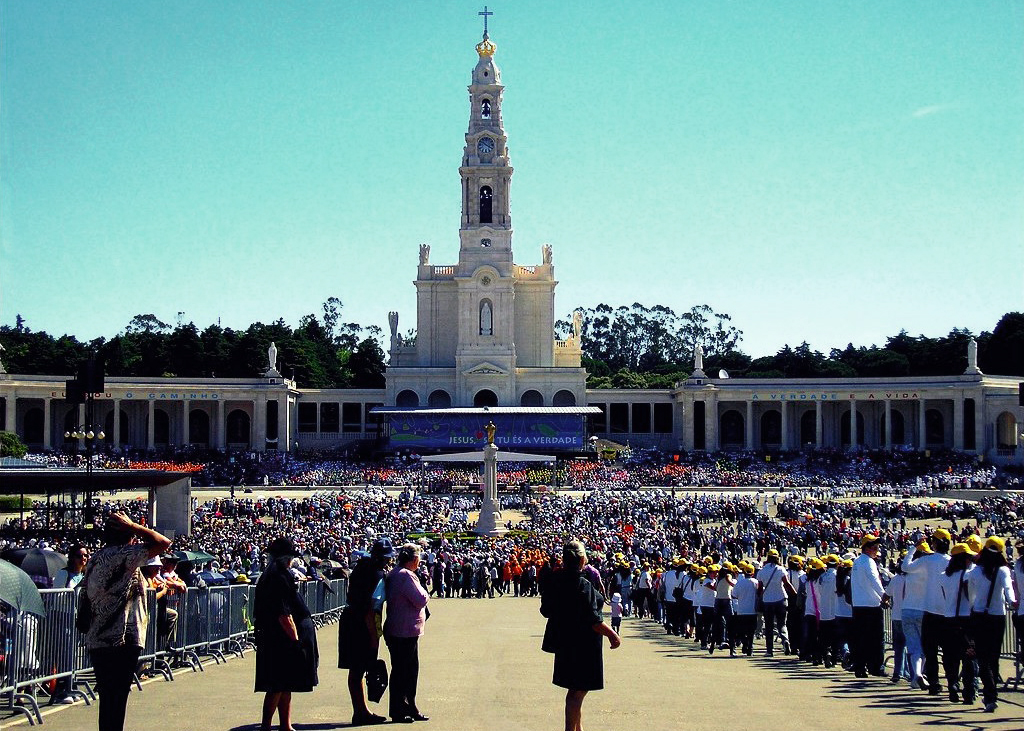
O Santuário de Fátima em dia de grande celebração.

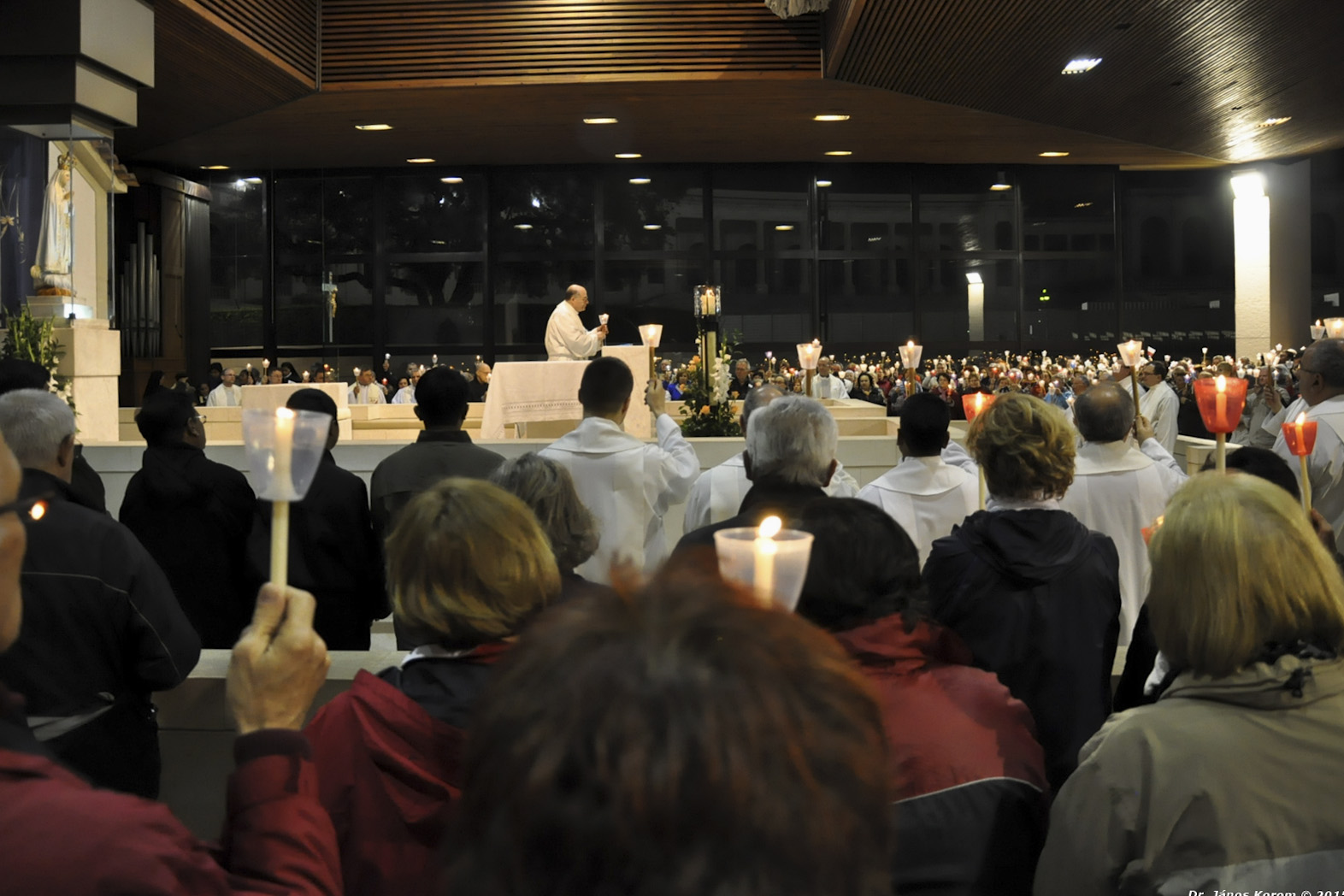
Celebração noturna junto à Capelinha das Aparições.

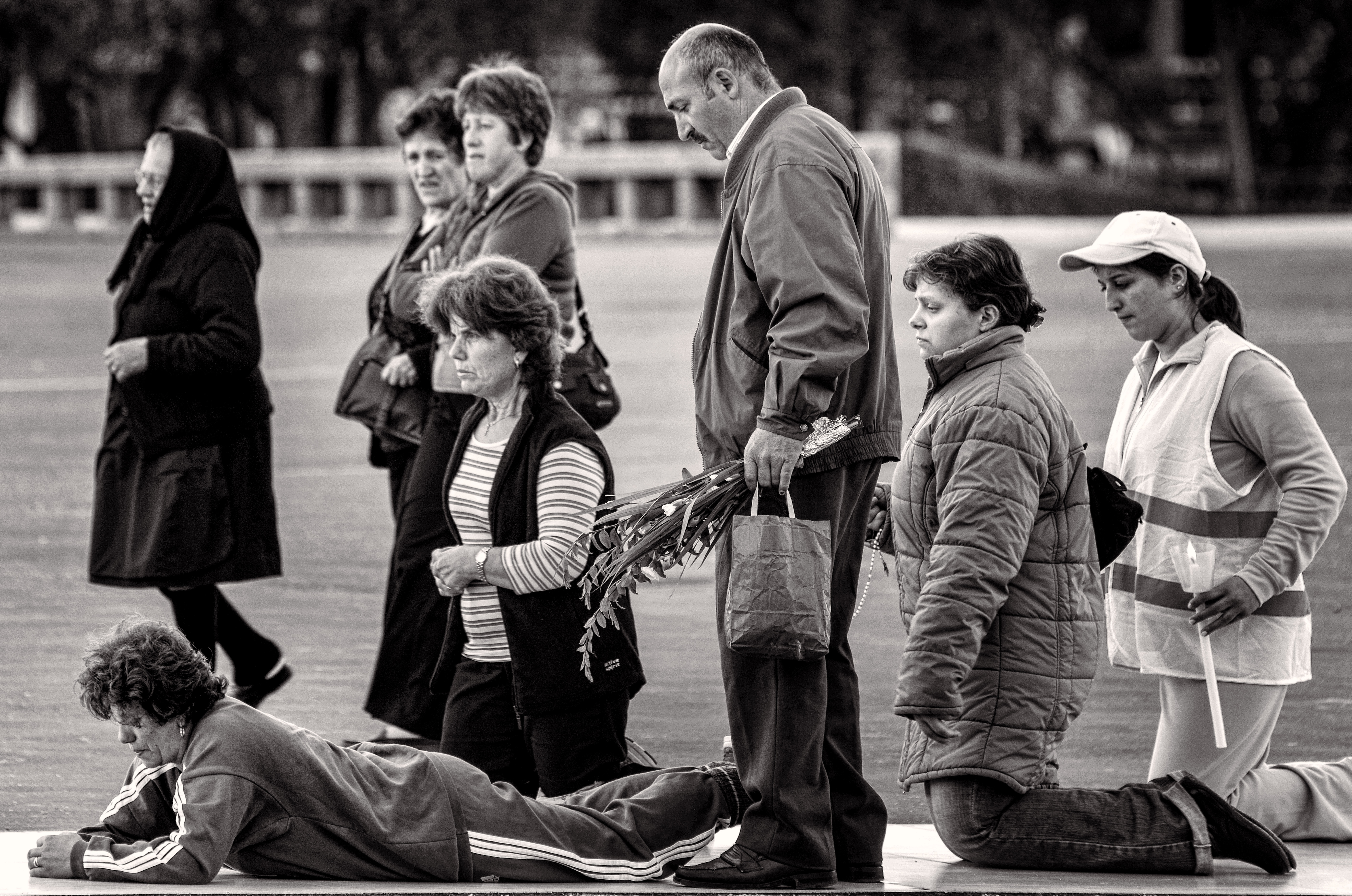
Peregrinos a pagar as suas promessas no percurso penitencial do Santuário.

A devoção no local assume muitas formas. A eucaristia é celebrada diariamente em vários locais e horários, e é possível incluir pedidos pessoais nas intenções da celebração. Em 2015 foram celebradas 7 223 missas e consumidas cerca de 16 300 hóstias e 1 450 000 partículas. A eucaristia fica em adoração permanente na Capela do Santíssimo Sacramento, mas nas peregrinações internacionais aniversárias, de maio a outubro, a capela é fechada na noite do dia 12 para o dia 13 a fim de concentrar os peregrinos na vigília noturna. A reza do terço, um dos elementos centrais da mensagem de Fátima, realiza-se em qualquer local, mas a Capelinha das Aparições é o ponto focal da prática, iniciando-se diariamente às 18h30, com transmissão por várias rádios. Os primeiros sábados de cada mês são considerados datas especiais, com missa, meditação e adoração eucarística na Basílica da Santíssima Trindade, e reza do terço e hora de reparação ao Imaculado Coração de Maria na Capelinha das Aparições. O sacramento da Reconciliação é celebrado diariamente nas Capelas da Reconciliação. Outros sacramentos como o batismo e o matrimónio são celebrados no santuário mediante agendamento, e são muito procuradas as bênçãos especiais aos doentes, objetos religiosos e veículos. Nas procissões destacam-se a Procissão de Velas e a Procissão do Adeus, celebrações tradicionais que atraem milhares de peregrinos. Muitos romeiros deixam ex-votos em penhor ou pagamento de promessas ou como ação de graças, e um rico acervo encontra-se preservado no Museu do Santuário.
São também os peregrinos, através de donativos, grandes responsáveis pela manutenção financeira do santuário e suas atividades, já que a instituição não recebe fundos substanciais de outras fontes institucionais ou da Igreja. Por outro lado, o comércio de artigos sacros, receitas de operações financeiras e rendimentos de bens imobiliários em posse do santuário são outros importantes geradores de receita. Alguns dados contribuem para dar a conhecer o perfil geral das suas finanças. Em 2003 a receita foi de 17,7 milhões de euros, dos quais 8,7 milhões vieram de donativos. Entre os donativos recebidos aparecem preciosidades. Ao longo das décadas a piedade tem levado muitos devotos à oferta de objetos de ouro, prata e pedrarias à Senhora de Fátima e seu santuário, em quantidades que regularmente chegam a alguns quilos por ano. Os que possuem valor artístico ou histórico são levados para o museu. Luciano Guerra disse que "houve algumas doações importantes, verdadeiras pequenas fortunas". Algumas famílias doaram todas as suas joias, outras doaram bens imóveis de alto valor. Em 2017 o comércio administrado pelo próprio santuário incluía duas lojas de artigos religiosos, 90 postos de venda nas pracetas São José e Santo António, onde cobra "rendas simbólicas" de 9 a 34 euros mensais; uma livraria e um pequeno posto de vendas em Aljustrel. A entrada de verbas ultrapassa as necessidades regulares e é suficiente para que o santuário possa contribuir em variadas iniciativas beneficentes. O santuário não costuma divulgar abertamente o seu orçamento e balanço, mas afirma que eles não são secretos. No geral as contas são entregues para aprovação ao Conselho Nacional do Santuário de Fátima, composto por diversos membros da Conferência Episcopal Portuguesa. O reitor Carlos Cabecinhas afirmou em 2017 que não existe um problema de transparência. "Parece-nos que há mecanismos suficientes para garantir uma gestão responsável e controlada dos bens do santuário. Posso assegurar que as ofertas dos peregrinos se destinam exclusivamente a duas finalidades: sustentar os vários serviços e estruturas de acolhimento e apoio dos peregrinos, bem como garantir uma vasta ação de ajudas sociais a muitas instituições". Como exemplo, em 2016 o santuário doou 50 mil euros para as vítimas da onda de incêndios em Portugal e doações recolhidas durante as missas de Natal foram destinadas a ajudar refugiados.
A devoção à Virgem de Fátima é uma das maiores influências no misticismo católico mundial e isso, junto com a importância internacional do santuário, ambos alcançando um vasto público, tornam-nos em importantes plataformas para manifestações da hierarquia da Igreja não apenas sobre elementos doutrinais, mas também sobre aspectos sociais e políticos desafiadores do mundo contemporâneo. O papa João Paulo II assinalou que a Mensagem de Fátima é atual, destinada "de modo particular aos homens do nosso século, marcado pelas guerras, pelo ódio, pela violação dos direitos fundamentais do homem, pelo enorme sofrimento de homens e nações e, por fim, pela luta contra Deus, impelida até à negação da sua existência". O discurso do Arcebispo de Braga Jorge Ortiga no encerramento da peregrinação internacional de 2012 acabou em críticas ao capitalismo desgovernado e à indiferença dos políticos, e declarações de Luciano Guerra contra o aborto e o casamento de homossexuais através do jornal A Voz da Fátima despertaram polémica.
A polémica, de facto, cerca o santuário desde sua origem, começando com as contestações da autenticidade das aparições, que apesar de confirmadas pela Igreja, ainda têm detratores. Críticos radicais como João Ilharco e principalmente o padre Mário de Oliveira, este autor do best-seller Fátima nunca mais, que levantou grande controvérsia, alegam que as aparições foram uma farsa. Também há críticas sobre as formas de devoção cultivadas no santuário, questionando uma alegada ênfase excessiva nos aspectos conservadores, doloristas, penitenciais e apocalípticos embutidos na mensagem de Fátima, considerados por alguns autores como estranhos às tendências da religiosidade contemporânea. Por outro  lado, sectores conservadores têm protestado contra a abertura ao diálogo ecuménico implantada na gestão de Luciano Guerra e a presença de líderes e grupos de outras religiões no santuário, e ocorrem ainda condenações à forte presença do comércio.

### Desenvolvimento regional

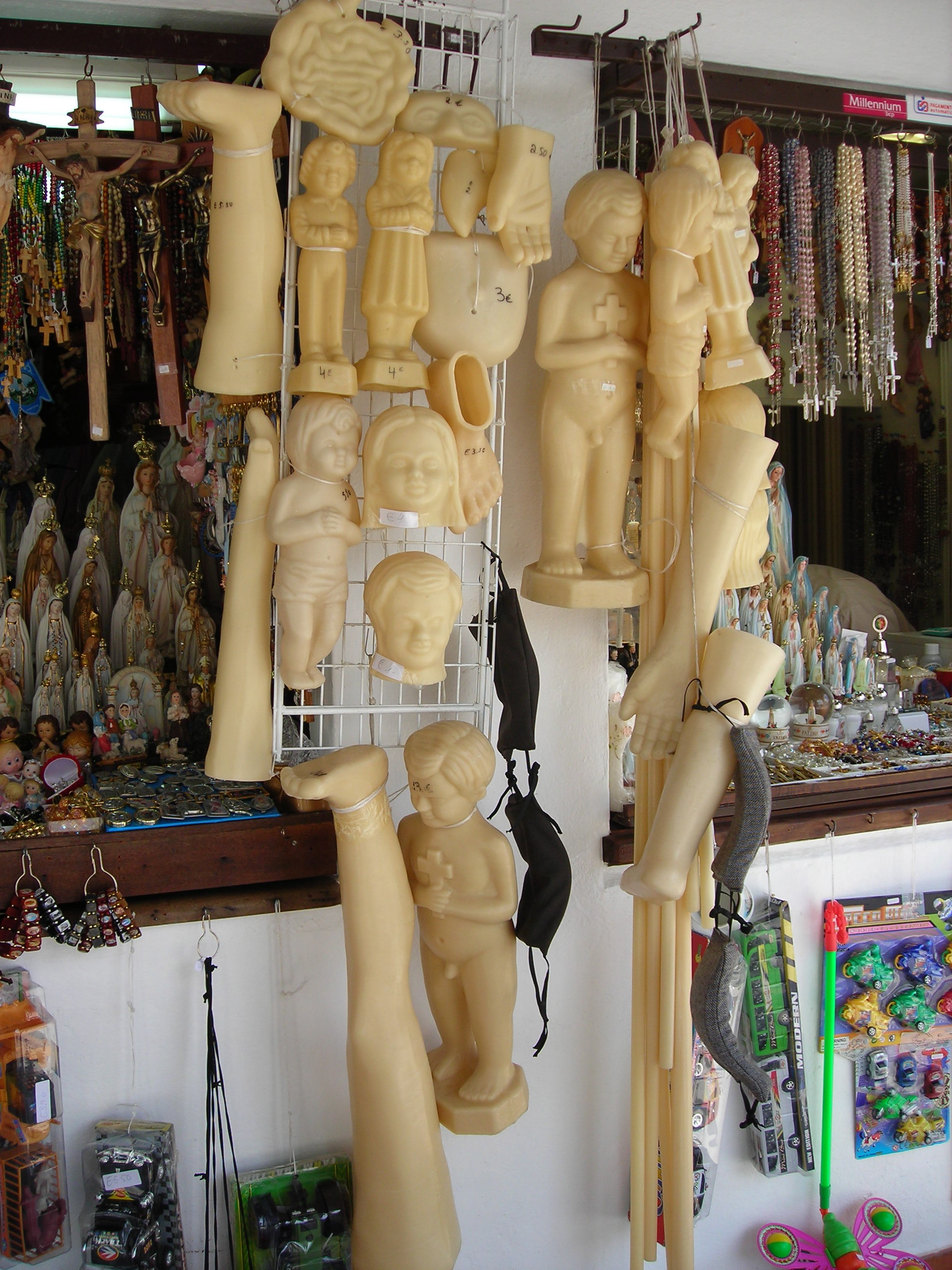
Aspecto do comércio em Fátima.

O grande número de visitantes que se deslocam ao santuário provocou um importante desenvolvimento económico e urbanístico na região, mais espetacularmente nas zonas mais próximas do santuário, que hoje é o centro vital da vila de Fátima, elevada à categoria de cidade em 12 de julho de 1997, e constituída pela Cova da Iria, pela freguesia de Fátima, por Moita Redonda, Lomba de Égua, parte de Aljustrel e Moimento. Fátima vive principalmente em função do santuário mariano, tendo como pontos mais fortes da sua economia o turismo e o comércio religioso, empregando a grande parte da força de trabalho disponível e atraindo muitos de fora, que ali buscam oportunidades. Se por um lado esse desenvolvimento beneficiou uma região antes rural e pouco dinâmica, por outro desencadeou uma série de problemas sociais e estruturais, em virtude principalmente de falta de um planeamento de longo prazo. Nos anos recentes o crescimento tem sido exponencial. Entre 1987 e 1997 os estabelecimentos hoteleiros e estruturas de apoio a visitantes aumentaram em 80% e o comércio de artigos religiosos ramificou-se por todo o tecido urbano e junto aos principais locais de peregrinação, acompanhado por uma significativa expansão também do comércio de artigos laicos e souvenirs turísticos. Ao mesmo tempo esse crescimento impôs a construção de uma grande rede de vias de acesso aos locais mais frequentados, que recebe intenso e constante tráfego de veículos. A própria tipologia das construções dessas localidades tem-se transformado rapidamente na progressiva adaptação aos fins comerciais e hoteleiros. Dias de grande movimento exigem a mobilização de uma considerável massa de agentes da polícia, bombeiros, médicos e enfermeiros e pessoas que prestam informações aos visitantes em Fátima e ao longo dos caminhos de peregrinação.

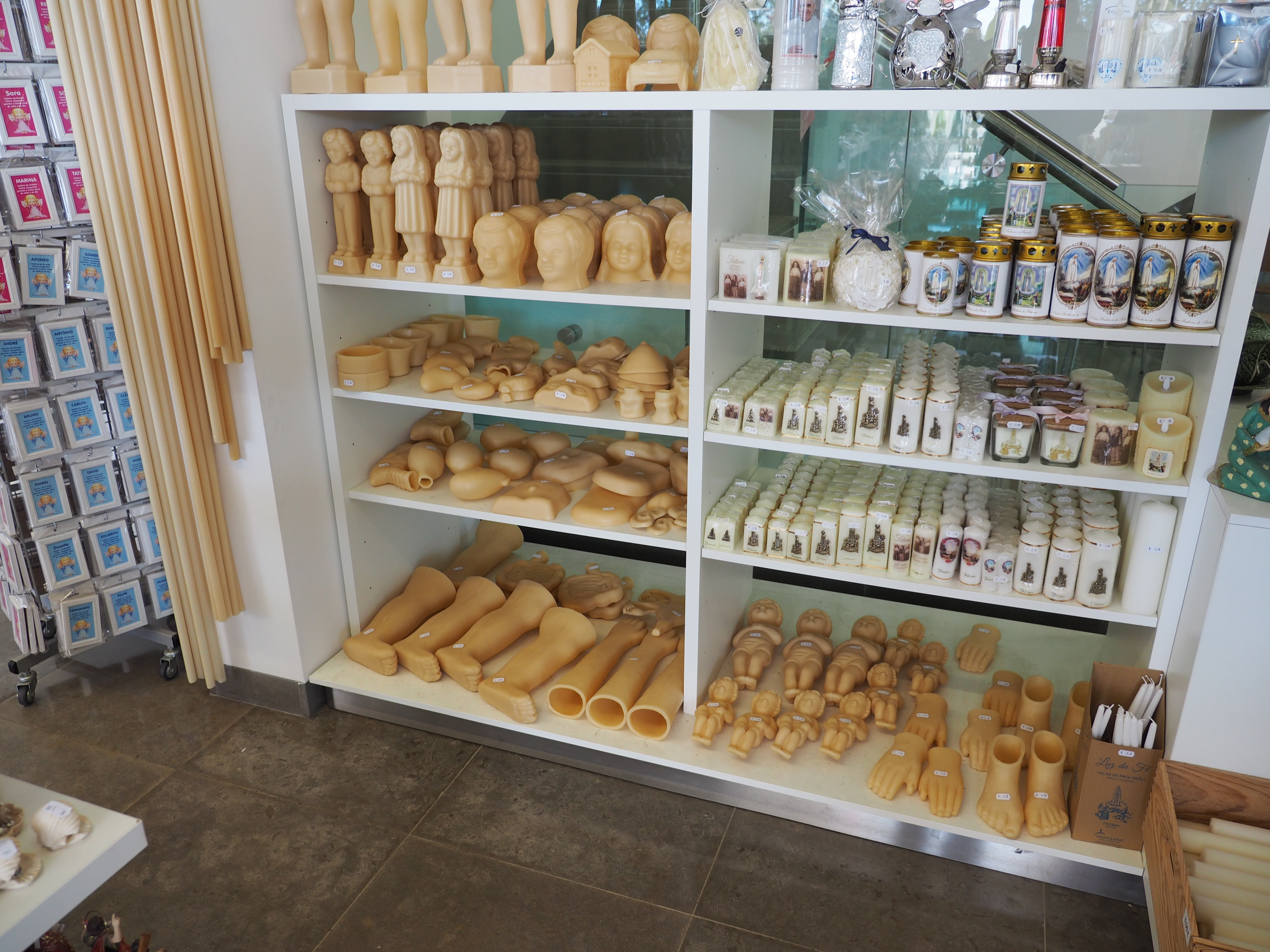
Aspecto do comércio na Cova da Iria, na freguesia de Fátima.

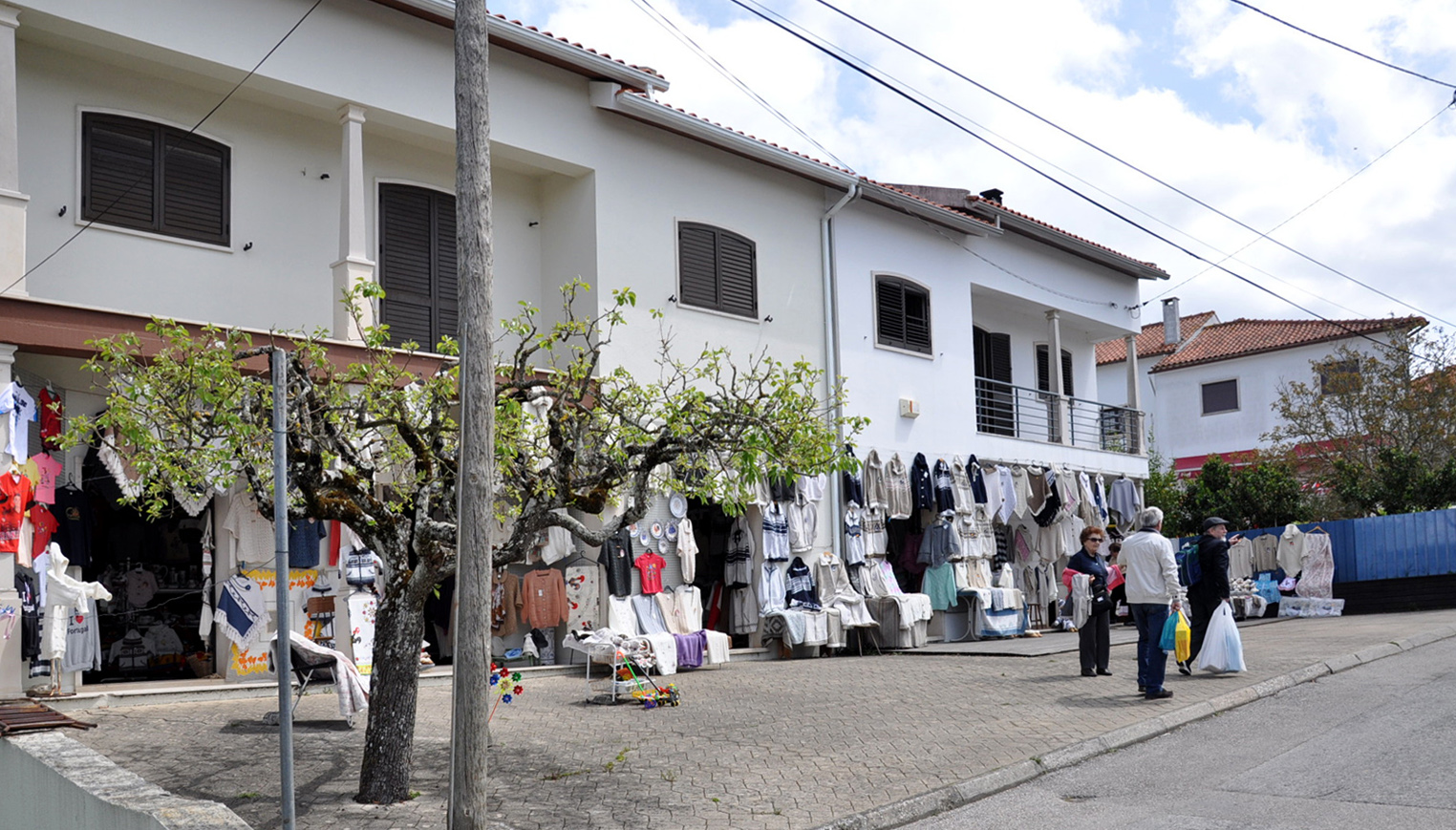
Aspecto do comércio em Aljustrel, na freguesia de Fátima.

Os inconvenientes produzidos por essa expansão urbana desordenada e pela multidão de visitantes são vários. Nas palavras de Ana Cláudia Pereira da Silva, a cidade transformou-se num "local mais financeiro do que social e identitário", e se "inicialmente o comércio era benéfico para o crescimento económico e afirmação da cidade de Fátima, atualmente, apresenta um caráter destrutivo que se impõe sobre a dimensão religiosa e se propaga para a via pública". Outros problemas incluem engarrafamentos e acidentes de trânsito, ruído e poluição causados por veículos, descaracterização da cidade como um local de convivência, degradação urbanística, dificuldades para a circulação pedestre, carência de espaços de lazer e entretenimento, desaparecimento de habitações de tipologias vernáculas, proliferação de construções irregulares, redução de áreas verdes na zona urbana e degradação ambiental na zona rural e, em certos períodos de grande afluência, incapacidade da rede hoteleira de suprir a procura. A importância central dos destinos de peregrinação faz com que as autoridades civis dediquem a sua maior atenção à conservação e promoção desses locais, deixando bastante desamparadas de equipamentos e conservação outras áreas da cidade e das vilas mais próximas, onde, segundo Camila Braga, "os residentes perpetuam e desempenham os seus trabalhos e suas necessidades básicas diárias, onde as realidades quotidianas ocorrem de modo distinto da realidade religiosa". Esses fatores geram frequentes reclamações do público que ali reside e também de visitantes. Várias iniciativas oficiais tentam oferecer soluções para esses problemas, como a Sociedade de Reabilitação Urbana de Fátima, a Acção Integrada de Valorização Urbana – Fátima 2017, o Programa Operacional Regional do Centro e as Parcerias para a Regeneração Urbana de Fátima. Um Plano de Urbanização de Fátima foi aprovado em 2002. Por outro lado, apesar da falta de alguns espaços e infraestruturas voltados para suprir as necessidades dos moradores, Braga refere que "são ressaltados os sentimentos de orgulho e pertencimento presentes na vida dos autóctones. Para além dos laços de identidade existentes entre residentes e o território, os habitantes reconhecem o valor simbólico que Fátima possui nas várias dimensões do quotidiano da população local e da cidade, e, sobretudo, na influência expressa no universo religioso e católico".

### Importância
Hoje, o Santuário de Fátima é uma instituição de importância reconhecida pela Santa Sé. Segundo a Maria Madalena Eça de Abreu é "um símbolo da identidade católica nacional" e, de acordo com João Vasconcelos "é o centro de peregrinação mais frequentado de Portugal, por pessoas vindas de todo o país, como também um dos centros de peregrinação mais visitados do mundo católico". Para Dimitris Philippides, o Santuário de Fátima "consiste numa rica variedade de elementos, desde estruturas temporais, embora imbuídas de um forte conteúdo simbólico, a edificações mais formais e imponentes, as quais correspondem ao seu estatuto contemporâneo de centro de peregrinação conhecido mundialmente". Além de se ter tornado um grande complexo arquitetónico rico de significados, na apreciação de Patrick da Silva, o santuário foi também "responsável pelo impulso do desenvolvimento de uma região desprovida de desenvolvimento social na sua totalidade, em sequência do aparato grandioso do cenário cerimonial ocorrido". Ele continua:
"À medida que surgiram os primeiros planos da estruturação do santuário e da urbanização em seu redor, muitos erros já tinham ocorrido e as soluções apresentadas por esses projetos, muitos dos casos acabaram por não ser aplicados, por questões burocráticas. Tornando-se ao longo dos tempos, mais difícil conseguir resolver os problemas, corrigir os equívocos, responder as necessidades, realizar projetos de futuro. Desde o seu início modesto como barraca improvisada que abrigou o local onde a aparição teve lugar, o Santuário de Fátima passou por fases sucessivas de desenvolvimento até à sua expansão imponente atual, em que a área central simétrica da esplanada acabou por ser pensada como uma grande praça, funcionando como um anfiteatro. (...) O elemento crucial no Santuário de Fátima é a sua secção longitudinal. Esta linha, com 500 metros de comprimento, com uma ondulação específica, proveniente das diferentes cotas do terreno, provoca um incrível efeito sobre a sensação da escala na praça. (...)
"A título de considerações finais, importa clarificar, que o Santuário de Fátima possui praticamente (faltar-lhe-ia o Art déco - embora os edifícios hospitalares laterais possam ter elementos arquitetónicos desse período, ocultos após a intervenção atual na fachada), todas as fases da arquitetura portuguesa do século XX, nos seus edifícios de destaque: o Ecletismo na Basílica de Nossa Senhora do Rosário; o Português Suave na colunata, e, virtualmente, a sua cobertura não executada do Movimento Moderno; o Tardo-Modernismo aplicado no alpendre da Capelinha das Aparições; e por último a Contemporaneidade existente na nova Igreja da Santíssima Trindade. Com datas divergentes, as construções com diferentes estilos, conseguem transmitir uma sensação de 'antigo', a um santuário recente. Adquirindo o respeito, a admiração, e acima de tudo o interesse pela arquitetura global presente no recinto de oração".
Nas palavras do Presidente da República, Marcelo Rebelo de Sousa, "é inegável a sua importância para Portugal. Para crentes e para não crentes. Preservando a posição do Estado que é laico, mas respeitando a grande importância e dimensão da religião católica em Portugal. É importante do ponto de vista religioso, mas também noutras dimensões que lhe estão associadas como o turismo".

### Regresso às origens
Em 22 de dezembro de 2022, o Monsenhor Luciano Guerra, figura incontornável na reorganização administrativa e na projeção internacional do Santuário de Fátima, fez um alerta público para a necessidade de "um enorme esforço de purificação do Santuário, no sentido de o fazer voltar-se para o público de peregrinos". Em entrevista a um meio de comunicação social, o antigo reitor disse que se criou "uma espécie de castelo intelectual" na instituição, que relegou a massa de peregrinos para "plano secundário". Na entrevista, em que assumiu um tom muito crítico para com a atual gestão do maior templo mariano do país, Luciano Guerra reforçou que "prevalece a intelectualidade e a arte. Em plano secundário fica a grande massa de peregrinos, gente simples pobre e humilde, a gente que, na realidade, Nossa Senhora convida para vir a Fátima". Afirmou, ainda, que: "No atual programa do Santuário, o fito primário mais explícito são os intelectuais" e "a dedicação total à intelectualidade não deixa espaço para a dedicação aos pobres". O sacerdote, salvaguardando o direito a opiniões contrárias, questionou, assim, se o atual modelo de gestão do Santuário não colide, de certa forma, com a essência da Mensagem de Fátima e com o apelo expresso pelo Papa Francisco num dos últimos consistórios públicos para criação de novos cardeais: "Jesus não os chamou para se tornarem ‘príncipes’ na Igreja, mas para servir como Ele e com Ele".

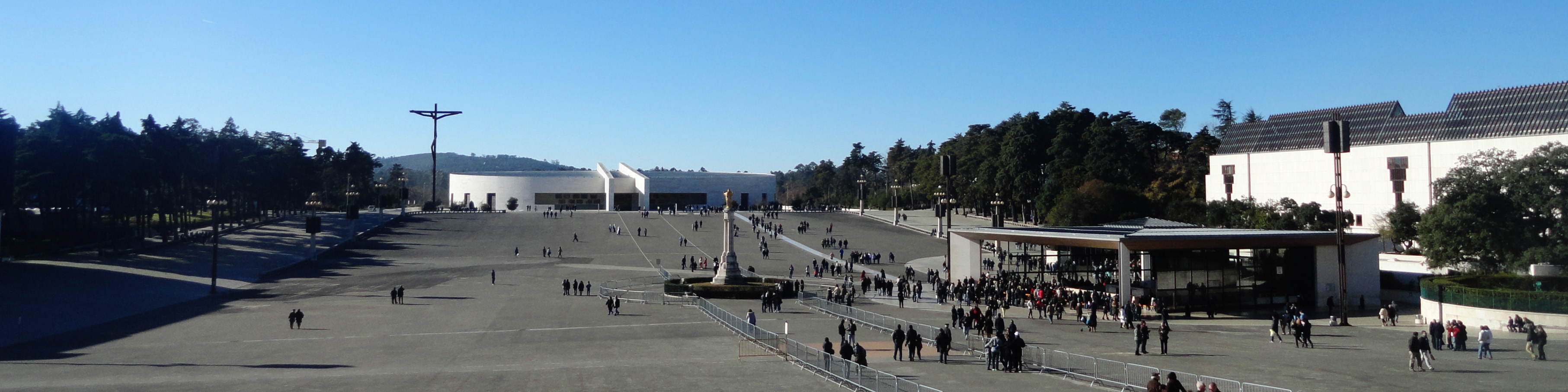
Vista panorâmica do recinto em direção a poente, podendo-se observar, ao fundo, a Cruz Alta e a Basílica da Santíssima Trindade.